# 緋弾のアリア
『緋弾のアリア』（ひだんのアリア、Aria The Scarlet Ammo）は、赤松中学による日本のライトノベルおよびそれを原作とするメディアミックス作品。イラストはこぶいちが担当。MF文庫J（メディアファクトリー→KADOKAWA）より2008年8月から刊行されている。略称は「緋弾」「アリア」「緋アリ」など。「みんなで選ぶベストラノベ2011」では総合部門で9位を獲得している。2020年12月時点で電子版を含めたシリーズ累計部数は900万部を突破している。
2010年4月にテレビアニメ化が発表され、2011年4月から7月までTBSほかにて放送された。また、アニメ放送と連動する形でソーシャルゲームがGREEおよびMobageにて配信された。
作者が同じ『やがて魔剱のアリスベル』（電撃文庫より刊行）と世界観を共有しており、登場人物も一部共通している。
2014年12月18日にはスピンオフ漫画『緋弾のアリアAA』（ひだんのアリア ダブルエー、Aria The Scarlet Ammo AA）のアニメ化が原作公式サイトなどで発表され、2015年10月から12月まで放送された。

## あらすじ
凶悪犯罪に対抗するため、武力を行使する探偵「武偵」の存在が当たり前の社会。2009年、武偵を育成する東京武偵高校に通う青年・遠山キンジは、普通の生活を求めていた。しかし、ある日現れたSランク少女武偵である神崎・H・アリアと出会ったことにより、彼女を取り巻く戦いの日々に身を投じていくことになる。
I巻
高校2年1学期の始業式の日、いつも乗るバスに乗り遅れたキンジは、仕方なく自転車で登校する。しかし、その自転車には「武偵殺し」による爆弾が仕掛けられていた。そこに空からパラグライダーで登場した少女アリアに助けられる。それで難を逃れたかに見えたが、武偵殺しから別の攻撃を受け、二人は応戦。その過程でキンジはヒステリアモード（HSS）になり、それらを撃退する。その能力を見たアリアはキンジをパートナーとして選ぶ。
だが、キンジはある理由からHSSを封印しており、同様の手口によるバスジャックの事件では、それを発動させず、その結果、アリアからパートナーの解消を言い渡され、彼女はイギリスへの帰国を決意する。しかし、キンジはアリアが乗る飛行機が武偵殺しに狙われていることに気づき彼女と合流。そこで一連の犯人は2人の同級生・峰理子だと判明する。二人は理子と戦い、理子は逃走する。その後、損傷した飛行機を空き地に着陸させ、事なきを得た。そして、キンジは条件付きでアリアのパートナーになることを決意する。
II・III巻
魔剣（デュランダル）ことジャンヌ・ダルク30世やブラドとの対決、理子との再会を経て、キンジは行方不明だった兄・金一のヒステリアモード時の姿・カナと再会する。
IV・V巻
カナとの衝撃的な再会後、パトラ、カナ、そしてイ・ウーのプロフェシオン（教授）のシャーロック・ホームズと戦うこととなる。
VI・VII巻
夏休みの最終日、キンジは風の命令を受けたレキにある勝負を挑まれた結果、キンジはレキと共同生活することとなる。その後、ココ姉妹との対決、レキの過去と決意、「チーム・バスカービル」結成を経て、宣戦会議（バンディーレ）に巻きこまれてくいくこととなる。
VIII - XI巻
バンディーレによりイ・ウーは崩壊し、師団（ディーン）と眷属（グレナダ）に分かれて極東戦役（FEW）が始まる。バスカービルはディーン側に就くことを宣言する。ヒルダの襲撃、エル・ワトソンの登場。そして、キンジは二人と対決することとなる。
対決を終えたある日、キンジは自分以外のバスカービルのメンバーが重傷を負ったことを知る。それはキンジの妹を名乗るGIV（ジーフォース）の攻撃によるものだった。その後、ジーフォースはキンジと勝手に同居を始め、本人は武偵高校にインターン入学してくる。キンジは周囲に対して彼女は恋人ではなく自らの妹であることを示すため、ジーフォースにかなめと名前をつける。そして、ジーサードと対決することとなる。
XII巻
キンジはジーサードとの戦いの後、レキと共に武偵高校を退学になり、二人は東池袋高等学校に編入するが、彼自身は平凡な日々に違和感を覚える。
ある日、キンジは厄介事に巻き込まれそうになるが中学校時代の同級生で鏡高組組長の鏡高菊代に助けられる。キンジは菊代との再会、クラスメイトとなった望月萌との出会いを経て、ある決意をすることとなる。
そして、ジーサードはココの所属していた藍幇（ランパン）の孫の攻撃を受け、瀕死の重傷を負う。
XIII・XIV巻（香港編）
菊代の件を経て、自分の本質に気づいたキンジは武偵高校に復学する。そして、藍幇との対決を決意する。バスカービルは修学旅行II（キャラバンII）を利用して香港に向かう。バスカービルは香港で機会を伺うが、キンジは香港トラムで財布と携帯をすられたため帰る手段を失い、北角で仕方なく滞在する。その間に猴（孫の通常時の姿）に出会う。その後、藍幇と戦いになる。
バスカービルは藍幇との戦いに何とか勝利する。しかしそこにカツェ=グラッセが現れ、彼女らが行おうとしている企みを阻止することとなる。
XV - XVII巻（欧州編）
極東戦役は、アジアではバスカービルの活躍でディーンが優勢だったが、欧州ではグレナダが優位に立っていた。キンジはキャラバンIIに参加出来ず追試となったジャンヌらのチーム、コンテスラシオンに監査役として加わり、3年生向けの修学旅行V（キャラバンV）に合わせて行われる追試を利用して欧州戦線のバックアップに向かう。
そこではグレナダから逃げ出したリサと出会い、そして、ヨーロッパのグレナダ勢との対決することとなる。
グレナダとの対決後、あるきっかけでアリアにヒステリアモードのことがバレてしまう。
その後、アリアは緋緋神に覚醒する。
XVIII巻 - XXI巻（緋緋神編）
緋緋神になったアリアを元に戻すため、キンジはカナ・パトラと協力し、アリアを鎮める。問題を解決すべく、アリアは妹・メヌエットに会うためにイギリスへ、キンジはジーサードが政府のエージェントから狙われていることを聞き、レキらと共にアメリカに向かう。キンジらはエージェントのマッシュやLOOの攻撃を退け、色金が保存されているエリア51へ向かう。そこで瑠瑠色金を入手したキンジは続いてアリアのいるイギリスへ向かうが、メヌエットに難題を課されるだけでなく、英国王子のハワード、諜報員サイオンとの騒動に巻き込まれ、さらには鬼一族の介入を受けることになる。そして生きていたシャーロックの導きでキノクニに向かい覇美が保有する殻金を回収するも、時はすでに遅く緋緋神は覚醒してしまう。日本に戻り星伽神社でアリアを完全に乗っ取った緋緋神と相対したキンジは、苦辛の末にアリアを救出する。その際に緋緋色金の由来と望みを知った2人は、武偵としてその望みを叶え、色金にまつわる一連の騒動に終止符を打つ。
XXll巻 - XXV巻
アリアとの出会いを発端とする波乱だらけの1年を過ごしたキンジだったが、今度は公安0課に目を付けられただけでなく単位不足により留年してしまう。慣例に従い他校への転校を余儀なくされ、唯一の受け入れ先であるローマ武偵高に通うことになるが、父の仇である伊藤マキリが属する謎の組織『ノーチラス』と邂逅する。これを退けローマに渡ると、今度は自身の債権者である武器職人ベレッタに捕まり、彼女の監視下での新生活を余儀なくされる。そしてまたも迫る『ノーチラス』から2度にわたりベレッタを守ることに成功するが、代償としてローマ武偵高を退学処分となった。
XXVI巻 -
イタリアから帰国したキンジは、ベレッタの提案で武偵事務所立ち上げを決断。やや似た境遇に陥っていた同期の中空知と共に四苦八苦しながらも事業を成功させ、大学受験のための勉強を開始する。
XXVII巻
家にいるキンジの下に妹と名乗る少女が訪ねてきた。追っ手に追われており、自分を匿って欲しいと懇願される。その少女の正体はGシリーズの最新作であり、超能力を使うGVだった。
リローデッド キャストオフ・テーブル
BD/DVD初回限定版特典であったが、XIII巻とXIV巻の間に刊行された。
キンジ、アリア、白雪、理子、レキ、ジャンヌ、平賀文、風魔陽菜の8人が登場し、理子の提案でお互いの服を賭けてゲームで遊ぶ姿が描かれる。

### あらすじ（AA）
Eランクの武偵間宮あかりはSランクの神崎・H・アリアの戦妹（アミカ）となることを志願し、課題をクリアしその座を勝ち取る。直後、あかりを溺愛する友人・佐々木志乃の横槍が入ったものの、なんとか事態は収拾される。そんな中、休日にあかり、志乃、火野ライカの3人が出かけたホテルで誘拐事件が発生する。そこで3人は人質となった武偵中学校の生徒・島麒麟を救出する。この事件で彼女に付きまとわれるようになったライカは、なし崩し同然に彼女を戦妹にすることになる。
チーム対抗戦・カルテットで高千穂麗率いるチームと戦うことになったあかりたちは、自分たちを見下した彼女を倒すべくアリアや理子の特訓を受け、見事勝利をもぎ取る。その喜びも束の間、アリアが「武偵殺し」の襲撃を受け負傷、一方のあかりもイ・ウーからの刺客・夾竹桃の接触を受ける。妹の命を握られ一時は彼女に降ろうとするも、アリアや友人たちの励ましで武偵として戦うことを決意、アリアとの共同作戦「AA」に基づき、夾竹桃を逮捕する。

## 登場人物

### バスカービル
遠山 キンジ（とおやま キンジ）
声 - 間島淳司
本作の主人公。誕生日は7月5日。身長170センチメートル、体重63キログラム。血液型はA型。現在はフリーの武偵として活動している。周囲からは根暗、たらし、昼行灯などと呼ばれている。通常状態の身体能力は、体力テストでも年齢の平均記録ほど。趣味は映画鑑賞。英語は喋ることができなかったが、「猾経」という技で覚えることができた。
最新のSDAランキングはアジア32位。世界78位。
チーム『バスカービル』の元リーダー。二つ名は「哿（エネイブル）」。
「遠山武偵事務所」の元代表。
国防総省の準危険人物リストに入っている。現在は学園島の20区のマンション204号室に住んでいる。
イタリアのヒーロー組織「ジュスト」のメンバーであり、ジュストのヒーローのプロトタイプ、ジュスト0号「サムライゼロ」として正式に活動することになった。
東京武偵高校に在籍時は2年A組所属。専門科目は『探偵科』でランクはE。入学当初は『強襲科』に所属しており、ランクはS。そのため『強襲科』の首席候補とまで噂されていたものの、兄・金一が「武偵殺し」を止められず行方不明になったうえに、世間からのいわれのないバッシングを受けたことで現実の無情さを覚え、武偵という存在に失望。普通の生活を送りたいと思い、武偵高から一般学校に転校しようと考えていた。そんな時、高校2年の始業日に『武偵殺し』の標的にされ、救助に駆けつけたアリアと出会い、それからは幾度もの事件に巻き込まれるようになる。
遠山家に伝わる特異体質「ヒステリアモード（HSS）」の持ち主で、未完成ながら歴代の遠山一族でも最高の潜在能力を秘めているものの、発動条件の都合上キンジ本人は積極的に使うことを避けている。
度重なるHSSの使用から、對卒（脳溢血）を患ってしまう。その解決方法として同じく對卒を発症していながらも任務に就き続けた父・金叉が生きている可能生を知り、武装検事になるべく勉学に励むようになっている。
一時期、望んでいた形ではないが一般校に編入したものの、これまで思い描いていた普通と、武偵としての身に染み付いた常識や癖などに戸惑い、挫折を味わっている。自分の本来、居るべき場所として東京武偵高に戻っている。だが、今までと目標は少し変わっており、あくまで｢普通の武偵｣になることが目標になっている。そのため、大規模な争いや超常現象などには巻き込まれたくはないと思っている。
そんなキンジの思いとは裏腹に、転入したローマ武偵高でNによって拐われたベレッタの救出と自分の将来を天秤にかけてベレッタの救出を選び、結果的に退学となった。
その後、武偵免許を剥奪されないように武偵事務所を起業。軌道に乗せたため社長の立場を中空知に譲り、フリーの武偵になった。
使用する銃はベレッタM92FSをフルオート、三点バースト化した通称「ベレッタ・キンジモデル」。
父の形見であるデザートイーグル.50AE。
近接武器は日本刀の光影。
補助装備として、オープンフィンガーグローブ「オロチ」、特殊防弾の給弾ジャケット「八岐大蛇」を持つ。
クロメーテル・ベルモンド
キンジが女装をした姿の黒髪ロングの美女。偽名の由来は『銀河鉄道999』のメーテルを黒髪にしたような容姿から。
設定上の出身はオランダで、胸の膨らみはアンパンを詰めて誤魔化している。口調は基本的には敬語だが、怒ると男口調になる。
勝手にTwitterでアカウントを作られたりしており、武偵高に編入してすぐに姿をくらましたことで、｢クロメーテルロス｣略してクロロスと呼ばれる現象をおこすほどに男子生徒に印象付けた。
キンジにとっては幸運なことが1つあり、クロメーテル状態だとHSSになりにくいという特性があった。
元々は『宣戦会議』で【師団】に裏切り者と疑われて逃亡する際の避難措置であったが、留年した際に蘭豹やクラスメイトの目を欺いたり、『武偵まん』を売り切るためになくなく女装をしている。
実の兄である金一にも実際に見るまでキンジだと信じてもらえず、変装の達人である理子ですら正体を見抜けず、アニエス女学園に潜入する際にアリアたちに正体を披露した際には、その出来栄えに全員一様に驚いており、キンジを師と慕う陽菜ですら分からなかった。
神崎・H・アリア（かんざき・ホームズ・アリア）
声 - 釘宮理恵
本作のメインヒロイン。東京武偵高校3年。身長142センチメートル、体重34キログラム。誕生日は9月23日。血液型はO型。専門科目は『強襲科』でランクはS。チーム『バスカービル』の副リーダー。二つ名は「双剣双銃（カドラ）のアリア」。後にシャーロックから「緋弾のアリア（Aria the Scarlet Ammo）」の二つ名を継承している。
好物は桃の形をした饅頭『ももまん』。苦手なものは雷。浮き輪がないと泳げない。父親がイギリス人で母親が日本人のハーフで、彼女自身はクォーター。祖母はデイムの称号を持っており、アリア自身は、英国の名探偵シャーロック・ホームズの曾孫にあたる。腹違いの妹がいる。
ピンクのツインテールに小学生のような体型で、赤紫（カメリア）色の瞳の美少女。チャームポイントは、おでこであったが『武偵殺し』のバスジャックの一件で、キンジを庇って負傷してからは、前髪で傷跡を隠している。
性格はわがままかつ直情的で、考えなしに事件に首を突っ込む気があり、他人の意見をほぼ無視して我を通そうとする傾向がある。一方で人の話を信じやすく騙されやすい一面もある。武偵手帳に父からもらったシャーロック・ホームズの写真を入れている。
秘密結社『イ・ウー』によって被せられた母・かなえの冤罪を晴らすため、組織の人間を逮捕して裁判で証言させることを目的に行動している。14歳からロンドン武偵局の武偵としてヨーロッパ各地で活躍し、狙った相手を99回連続、かつ武偵法の範囲内で全員捕まえ、その間1度も犯罪者を逃がしたことがない。そのため武偵の間では有名人で、彼女に憧れる者も多い。
ホームズの子孫に備わる鋭い直感と優れた推理力の内、直感だけしか遺伝しなかったため、ホームズ家から落ちこぼれの烙印を押され冷遇されているため、母親を除いてホームズ家との折り合いは悪い。
祖父であるシャーロックから緋弾を胸に撃ち込まれる形で継承しており、その影響で緋緋色金の力で徐々にではあるものの、超能力を使えるようになっている。
超々能力の使用はまだ不完全で、使いこなせるのはレーザーのみ。瞬間移動は目に見える範囲でしか使えない。
携帯武器は、2本の小太刀とコルト・ガバメント・クローン2丁（ステンレスモデルとスチールモデルが各1丁）。
補助武装として、平賀文の製作したホバースカートを、スカート内に内蔵している。
メロンブックスで開催された投票企画「MF文庫Jヒロインコンテスト2015 in Melonbooks」（2015年7月から同年9月に開催）では3位、同「MF文庫Jヒロインコンテスト2017 in Melonbooks」（2017年9月から同年10月に開催）では5位をそれぞれ獲得している。
星伽 白雪（ほとぎ しらゆき）
声 - 高橋美佳子
本作のヒロインの1人。東京武偵高校3年。専門科目は『超能力捜査研究科 （SSR）』でランクはA。チーム『バスカービル』に所属。剣術と鬼道術を得意としている。実・義理含めた7人姉妹の長女でもある。誕生日は11月14日。血液型はAB型。
白雪という名は、真の名を隠す諱であり、本名は「緋巫女（ひみこ）」。二つ名は「火焔（ほむら）の魔女」。
黒髪ロングの髪を結っており、大和撫子を絵に描いたような性格のスタイル抜群な美少女。また生徒会長・園芸部部長・手芸部長・女子バレー部長を兼任し、偏差値45も満たない武偵高で75を越える優等生で。家事全般が得意。物を投げることが絶望的に下手。
キンジの幼馴染で、身内以外で唯一の理解者である彼に好意を抱いている。遠山家と星伽家は何代かに1度婚姻関係や養子縁組を結ぶしきたりがある。キンジとは親戚関係になり、はとこ。
キンジへの想いの強さは、食事・掃除などの身の回りの世話を焼くだけに留まらず、彼の妻になったりたくさんの子供を設けている場面を日常的に妄想するほどである。それゆえにキンジが他の女子と一緒にいることを許すことができず、彼に近づく女子は武力で排除しようとしている。
しかし、肝心のキンジにはその恋心を全く理解されていないことから、キンジのことで度々暴走しており、キンジと仲良くしているように見えるアリアや理子に、日本刀を持って襲い掛かったり、既成事実を作ろうとキンジに襲い掛かろうとするなど、少々危ない一面がある。
キンジの周囲に女性が多いため、白雪個人が「メカケ」という制度を導入しており、同時期に2人までなら不問としている。
代々、星伽神社を守ってきた武装巫女の1人として幼いころから外出を制限されて育ったため、一般常識を知らず神社や学校の外に対して怖がっていた。4、5歳のころに金一の仕事の都合で青森に住んでいたキンジと出会ってからは、姉妹たちと一緒に頻繁に遊んでいた。星伽の制約で自分から神社から出ることのできなかった彼女を、キンジに近所の花火大会に連れて行ってもらったことをきっかけに、彼を慕うようになった。
携帯武器は日本刀と鎖鎌とM60機関銃。
峰 理子（みね りこ）
声 - 伊瀬茉莉也
本作のヒロインの1人。東京武偵高校3年。専門科目は『探偵科』でランクはA。チーム『バスカービル』に所属。情報収集・操作や変装・変声術に長けている。誕生日は3月31日。血液型はO型。身長147センチメートル。「武偵殺し」という異名を持つ爆弾使い。
長い金髪をツーサイドアップに結った、童顔の美少女。武偵校の制服をフリルだらけの改造制服にして着用している。男子ウケが良く、男が好きなものはゲームで勉強している。
本名は「理子・峰・リュパン4世」であり、フランスの大怪盗アルセーヌ・リュパンの曾孫である。だが理子本人は「リュパン4世」と呼ばれることを激しく嫌っており、4世ではなく、理子個人として扱われたいと願っている。そのため、「ホームズの末裔を倒し初代リュパンを超えること」を目標としている。
普段はおバカキャラを演じているが、本性は冷酷で、裏理子（キンジ呼称）になると荒々しい口調になる。陰で努力するタイプであり、ジャンヌからは好感を持たれている。
遺伝学的には祖先の素質を全く受け継いではおらず、隔世遺伝により能力を発現する可能性のある5世を産むための道具として扱われていた。
ブラドによってルーマニアに囚われて監禁されて育っている。幼いころに両親を亡くして以来リュパン家は没落しており、理子自身はブラドに拾われている。
後にブラドの下から脱走し【イ・ウー】に身を寄せるも彼女を追って来たブラドに見つかり、「自身の解放」を条件に「武偵殺し」事件を起こす。そこでアリアと対決するも敗北したことで【イ・ウー】を脱退させられ、警察に出頭し司法取引によって東京武偵高に帰ってきた。
復帰早々、ブラドに奪われた母親の形見の十字架を取り返すべくキンジ・アリアと取引し、ブラドとの戦闘もあったが3人がかりで目的達成に成功する。結果的に初代リュパンを超えたことで、アリアを対等なライバルと認めている。キンジにはこのときブラドに嘲笑された自分を励ましてもらったことから好意を抱いているが、その本心を表に出すことは少ない。
母親の形見であるペンダントの十字架には、瑠瑠色金が含まれており、その瑠瑠色金の力でツインテールを操って両手を含めて同時に4つの武器を扱うことができる。理子が5つの誕生日にもらったものそれ以外にも母親の形見の銃もどこからか取り返している。
携帯武器は2本のタクティカルナイフと2丁のワルサーP99、母親の形見のデリンジャー、ウィンチェスターM1887（ソードオフ型）。
「MF文庫Jヒロインコンテスト2015 in Melonbooks」では5位を獲得している。
レキ
声 - 石原夏織
本作のヒロインの1人。東京武偵高校3年。専門科目は『狙撃科』でランクはS。チーム『バスカービル』に所属。名字を知る者は無く、本人も知らない。一般校での通名は「矢田レキ」。コーカサスハクギンオオカミのハイマキを自室で飼っている。
身長は150センチメートル。ヘッドフォンを着けたショートカットの少女。入試でSランクに格付けされた天才児。
無口・無感情・無表情さらに性のことや自らの容姿にも無頓着のため「ロボット・レキ」のあだ名を持っており、特徴が無さすぎるために目立っていない。
生活習慣は変わっており、食事は野戦に備えて普段からカロリーメイトばかり食べており、寮の自室には家具や家電だけでなく私物もほとんど無い。
絶えずヘッドフォンで故郷の風の音を聞いている。
視力が6.0もあり、遠くのものをスコープ無しで観ることができる。
狙撃範囲である絶対半径（キリングレンジ）は2051メートルで『ヒステリアモード』のキンジでさえ逃げ切れることはできなかった。
銃の整備と銃弾の作製を自分で行っており、用事がなければ必ず21時には銃を抱えて体育座りで睡眠をとる。
狙撃の際には「私は一発の銃弾、銃弾は人の心を持たない。ゆえに、何も考えない。ただ、目的に向かって飛ぶだけ」と唱えている。
狙撃の腕前は天才であり、跳弾狙撃（エル・スナイプ）や、二重跳弾狙撃（エル・エル）だけでなく狙撃による弾丸弾き（ビリヤード）などができるほど。その他にも、相手の脊椎に銃弾をかすませることで、瞬間的に圧迫して首から下を麻痺させる技も使える。
ウルス族と呼ばれる少数民族出身。モンゴル帝国の帝王チンギス・ハンの末裔。ココからは姫、風雪には｢蕾姫（れき）｣と呼ばれたことがある。
璃璃神である風の意思を聞いて、キンジにプロポーズを行っている。
携行武器は、ドラグノフ狙撃銃 （SVD） と銃剣で銃剣は太ももに軍用のバンドで固定している。
ハイマキ
レキが飼っている雄のコーカサスハクギンオオカミ（モデルはホッキョクオオカミ）。元々は【イ・ウー】のブラドが刺客として送り込んだ一頭。レキが手なずけたことで彼女に懐き、現在は武偵犬としてレキの部屋で一緒に暮らしている。魚肉ソーセージが大好物。
主人であるレキの命令には忠実。目標を追いたてるだけでなく、レキが目標に銃弾を当てるための跳弾の的役になったりもしており、武偵犬用の防弾装甲を着用することもある。

### 東京武偵高校・生徒
武藤 剛気（むとう ごうき）
声 - 近藤孝行
キンジの親友もとい悪友。身長190センチメートル近い大男。ツンツン頭が特徴。東京武偵高校3年。専門科目は『車輌科』でランクはA。乗り物と名のつくモノならなんでも乗りこなすことができる特技を持っている。口癖は「轢いてやる」。
白雪に惚れており、入学当初に甲斐甲斐しくキンジを気にかける白雪に対するキンジの対応が気に障り、キンジに勝負を仕掛けている。その一件から、キンジのことを認めてよくつるむようになる。
キンジや不知火からタクシー扱いされており、武藤のタクシー「武クシー」と呼ばれている。
携帯武器はコルト・パイソン。
不知火 亮（しらぬい りょう）
声 - 江口拓也
東京武偵高校3年。専門科目は『強襲科』でランクはA。
キンジの親友で、イケメンかつ礼儀正しく真面目な人物で、「武偵の中でも数少ない人格者」とキンジに言われている。武藤とは違って女性にモテる。中学時代はサッカー部。
政治関係者を親類に持っており、ときには国会議員との連絡役を引き受けている。
携帯武器は、L.A.M.（レーザー・エーミング・モジュール）付きのH&K MARK 23。
平賀 文（ひらが あや）
ショートカットの髪を左右の耳の脇でまとめた髪型の小柄な少女。身長143センチメートル。東京武偵高校2→3年。専門科目は『装備科』でランクはA。無邪気な性格で運動神経が悪く、補助輪つきの子供用自転車に乗るほど。八重歯を気にしている。実家は亀有にある寂れた町工場。
キンジに依頼されて銃の改造を施しており、腕は良いものの少々いい加減であるため、少なからず動作不良が起きることもある。キンジの持つM92Fとデザートイーグルの改造、シャーロックから拝借したスクラマサクスのグリップや、オープンフィンガーグローブのオロチの製作などもしている。
今はワシントン武偵高に留学しており、ロスアラモス先端科学研究所に出入りもしている。
平賀源内の子孫で機械工作の天才。
中空知 美咲（なかそらち みさき）
声 - 金元寿子
メガネをかけた少女。前髪が長いため目が隠れている。東京武偵高校在籍時は2年C組所属。専門科目は『通信科』。ランクはB。
極度のあがり症で、男性と会話する際はテンパってしまい、まともに会話することができなくなる。だが、通信機やボイスレコーダーを介するとアナウンサーのように滑舌が良くなる。
聴力に長けており、常人には雑音にしか聞こえない音からでもその音を聴くだけで、周囲などの特徴を捉えることができるなどオペレーターとしての能力は優れている。掃除好き。近眼。中空知の家の家紋はしいたけ。性格はまじめ。実家は秋葉原にあるナカソラチオーディオで、母親と二人暮らし。
反面、身体能力は武偵と思えないほど低いが、聴力だけならヒステリアモード時のキンジをも凌ぎ、聴覚だけで相手の位置を捉えて射撃が可能。
2年次の終盤、単位不足で留年となり神奈川武偵高に編入。そこでも体育の成績が不良で退学となる。
進退窮まったところ、退学という同じ境遇になったキンジと武偵事務所を立ち上げることになる。経営が軌道に乗ってからはキンジから社長の座を譲られ事務所を任されている。経営が向いており、武偵女子の販売員を5人雇い、TBJの4号店まで出店を予定している。
キンジと武偵事務所を立ち上げて、拳銃の試射をするまで銃を撃ったことがなかった。
携行武器はコルト・アナコンダの8インチ・モデルと肥後守。
望月 萌（もちづき もえ）
茶色がかったボブカットの女生徒で、身長158センチメートル。
東池袋高校2年→東京武偵高校2年B組→3年。専門科目は『救護科』。
キンジが転入した東池袋高校のクラス委員で、非暴力主義ではあるものの、キンジに惚れており、キンジが武偵高に再度転校した際には彼を追って編入している。
武偵高の教員からは「東京武偵高から初の東京大学の進学生が出る」と期待されている。
キンジに勉強方法を教えており、その方法を実践したお陰で成績が上がったいるため「萌大明神」などとキンジに崇められている。
鏡高 菊代（かがたか きくよ）
東京武偵高校2年B組→3年。専門科目は『諜報・尋問科』。
明るい色の長い茶色の髪。
キンジとは神奈川武偵付属中学時代の同級生で、彼の『HSS』を散々利用してキンジの女嫌いの原因を作った張本人。だが、その可愛さと実家がヤクザだという理由から同じ中学の女子たちからイジメを受けていて、学校内で窃盗事件があった際に理由もなく犯人にされかけた菊代を、庇ったキンジに惚れてからは『HSS』状態のキンジを使役することはなくなっている。
指定暴力団・鏡高組の5代目組長。
島 苺（しま いちご）
東京武偵高校3年。専門科目は『車輌科』でランクはA。【コンステラシオン】のメンバー。
身長は135センチメートルほどで、制服は大量のフリルとリボンで原形を留めないほどに改造されている。武藤とは『車輌科』のライバルと目されている。
大型の乗り物が好きであり、視界に入ると見入って陶酔してしまう癖がある。
キンジにとっての武藤のように、ことあるごとにアリアに駆り出されている。
一石 雅斗（いっせき マサト）
東京武偵高校2年X組所属で武偵ランクはS。『強襲科』・『狙撃科』・『車輌科』の3つを掛け持ちしており、まじめで学業成績も優秀。
幼いころにキンジの父・金叉によって、助けられた過去を持っており、自身も金叉のような武装検事になるべく励んでいた。仮にではあるものの武装検事の見習いとして、不破の申し出を了承したが負傷している。

#### 下級生
風魔 陽菜（ふうま ひな）
声 - 今村彩夏
黒髪ポニーテールの少女で、口当てで口元を覆い、手には籠手、首には長いマフラーの様な赤布を首に巻いている。東京武偵高校1→2年。専門科目は『諜報科』でランクはB。高名な相模の忍者の末裔だという噂があり、一人称は「某」、語尾に「ござる」を付けるなど典型的な忍者口調で話している。オバケが怖く、夜中に一人でトイレに行けなくなるほど。キンジの『戦妹』。好物は焼きそばパン。
神奈川武偵高付属中学でキンジとの戦闘訓練で、『HSS』を発動させたキンジによって赤子の手をひねるように倒されてからはキンジを尊敬するようになり、「師匠」と呼ぶようになっている。
修行と称して、ファミレスでアルバイトをしており、家が貧乏。学費も滞納しがち。
キンジのHSSをおそらく、もっとも多く目撃しているため、切り替わったときにその変化が分かっている。
女子が苦手なキンジが彼女を戦妹にした理由として、スカートの下に普段からスパッツを履いており、ヒスフリー女子として認識されているため。スパッツの下はふんどしを着用している。
情報収集には使えるために、キンジは報酬代わりに『戦妹』としている。普段は修行と称してバイトに精を出す赤貧少女であり、よく腹を空かせている。そのため、報酬が食べ物でも依頼を請け負うこともある。
家族構成は両親と弟がおり、キンジが陽菜の家に訪れた際は、家族の姿や振る舞いは時代劇に出てくるような忍者ではなく、現代に溶け込んだスパイのようであった。
携帯武器はクナイと火縄銃。その他にも手裏剣・煙玉・刀・鉤爪なども使用している。
武藤 貴希（むとう きき）
東京武偵高校2年。専門科目は『車輌科』。
武藤剛気の妹。兄に似ている点は（女子にしては）長身で170センチメートル近くあることと、操縦に対する執着が度を越していること。シャープな美人顔で、レースクイーンのバイトをしている。
命知らずのスピード狂らしく、口癖は「轢いちゃうぞ」。先輩であるキンジにも平気でタメ口を使っている。
宗宮 つぐみ（そうみや つぐみ）
東京武偵高校2年。眼鏡に三つ編みの気弱な女子。専門科目は『救護科』で、獣医学を専攻している。
レキの依頼でハイマキの治療や彼女の留守中に面倒を見たりしている。

#### 上級生・卒業生
時任 ジュリア（ときとう ジュリア）
東京武偵高校在籍時は3年生。専門科目は『超能力捜査研究科』。SSRの首席候補でハーフ。卒業後はモスクワ大学の超心理学科への推薦入学が決まっている。
脳波計（スキャンメトリー）と呼ばれる超能力の持ち主で、接触した人間の脳波から思考を読むことを得意としている。そして読み取った内容が、その本人に少しでも危険を及ぼすことだった場合、その本人に注意する自分ルールがあり、そのせいでみんなから避けられている。
緋弾の力を引き出そうとするアリアに教授するが、力を使えない彼女を酷評している。
キンジに依頼され、マキリによって意識を失うCLA職員の関から金叉の情報を引き出すために依頼を受けた。マキリやノチゥを受け半殺しの体となる関を見ても動じない。
彼女の力は死体の脳からでも読み取ることができ、読み取るだけでなく、任意で相手から記憶を消すこともできる。
趣味はミステリー物の本を読むこと。
成瀬 ゆかり（なるせ ゆかり）
声 - 佐藤聡美
東京武偵高校在籍時は3年生。専門科目は『特殊捜査研究科 （CVR）』。おっとりとした雰囲気の女性。理子からは｢ゆかりん｣の愛称で呼ばれる。
同性が好きな趣向から、CVRに所属しておりアリアを一目見たときから気に入ってアプローチを仕掛けたいと思っていたが踏み出せず、CVRの教科棟の近くでバスケットボールをしていたバスカービル面々を見つめていた。当初はキンジに気があるような雰囲気を醸し出しており、理子にもゆかりはキンジに惚れていると思われていたほど。そのため、理子はキンジとゆかりを交際させようとしていた。
念願のアリアと会話をして、居てもたってもいられずアリアに｢お姉様｣と呼んで欲しいと頼むが、そのさまに震え上がったアリアに逃げられてしまっている。

### 東京武偵高・教員
高天原 ゆとり（たかまがはら ゆとり）
声 - 中原麻衣
東京武偵高校2年A組担任で『探偵科』を担当している女性。22歳で独身。「ゆとりん」の愛称で呼ばれている。
キンジ達の担任であり、笑顔を絶やさない穏やかな性格で気が弱い。だが、武偵高に来る前は凄腕の傭兵。頭部を狙撃されて戦えない体になるまでは、「血塗れゆとり（ブラッディー・ユトリ）」と恐れられていた。
綴、蘭豹と3人でルームシェアをしているが無傷であり、キンジからは只者ではないと評されている。戦えなくなっているだけで武偵高の教員らしく殺気は放つことはできる。
綴 梅子（つづり うめこ）
声 - 浅野真澄
東京武偵高校2年B組担任で『尋問科』の教諭。蘭豹の親友。
ダルそうな雰囲気かつ危ない雰囲気の女性。常にタバコらしき物を吸っており、それを使って生徒に根性焼きを行うなどサディスティックな面を持っている。生徒の個人情報に精通しており、情報通でもある。
尋問の技術においては日本でも五本の指に入る名人。どんなに口の固い犯罪者でも、彼女に尋問を受けた者は綴を神か女王のように扱うようになるとのこと。
蘭豹（らんぴょう）
声 - 矢野亜沙美
東京武偵高校2年C組担任で『強襲科』の教諭。19歳。口癖は「死ね」や「殺す」。あだ名は「人間バンカーバスター」。身長はキンジよりも高い。
長いポニーテールの女性。香港の「貴蘭會（グイランフィ）」というマフィアのボスの愛娘。
かつて香港で無敵の武偵と恐れられた女傑ではあるものの、その凶暴さゆえに各地の武偵高をクビになりながら転々としている。
フィジカルはアリアを超えており、素手でバスを横転させる、象と相撲を取ったなどしている。
武偵高を退学したキンジに、仕事を斡旋してくれており何かと目をかけてくれている。
携行武器はM500。
矢常呂 イリン（やどころ イリン）
『救護科』の教諭で女性。
ヒルダの毒に侵された理子を治療しており、その治療の腕前を見たワトソンから天才と評されている。
南郷（なんごう）
『狙撃科』の教諭で、無口かつ感情に乏しい。
ココ戦ではレキが負傷をしたことも気にしていないほど。
「背後に立ったから」という理由で生徒に手刀を食らわせて骨折させた逸話を持つ。
チャン・ウー
『諜報科』の教諭。徒友（アミカ）制度の副監督を務める人物。片言のオネエ言葉で話している。
声はしても姿が見えないという謎な人物。
結城 ルリ（ゆうき ルリ）
『CVR』の教諭。元女優。
妹に武偵高1年生でアイドルもしている結城ミクがいる。ミクの髪型は水色のツインテール
。
江戸川（えどがわ）
『車輌科』の教諭。キンジ達が武偵高を去った日、ホテルを取っておいてくれた。
緑松 武尊（みどりまつ たける）
東京武偵高校の校長。通称「見える透明人間」。
容姿や声などの何もかもが、日本人の平均的特徴を取っており、逆に全く記憶に刻まれないという特徴のない特徴を持つ。それゆえに気をつけていても、気づいたときには既に遅い状況になる。
普段は温和だが本気になると殺気や気配すらも消え、そこにいることを判別することさえも困難になる。教師陣すら恐れる東京武偵校で最も危険な人物である。
萌が東京大学に進学するかもしれないとして、袖の下を渡しに行っているが相手方に受け取ってはもらえなかった。

### イ・ウー
シャーロック・ホームズ
声 - 山本格（CR緋弾のアリア）
【イ・ウー】のリーダーであり、「教授（プロフェシオン）」と呼ばれている。
史上最高の探偵シャーロック・ホームズ1世本人。『緋弾』の持つ延命効果によって150年以上の時を生きており、20代に見える外見を持つ。身長は180センチメートルを越える。
盲目であるものの、周囲に気付かれることはなかった。
格闘技・西洋剣術・拳銃の達人でもあり、現在の『武偵』の原型にもなっている天才。
未来予知と言っても良いレベルにまで研ぎ澄まされた優れた推理力「条理予知（コグニス）」と、イ・ウーのメンバーから習得した、多くの技術と超能力により圧倒的な強さを誇る。
『色金』でできている『緋弾』の力を用いることができる。『緋弾』を過去のアリアに撃ち、老化の進んだ状態でキンジと戦闘し圧倒するも自らの予知を覆して自身を倒したキンジを一目置くようになる。
その後、逃亡後に1度死んでいるがブラド女史によって蘇生と遺伝子改造を施されており、若さを取り戻しつつキンジと戦ったときの数倍の状態にまで力を付けている。
【N】を倒すべく行動を起こすが、ネモによる反撃によって意識不明の重体に陥っており、バチカンのシスターたちに治療を施されるものの意識を取り戻すのは難しい状態と診断されている。
意識を取り戻して、現在は原潜イ・ウーでネモ率いる原潜ノーチラスとともに行動している。
携帯している武器は「アダムズ1872・マークIII」、「イクスカリヴァーン」。
ブラド
声 - 三宅健太
吸血鬼。ドラキュラ伯爵本人。【イ・ウー】のNo.2であり、「無限罪のブラド」という異名を持っている。
普段は、度重なる遺伝子の上書きによって、小夜鳴徹という別の人格と姿になってしまっている。
吸血鬼の状態では人型の化物のような外見となり、圧倒的な膂力を発揮するだけでなく、体内のどこかに4つ存在する『魔臓』という器官の機能によって、負傷しても瞬時に回復できる。
そのため無敵に思えるが、『魔臓』のある場所には過去にバチカンの聖騎士によってつけられた目玉状の模様があるため、弱点が露出してしまっている。小夜鳴徹となっている際の礼儀正しい口調は消え、外見同様荒々しい言動と吸血鬼からは想像できない咆哮を放つ。
種としての吸血鬼は吸血により自分の遺伝子を上書きして進化する生物で、その多くは無計画な吸血により滅びたが、ブラドは計画的に人間の遺伝子のみを取り込むことにより生き残った個体であり、優れた人間の遺伝子を手に入れることに執着している。
120年前に建設中のエッフェル塔にて初代リュパンや3代前の双子のジャンヌ・ダルクと戦い引き分けている。
現代ではリュパンの曾孫である理子を連れ去り、優れた遺伝子を残すための母体とするべく監禁していた。その後、脱走した理子を追ってイ・ウーに辿り着き、そこで「教授（プロフェシオン）」と戦うも敗北。以後は理子の監視を含め組織に身を置くことになる。
キンジたちを追い詰めるが、キンジ・アリア・理子の3人の連携により4箇所の魔臓を同時に潰され再生能力を無効化され倒された。
小夜鳴 徹（さよなき とおる）
声 - 野島健児
東京武偵高の『救護科』の非常勤講師を務める男性。見た目は20歳。武偵高の女子からは「王子」ともてはやされている。
正体は【イ・ウー】のブラドが人間に擬態した時の姿・人格である。
誰に対しても敬語で話す礼儀正しい性格で、ブランドのスーツとネクタイを着込み、スラッとした細身で長髪の美青年であることから女生徒に人気がある。普段は横浜郊外に位置する『紅鳴館（こうめいかん）』の管理人をしている。
別人格であるブラドとは、意識することで会話ができる。紅鳴館の主であるブラドを彼と呼んでおり、居場所を問われたりした際には｢遠くに行っている｣と答えている。
武器はクジール・モデル74。
パトラ
声 - 浜崎奈々（CR緋弾のアリア）
ツンと高い鼻と切れ長の目の、おかっぱ頭の美人。一人称は妾（わらわ）。クレオパトラの子孫であり、本人はその生まれ変わりを自称している。「砂礫の魔女」の通り名を持っている。大の男嫌い。
元【イ・ウー】のNo.2の実力者だったが、素行の悪さから組織の厄介者となり、組織を追放されている。しかし自身を生まれながらのファラオだと思い込んでいるため、シャーロックが死んだら次の【イ・ウー】のリーダーとなり、エジプトを足がかりとして世界征服を目論んでいた。
世界最強の魔女の1人であり、ピラミッド状の建物が近くにあると無尽蔵に魔力が使えるようになる。
金一のことが好きであり、極東戦役終結後に金一と結婚。その後、彼との子を身ごもっている。日本で宝石・貴金属取扱店を営んでいる。
武器は狙撃銃のWA2000。
ジャンヌ・ダルク
声 - 川澄綾子
銀髪のサファイヤ色の瞳をした美少女。東京武偵高校3年。専門科目は『情報科』。テニス部に所属している。ジャンヌ・ダルクの子孫であり、その名を代々受け継いでいる。正式な名前はジャンヌ・ダルク30世。「魔剣（デュランダル）」や「銀氷（ダイヤモンドダスト）の魔女」などの通称を持っている。嫌いなものは誤算。【イ・ウー】では指折りの策士として知られている。
【イ・ウー】のメンバーとして、『超偵』である白雪を仲間に迎えるために「魔剣」として東京武偵高に現れており、白雪を脅迫して拉致するものの、駆けつけたキンジとアリア、普段は抑えていた力を解放した白雪によって敗れ捕えられる。だが、政府との司法取引によって、表向きはパリ武偵高からの留学生として東京武偵高の生徒になっている。
自他共に、未婚女性が足を出すことを嫌っているが、スポーツウェアは許容している。
普段は掛けないが少しだけ乱視が入っているため、絵を描くときなどは眼鏡を着用する。が絵は下手だが自信満々に描いている。
3つほど歳の離れたピアという名の兄がいるが、一族のしきたりで成人後に義絶されており、現在はスイス人の男性と同姓結婚して暮らしている。仕事は画家をしているとのこと。
戦闘能力は【イ・ウー】の中で最も低いと自身が語っている。
携帯武器は聖剣デュランダル。
ヒルダ・ツェペシュ
声 - 小澤亜李
金髪ツインテールにゴシック&ロリータの衣装を着込んだ少女。背中には蝙蝠の翼が生えている。ブラドの娘。ブラド同様にパトラによって『魔臓』の上に模様を刻み込まれている。影に入ることができる。
吸血鬼であり、「竜悴公姫（ドラキュリア）」と呼ばれている。その他にも「紫電の魔女」とも呼ばれており、自身に鰻の遺伝子を組み込んだため、意図的に電気を放つことができるようになっている。外部から電気を供給することで自身の発電量を超えた電気を操ることも可能。
幼少時代の理子を監禁しており、何かと因縁をつけて虐待を行っていた。スカイツリーでの戦いにおいて、理子によって『魔臓』をショットガンですべて撃ち抜かれて瀕死となるものの、ワトソンの提案で血液型が合う理子の輸血によって息長らえた。それ以降理子に対する態度が軟化しており、理子の影に入っている。
リサ・アヴェ・デュ・アンク
声 - 岩井映美里
長い金髪の女性。瞳の色は翠玉色で、胸が大きい。メイド。一人称は「リサ」。イ・ウーでは会計と看護をしていた。誕生日は8月2日。B・W・Hは90・58・83。出身はオランダ。好きなものはオリボーレン。
粗末な道具で麻酔もない状態で、自分から銃弾を摘出する高度な医療技術を持つ。
イ・ウー残党主戦派の一人で、類い稀な治癒能力を備えているため眷属では自爆テロのような役割をさせられていた。
ワトソンたち師団が滞在していたホテルに対戦車弾を撃ち込んだ後に逃走中に、同じく師団からも追われる身となったキンジに出会い、共に逃走する。
裁縫が得意であり、買ってきた布からメイド服を自作しており、武偵高の制服の要素を加えたアレンジを施している。
武人に仕えてきた一族の出で、イ・ウーに入ったのも仕えるべき「勇者様」を探すためだったが見つからず、オランダにてキンジを主と見込んでキンジのメイドになる。アヴェ・デュ・アンク家の女は二君に仕えないため、生涯で一人の男性と添い遂げるとのこと。
リサの一族は代々、勇者の愛人として接しており、自分たちの遺伝子に優秀な勇者の遺伝子を加えて継承してきている。
有事の戦闘力こそほぼ無いが、会計士・ナース・メイドとしての腕は超一流で、炊事・洗濯は勿論、買い物も交渉ができるのならば7割ぐらいならばまけさせることができる。イ・ウーでも核燃料を8割引で購入してきたほど。
「ジェヴォーダンの獣」の力が宿っており、発動するためには「満月」と「死の淵（アゴニサント）」で、発動すると金色の狼の姿へと変貌する狼女である。
ブラドやヒルダと違って変身すると理性を失い、完全な獣と化す。気合いを入れれば耳と尻尾を出すことができ、くしゃみをするだけでも出てしまう。
極東戦役停戦後は、キンジに付いてくる形で日本にやってきて、東京武偵高の『救護科』に編入した。
セーラ・フッド
銀髪ロングの少女。年齢は12歳ほど。イ・ウー残党主戦派の1人で、「颱風（かぜ）のセーラ」。ロビン・フッドの子孫。性格は気分屋。
祖先同様に弓の名手で、後の歴史のどこかで魔女と交わったらしく、風を操って2キロメートル先まで継ぎ矢ができるほど。更には矢の軌道も風で変えてキンジの銃弾撃ちを破って見せ、逆に弓で銃弾撃ちまで使って見せた。
「巨視報（マクロユノ）」という能力で死期の近い動物や人間の動向を読むことができ、的中率は100%。極東戦役停戦後は主に傭兵として活動し、鬼一族やベレッタに雇われている。
好物はブロッコリーであり、後に用心棒として雇われたベレッタ邸の庭に無許可で植えて育てるほど。

### 星伽神社
星伽 粉雪（ほとぎ こなゆき）
声 - 小澤亜李（CR緋弾のアリア）、新田ひより（『AA』アニメ）
白雪の2歳下の義妹。黒髪のセミロングで端正な顔立ちの美少女であるが、大の男嫌いで、事故でキンジに押し倒された時には10回ほど御祓を行っている。星伽の規則を忠実に守る真面目な性格。姉の白雪が大好きで、お揃いの巫女装束を身に纏う。そのため、白雪が慕っているキンジに対して少し目つきがキツかったりする。
星伽家からの言付けを白雪に届けるために武偵高へやってきたが、白雪をつれて帰ることも目的であった。白雪を奪った武偵や武偵高、そしてキンジの批判を繰り返したが、騒動から救ってくれたのがキンジであったため、武偵を侮辱していたことを謝り、今度は本当の「学園見学」に来ると言って帰って行った。
携行する武器は懐刀。
星伽 風雪（ほとぎ かざゆき）
白雪の1歳下の妹。スラッとした体型の黒髪美女。和弓の名人であり、走行中の車のボンネットの上から正確に矢をいることができるほど。クールな性格で常に敬語を使う。
海外の教会や寺院との外交を担当する星伽巫女であり、ウルスに伝わる『璃璃色金』についての伝承をキンジたちに話した。
星伽 霧雪（ほとぎ きりゆき）
白雪の妹。
星伽 華雪（ほとぎ はなゆき）
白雪の3歳下の妹。「○○しやがってます」など丁寧語の中に荒い口調が混ざった言葉遣いをする。
恋敵への嫉妬や想い人との妄想に浸る白雪と志乃に内心呆れるなど、粉雪とは違って姉を冷静に見る目は持っている。
武器は薙刀。

### 師団（ディーン）
メーヤ・ロマーノ
長い金髪の髪に純白のローブに身を包んだ女性。瞳の色は群青色。十字架に似た大剣を背負っている。日本人とイタリア人のハーフで18歳。巨乳であり、その大きさは白雪や中空知を超えるとキンジに思われている。胸が大きいことを疎ましく思っており、肩が凝るだけと言っている。バチカンで祓魔師（エクソシスタ）としての叙階を受けており、ローマ武偵高では『殲魔科（カノッサ）』の5年に在籍している。
二つ名は「祝光の聖女」であるが魔性の者たちからは「祝光の魔女」と呼ばれている。
普段は大人しい口調で喋るが、怒るとかなりの毒舌になる。カツェやヒルダといった魔性の存在を害悪と見なしており、それらを殲滅し、絶滅させることを目的としている。強化幸運という加護を得ており、信じることで能力を強めている。
後にローマ武偵高で教師として教鞭をとっており、キンジの編入したクラスの担任教師にもなっている。
エル・ワトソン
声 - 大西沙織
東京武偵高校3年。専門科目は『衛生科』（以前所属していた武偵高で『強襲科』と『探偵科』の課程を修了している）。経営学士の資格を持っている。
シャーロック・ホームズの相棒であるJ・H・ワトソンの曾孫にあたる。アリアの婚約者（実際には彼女の祖母が勝手に決めた）。しかし、性別は女性であり、性別を偽って活動する『転装生（チェンジ）』として生活している。
祖父母の代からの取り決めによりアリアの婚約者となっていたが、ワトソン家には女性のエル一人しか生まれなかったため、性別を偽って生き続けている。
秘密結社【リバティー・メイソン】の諜報員で、一時期【イ・ウー】に出入りしていたこともある。極東戦役において優勢な【眷属】に付くことでアリアを守り、そして優秀な武偵になりうる彼女を引き入れることでワトソン家の組織での地位を保つことを目論み東京武偵高校に転校してくる。キンジをアリアから遠ざけようと様々な手を打ったが、なかなか婚姻を受け入れないアリアに業を煮やし彼女を拉致する。
追跡してきたキンジと建設中の東京スカイツリーの上で対峙するも敗れ去り、同時に女性であることも見抜かれてしまう。しかし和解し、彼とアリアへの協力を約束、リバティー・メイソンの【師団】帰属の他、バスカービルの衛生武偵として契約した。なおこの戦いでキンジに優しくされたことで、彼に好意を持ち、自分が女性らしくするための「リハビリ」なる行為に度々付き合わせている。
「西欧忍者（ヴェーン）」・「全身武器（プレンティ）」の二つ名を持っており、医師であるワトソン家ならではの薬品を用いた戦術、擬死といった騙し討ちも使う。手先が器用でスカイツリーでのキンジとの戦いの時には何回もキンジの武器や銃弾をかすめ取っていた。
子爵の爵位を持っている他に金持ちで愛車はポルシェ911カレラ・カブリオレ。
携帯武器はSIG SAUER P226やククリナイフ。他状況に応じ多数。
玉藻（たまも）
尖った耳に尻尾を生やした少女の姿をした狐の妖怪で背中に賽銭箱をランドセルのように背負っている。年齢は808歳。代々人間と色金の間柄を見張り、濫用・悪用を防いできた一族であり、色金について豊富な知識を持っている。前回の『宣戦会議』では眷属に属していたためパトラの祖母に日本語を教えている。
その豊富な知識と経験から、アリアの緋弾に施されていた殻金を元に戻したり、鬼である覇美たちが日本に入ってこれないように鬼払い結界を張ったりしており、戦闘面ではなく補佐として行動していた。
カイザー
長身の白人男性。映画俳優な見た目をしている。年齢は20歳ほど。リバティー・メイソンの殲魔士であり、ワトソンの先輩。本職は暗殺者。
ワトソンのことを気にしており、ワトソンの写真をパスケースに入れている。そのことはワトソンに知られている。
キンジが脱出の糸口として口走ったワトソンの本当の性別を聞いたあとは、あからさまにワトソンを避けるようになっている。そのため、男であるワトソンに好意を持っていたと思われている。
ローレッタ
ブロンドの長髪の女性でバチカンのシスター。年齢は20代半ば。視覚障害を持っている。祓魔司教であり、メーヤよりも上役。
メーヤ同様に豊満なバストを持っており、メーヤとローレッタの再会の抱擁で胸の形がすごいことになってしまったこととシスター同士ということもあり、背徳感を感じてしまいキンジには目の毒だと言われている。
眷属の船で追い詰められた際には、船から身を投げて自殺しようとしたもののキンジに助けられている。
その後、眷属に情報を流していた罪でシチリアの修道院に出向されている。

### 魔女連隊（レギメント・ヘクセ）
カツェ・グラッセ
声 - 本渡楓
魔女連隊の9代目連隊長。黒髪おかっぱ頭の魔女。「厄水の魔女」と呼ばれている。ベルベットのローブに黒のとんがり帽子を被った典型的な魔女そのもの。右目には臙脂色の眼帯をしており、そのマークは旧ナチス・ドイツのハーケンクロイツ。烏を使い魔としており、名前はエドガー。勝気な言動に加え非常に好戦的な性格で、メーヤとは敵対関係にある。イ・ウーにも在籍していたが、魔女連隊に帰隊するため自ら中退した。普段は学生。喫煙者。愛車はケッテンクラート
宣戦会議ではメーヤと仲間になることを拒み「眷属」に所属することを表明する。その後、ヒルダから殻金を受け取り姿をくらました。藍幇がバスカービルに敗北したのを見て香港ごと殲滅するために石油タンカー「シーマ・ハリ号」をジャックして香港の港に突っ込ませたが、キンジと機嬢によって重油の中に沈む爆弾を回収されて失敗に終わる。
年明けにフランスにてキンジと戦うものの飛行船から2人とも落下して雪山で遭難した。成り行きでキンジに使い魔のエドガー共々救われる形になり、キンジを自身の使い魔にして「眷属」に引き込もうとしている。
携帯している武器は金メッキが施されたルガーP08と、装飾が施された短剣。
イヴィリタ・イステル
魔女連隊の長官。性格はサディストであり、極東戦役でメーヤを捕らえたときは鳥の羽で2時間もくすぐり続けたほど。彼女自身は魔女ではないが、曾祖母が魔女連隊の創設時のメンバーである｢戰嵐の魔女｣イルメリア・イステル。
使い魔はブロッケンという名前の黒豹。
ラプンツェル
モスブラウンのウェーブのかかった髪の女性。階級は大佐。魔女連隊の創設時のメンバーであり、第二次世界大戦の最中に雪花と同様に任務でこちらからあちらに行った人物。エンディミラと雪花の入れ替わりと同時かもしくは近い期間に戻ってきており、雪花の動画投稿サイトを利用した呼び掛けに応えて来日した。

### ジーサード・リーグ
GIIIと同じ人工天才や、元はGIIIの追手だった者たちで構成されている武装集団。当初は中立だったが、リーダーであるGIIIがキンジに敗北したことにより、師団に帰属する。
GIII（ジーサード） / 遠山 金三（とおやま きんぞう）
男性。顔に派手なペイントを施していたり、奇抜なファッションなどを好む。キンジの父・金叉の遺伝子を50パーセント受け継いでおり、遺伝子上はキンジの半弟にあたる。左腕は義手。キンジとよく似ており、違いを挙げると瞳の色や肉体が筋肉質という点である。
アメリカ政府の機関ロスアラモスにより生み出された人工天才（ジニオン）であり、元アメリカのRランク武偵で大統領の警護を務めたこともある。頭脳や身体能力が常人よりも高く、IQは290を誇り、非公式ではあるがオリンピック記録を幾つも塗り替えているほど。
その実力はロスアラモス脱走時に追ってきた武装軍人を素手で倒すほど。
研究所にいたころ、自身の唯一の理解者だったサラ博士を事故で亡くしてからは、彼女を救う術を求め、かなめや他の『人工天才』を連れて脱走した。
戦闘力は第一世代の人間兵器最強。当初はキンジとは敵対していたが、彼に敗北してからは兄として熱烈に慕うようになった。
カリスマ性があり、各組織から暗殺者を派遣されても真っ向から返り討ちにしており、その全員を味方にしている。人だけでなく、AIであるアシ（オロチ）にすら好かれている。
キンコ
GIIIの女装した姿。イメージは金髪の長い髪のギャルであり、キンジですら見抜けなかった。
GIV（ジーフォース） / 遠山 金女（とおやま かなめ）
声 - 山岡ゆり
キンジの妹を自称するボブカットの少女。GIIIと同じくロスアラモスによって生み出された人工天才の1人で、キンジの父・金叉の遺伝子を組み込まれている。
自分の価値をGIIIやロスアラモスに示すため、自身のHSS発現を目指しており、理論上存在し得る『双極兄妹』のパートナーとして見定めたキンジに接触した。かねてよりキンジに対して強烈な思いを抱いており、彼が他の女性と一緒に居ることに対して、激しい嫉妬心を抱いて性格も凶暴化する一面も持つ。
武器は先端科学兵装（ノイエ・エンジェ）である単分子振動刀（ソニック）・磁気推進繊盾（P・ファイバー）。
アンガス
GIIIの部下の1人の初老の白人男性。元はアメリカがGIIIを消すために、CAG（デルタフォース）から送られた暗殺者。GIIIとの戦いで後遺症を負っているが、主に車や航空機などの運転や、装備の調整などバックアップを担当している。
GIIIの予備のプロテクターをキンジ用に改良し、マッハ2までの速度にすら耐えるオロチ2を作り出している。
九九藻（つくも）
GIIIの部下の1人の少女。狐の妖怪だが、玉藻よりは格が低い。本名は九九藻生稲であり、七九藻（ナグモ）と八九藻（ヤクモ）という名の姉がいる>。300年は生きている。
GIIIに好意を寄せているが、GIIIは全く気づいていない。
携行武器はP90。
アトラス
GIIIの部下の1人。白人男性で年齢は20歳ほど。口癖は「豪快に」。元はアメリカがGIIIを消すために、陸軍特殊部隊（グリーンベレー）の第7特殊部隊から送られた暗殺者。主に前衛を担当している。
捕縛したハーピーになつかれており、食事担当になっている。
装備は先端科学兵装の鎧P・A・A（パーソナル・アーセナル・アーマー）を装着して戦っており、技名を叫ぶ。
コリンズ
GIIIの部下の1人。全身に包帯を巻いた黒人のオカマ。元はアメリカがGIIIを消すために、米海軍特殊部隊（SEALs）から送られた暗殺者。
主に前線支援と、資金調達を担当している。
武器は口の中にニードルガンを装備している。
ロカ
GIIIの部下の1人。左右の瞳の色が違う銀髪の少女。趣味は時計集め。元はロシア連邦保安庁（旧KGB）の命令で、GIIIに挑んだ超能力者の暗殺者。意識を向けた相手の心を読む、念動力、運を操作することもできる。
マッシュたちが加入する前ではGIIIを一番追い詰めた実力者。
マッシュ・ルーズヴェルト
GIII・かなめとは別のセクション『R』シリーズで生み出された人工天才・RIII。
小柄で身体能力が格段に低い代わりに、IQ407という超人的な頭脳を持つ。先端科学兵装よりも優れた超先端科学兵装（トランサンデ・エンジェ）を操り、LOOもその成果の一つ。
LOOを従え瑠瑠色金を保管するエリア51を守護していたが、キンジやジーサードに突破されたことで敗北、GIIIの勧誘を受けリーグに加わった。
LOO（ルウ）
LOOとしか喋らない、人型白兵戦機に乗り込んでいる、見た目が小学生程度の少女。ジャンヌは「ルー」と呼んでいる。正式名称はLoo-GyNe（ルウジーン）。
スクール水着のようなパイロットスーツを着用してる。型番はXGY-12。
その正体はアメリカの開発したガイノイドであり、普段はマッシュが従えている。遠隔操縦中は人間らしく振舞うが、自律機動中は動作が機械のようになる。動力は重油。
蒸気機関車でエリア51に向かうキンジたちをP・A・D（パーソナル・アーセナル・ドレス）を装備して空襲するが、アトラスに退けられた。その後、マッシュがジーサード・リーグに加わったことで、同じく戦力になった。
平賀文がロスアラモスにてガイノイド研究を行うようになり、片言だが喋れるようになるだけでなく姉妹機であるレドンダとキャラエルの2機同様に軽量化された改良型がいる。そのため、平賀文の下にいるのは東京にいる初期型のLooと別の個体。3体とも燃料は重油で哺乳瓶で飲む。
オロチ
自動車の光岡オロチに搭載されたAI。ボディが自動車のため、給油などはLOOに任せている。
GIIIの暗殺に送られた刺客であったが、GIIIに負けて仲間になっている。その際の闘いは、イオとの闘いよりも激しかったらしい。
キース
GIIIの部下の1人。頬に弾痕のある銀髪の男性で、2メートルを超す身長で筋骨隆々。元KGB（ソ連国家保安委員会）所属で、GIIIを殺すために送られた暗殺者。
GIIIに危害を加えようとする輩には、殺気を放つほど。

### 藍幇（ランパン）
曹操（ココ）姉妹
声 - 高野麻里佳
姉妹全員が黒髪のツインテールに、お揃いの中国の民族衣装を着ており、姉妹の見分けがつかなく、中国語訛りの日本語で喋る。身長は140センチメートルほどで14歳。
中国の秘密結社【藍幇】の構成員であり、かの中国の群雄曹操孟徳の子孫。四つ子の姉妹の衣装は4人共が共有しており、同じ衣装箪笥を使っている。
自分たち姉妹を「万能の武人」、通称「万武（ワンウー）」を自称しており、孫子の兵法を用いて自分達の適切なタイミングと有利なポジションを取ることで、チームワークを生かした戦い方をする。
狙姐（ジュジュ）
ココ姉妹の長女で狙撃戦に優れ、ヘリの操縦もできる。狙撃範囲は2180メートルでありレキの絶対半径（キリングレンジ）をも上回る狙撃の達人。
『修学旅行I』においては先手の狙撃でキンジとレキを急襲し、2人を森に誘導して持久戦に持ち込むが、レキが放った2発の『武偵弾』により微光暗視照準器と集音器を失い戦線を離脱する。
携帯している武器は、M700。
炮娘（パオニャン）
ココ姉妹の次女で銃撃戦に優れる。三女の猛妹と同じく香港からの留学生として武偵高に潜入しており、銃技においては『HSS』状態のキンジ、アリア、カナ級の腕前。『水投げ』ではアリアを奇襲し、銃撃戦で引き分けている。
携帯している武器は、UZI。
猛妹（メイメイ）
ココ姉妹の三女で格闘戦と爆弾戦術に優れる。格闘戦では自身のツインテールを使い相手の首に巻きつける裸絞めと酔拳を得意とする。【イ・ウー】には「ツァオ・ツァオ」という呼び名で天才技師として滞在していた時期があるため、理子に『武偵殺し』事件に使われた「減速爆弾（ノン・ストップ）」の作り方を教えている。
携帯している武器は、柳叶刀と戦扇。
機嬢（ジーニャン）
ココ姉妹の四女。眼鏡を掛けている。
戦闘は得意ではなく、車両や武器開発などの後方支援を担当している。
諸葛 静幻（しょかつ せいげん）
丸メガネをかけた細目の男性で、色鮮やかな中国の民族衣装を着用している。諸葛亮孔明の子孫。
香港藍幇のまとめ役であり、『戦宣会議』では【藍幇】の大使を務めている。かつてはシャーロックとも渡り合った戦闘能力を有していたが、不治の病に侵されており、自分がいなくなった後の香港藍幇の行く末を憂いている。そのためキンジの人を纏める能力があると考え、香港藍幇に取り込もうとしていた。
猴（コウ）
極東戦役における藍幇の代表。名古屋武偵女子校の制服を着用した少女。
その正体は人間ではなく、闘戦勝仏こと孫悟空。年齢は2千歳以上とされる。玉藻からは日本の鳳と並ぶ化生界の巨頭と呼ばれ、敵ばかりか味方からも恐れられている。
如意棒と呼ばれる瞳から発するレーザービームでジーサードを一瞬で倒した。如意棒は一度使うと次に使えるようになるまで22〜24時間ほどかかる。「どんなものでも貫ける矛」と称され、かつて貫けなかった物は中国が想定した大和の主砲防盾（厚さ67センチメートルの高張力鋼）のみ。
大昔に当時皇帝の実験で倭の国（日本）の巫女の秘術によって武神の人格「孫」を人為的に付け足された。普段は猴と呼ばれる主人格が生活しているが、戦闘は孫が担当する。ただし、猴は性格ゆえに戦うのを嫌っているだけで、猴も孫と同じく戦闘は可能。
人格の入れ替えは猴の意思によってもできるが、秘術の欠陥によって外部の人間によって人為的に入れ替えられる。かつては三蔵法師によって猴の同意のもと行われていたが、今はパトラが作り出した術を藍幇が使用することで、猴の意思に関わらず強制的に入れ替えている。
猴は幼い見かけの通りおっちょこちょいだがジーサードを殺してしまったと思っていたことをキンジに謝罪するなど、まじめである。この性格故にココたちからはいじめられている。名古屋武偵女子校の丈の短い制服を着ているのも狙姉に着せられた時に狙姉が気に入ったためにそれ以後も着せられているだけで、別に猴が好んで着ているわけではない。
孫は幼い見かけのため恋愛ができずにいたため恋愛に憧れており、好戦的な性格のためヒステリアモード時のキンジのことを少なからず好いている。その正体は色金の力によって生まれた不完全な緋緋神である。
緋緋神から解放された後は玉藻と仲良くなって共に行動している。
武器は青龍偃月刀などの長柄の武器。技は右眼から放つレーザー「如意棒」、瞬間移動を行う「斛斗雲」など。
院 美詩（ユアン メイシー）
数珠のように結んだツインテールの少女。香港の路地裏にある北角に住んでいて、初めての海外で財布や携帯電話をすられ路頭に迷っていたキンジを助けており、ご飯や寝る場所を与えてくれている。日本に留学することを夢みて勉強しているため日本語が話せる。
藍幇資本の学校に通っており、街中でキンジを捕まえるために猴が集めた百人の少女集団の一人として包囲網に参加したり、キンジを知っているという理由から、藍幇城でキンジたちを歓迎するために集められたメイドの一人にもなっていた。

### 鬼一族
覇美（ハビ）
クセのある赤銅色の髪の女性の鬼。緋鬼の首領をつとめている。アリアから奪った殻金は鬼袋（鬼にだけある臓器）に入れていた。
大昔に緋緋神によって織田信長の魂を移植されており、全てではないが部分的には信長の意識を持っている。
昔、武者修行のため世界を回っており、グランデュカとも知り合いである。
緋緋神に乗っ取られるものの、孫とともに乗っ取りを解除されており、意識を取り戻した猴とキンジと星伽神社を目指したが、キンジから幾ばくかのお金を預り、別れている。
武器は巨大斧。「破星燦華𨨞（はせいさんがふ）」。
閻（えん）
赤銅色の髪の筋骨隆々な女性の鬼。金色の瞳。身長は角を含めて190センチメートル弱もある。覇美の部下であり、忠誠を誓っている。
幼いころに、キンジの祖先である遠山侍に見逃されており、今まで息長らえていた。そのときに遠山家の技である『羅刹』と『絶牢』を見ており、習得している。
アリア、孫、覇美の緋緋神3人との戦いで富嶽の爆発に巻き込まれるが生き延び、泳いで鬼ノ國まで帰った。
武器は金棒。「金剛六角（こんごうろっかく）」「青砡六角（せいぎょくろっかく）」「紅天扒角（こうてんはっかく）」。
津羽鬼（ツバキ）
黒髪ロングの細身な女性の鬼。閻を「姉様」と慕っている。
高速で移動することができ、銃弾も当たり前に摘まんで止めることができる。
覇美が緋緋神に乗っ取られた際に、それを追いかけるキンジと閻について行こうとするも、津羽鬼の身をあんじた閻によって鬼ノ国に置き去りにされてしまっている。
携行武器は鬼丸拵えの太刀。
壷（コン）
眼鏡をかけた褐色の鬼。常に壷の中に入っており、髪型は金髪のショートツインテール。語尾は「おん」。腕が4本あることをコンプレックスに感じている。
イ・ウーの初期メンバーでもあり、天才技師として扱われていた。シャーロックのことが好きであり、恥ずかしそうにしながらもキンジにそのことを相談し、アドバイスに従って直筆でラブレターを書いてラブレターをキンジを介してではあるがシャーロックに渡している。が、シャーロックが女性を苦手としているためフラれてしまっている。
携行武器は爆弾と山刀が4本。入っている壺は防弾であり、横向きにして回転させることで移動もできる。

### 遠山家
遠山 金一（とおやま きんいち）
声 - 浪川大輔（CR緋弾のアリア）
長髪の男性。キンジの兄。19歳。ヒステリアモードのキンジ以上の実力を持つ有能な武偵。キンジの憧れであり目標の人物。遠山家史上で最強といわれていた。肩書きは「元・武偵庁特命武偵」。海外の医師免許持ち。
『武偵殺し』による豪華客船沈没事故により事故死として報道されており、親族であるキンジ達ですら死んでいると思われていた。カナの姿でキンジの前に現れて一緒にアリアを殺すようにキンジを誘う。
だが、実際には【イ・ウー】を内部から殲滅するために【イ・ウー】の眷属となっている。組織を壊滅させるため、教授の死期に合わせて、次期教授の候補であるアリアを殺そうとしたものの、キンジの成長を実感してアリアを殺さない道を選ぶ。
『宣戦会議』ではどちらの陣営にも属さず、無所属。
極東戦役終結後、パトラと結婚して武偵引退を表明したものの、かなでの奪還作戦では引退戦として家長のHSSであるヒステリア・ムンディオを発現させて参戦。ヴァルキュリアが騎乗するワイバーンを羅刹の一撃で倒した。
携帯している武器は、コルト・シングル・アクション・アーミー（ピースメーカー）が2丁と普段は髪の中に隠している、分離連結が可能な大鎌「サソリの尾（スコルピオ）」。
カナ
声 - 飯田友子（CR緋弾のアリア）
金一の女装した姿。長い三つ編みの美女の姿をしている。カナになっている間は常に『HSS』になることができ、その際は外見だけでなく性格や仕草といった全てが女性になってしまう。
元々は母親が亡くなって落ち込むキンジを慰めようと思っての女装であった。
これにより『HSS』を長時間に渡って保つことができるが、その保持には大脳に大きな負担がかかるため、長時間の『HSS』を行った場合、10日前後の睡眠が必要となる。しかし、金一自身は望んでやっているわけではなくカナになるのは相当に恥ずかしいらしく、金一の姿の時にカナの名を出すとキンジでも容赦なく本気でぶっ飛ばされており、一種の禁句となっている。
キンジとはHSSの力を行き渡らせる方法が違い、炎のように燃えるキンジとは逆に水のように満ちていく。
キンジが女装することを知ってからは、妹が欲しかったと言っており喜びを露にしている。
大鎌のスコルピオの間合いは177.7センチメートルあり、その中に入ったものを引っ掛け切るか弾け飛ばせる。
遠山 金叉（とおやま こんざ）
キンジの父親。武偵制度が日本に導入される前、法務省直属の武装検事として殉職した故人。身長195センチメートルの大男であり、デザートイーグルを使いこなす。日本史上36人目の武装検事。
亡くなった妻とは、血縁者に星伽の養子がいたためその縁で出会っている。遠山一族で最強の人物であり、HSSの状態でなくても化物じみた強さを誇る（HSSを発動したキンジとGIIIが二人がかりで挑んでも全くかなわない）。キンジには｢父さんに不可能は無い｣と言わしめるほどの規格外の存在。
異名は「鬼検事（オルゴ）」もしくは「静かなる鬼（サイレント・オルゴ）」と呼ばれ、人のレベルを超えた殺気を放つ。しかし、職務上で人を殺しても罪に問われない武装検事ながらも、生涯人を殺したことはない。毎朝、ラジオ体操の第3までやっていた。歴代の武装検事でもベスト3に入ると言われる。
自身は祖父の鏨叉（ざんざ）と鐵から100の技を継承し、生涯それ以上増やすことはなく、その技の内、金一に攻撃よりの48の技、キンジにカウンター・防御よりの52の技を伝授している。
1989年のSDA（Skilled Detective Armed）ランクでは、総合で8位に載っている。MI6のエージェントであるサイオン・ボンドの前任者に唯一勝った人物。
マキリと戦い殉職したとされているが、実際は自身を仮死状態にする遠山家の技を用いたことで生き延びていたが死んだとされていた。
後にアメリカに偽名で入国し、スーパーチューズデーの折にバラク・オバマの護衛を務め、身を隠しているが、ジュリアの脳波計によればネモの暗殺を請け負っているという。
キンジと同じく對卒を患っていたが、現在も生き延びてHSSを使わざるを得ない仕事を請け負っていることから何らかの方法で克服したとキンジが推察し、行方を追っている。
ゴールデン・クロス
記憶を消された金叉のエージェントとしてのコードネーム。
現在は、マダム・ティーによって自分にまつわる記憶をほとんど消されており、アメリカ政府によって使役されるエージェントとして活動している。マキリだけでなく息子であるキンジのことすら認識できず敵として相対している。
国防総省から、扉の派閥の魔女などを監視や殺害する任務を受けている。
遠山 鐵（とおやま まがね）
キンジの祖父。元帝国海軍少尉で零戦のパイロット。撃墜された後、旧日本領のブレスク島に泳いで辿りつき、その翌々日に現れた米陸軍300人を1人で食い止めた伝説を持ち、アメリカからは今なお警戒され、GIIIも「ダイハード」と呼んで敬意を表する人物。
現在は整体師兼ギャンブラーとして暮らしている。また非常にスケベであり、グラビア写真を大量に所持しては気に入ったグラビア写真をスクラップブックにして鑑賞・収集することを趣味としている。HSSを誰もが嫌がる旧名の「返對（へんたい）」と呼び、「遠山家は自在に返對してこそ一人前」と言い張る。
愛車はセリカ。
遠山 雪津（とおやま せつ）
キンジの祖母。星伽一族の出身であり、妹は白雪の祖母。家柄から体術を嗜み、遠山家の武術も一部マスターしていて、夫のセクハラ発言に対して突っ込みに奥義の「秋水」を放っている。
遠山 金天（とおやま かなで） / GV（ジーフィフス）
キンジの2人目の妹。年齢は10→11歳。黒髪を両サイドにテールにしている。誕生日7月15日。身長135センチメートルほど。金叉の遺伝子と、ある超能力者の遺伝子を掛け合わせて生まれた第2世代の人工天才。マシュマロのようなニオイ。
誕生から10年の間、存在を秘匿されていたのでGⅢやかなめも知らない。生まれてからずっとロスアラモスの研究所から出たことがなかった。活命制限を解除する食べ物はマシュマロ。
遺伝子上はGIII、かなめとはまた母親の違うキンジの半妹にあたる。第1世代であるGIII、GIVの存在は知っているが、直接の面識はキンジに引き会わされるまでなかった。
戦闘技能はほぼないが、超能力者の遺伝子の影響でPKや治癒能力を扱える。その身には逆色金が埋め込まれており、HSSの思考強化能力の併用により「神を操る」ために生み出された存在。
ロスアラモスの作戦中、自分の役割を恐れて逃亡。唯一頼れる遺伝子上の兄であるキンジのもとに転がり込み、名前を与えられ同居することになる。日本語は堪能だが知識を誤った解釈で覚えている面がある。
キンジを「お兄ちゃん様」と呼んでいる。
姉であるかなめの非常識な教えを素直に受け入れるなどでキンジを困らせている。
胸に埋め込まれていた逆色金は、パトラがシャーロックの『緋色の研究』を元に作り出した『パトラの鍵』を預かったかなめによってその機能を破壊されている。
遠山 雪花（とおやま せっか）
鐵の姉。帝国海軍の中佐。エンディミラと入れ替わる形であちらからこちらに戻ってきており、時間の流れの違いから当時の状態である20歳前後の若い容姿をしている。長い黒髪を白い紙のリボンで結んでいる。
当初は初対面のキンジを背格好が似ていることから弟の鐵と思うものの、すぐに違うことに気づいて殺気を放ちながら名前を詰問している。
女性でありながら、強くなるHSSを使いこなせるなど謎が多かったが、戦時中のために幼少のころから男として育てられることで自分を男性だと認識しているがゆえのことであった。
後に戸籍上はキンジたちの母親となる。

### ホームズ家
神崎 かなえ（かんざき かなえ）
声 - 大原さやか
アリアの母親で曲線を描いた長い髪をした、白磁の肌の美人。キンジ曰く「母親というより、年の離れたお姉さん」。
イ・ウーに「武偵殺し」をはじめとした冤罪を被せられ服役中の身となっており、自分の無実を証明すべく無茶しがちなアリアのことを常に気にかけている。
物語開始時は高等裁判所にて係争中であったが、アリアの手により引き出された理子・ブラド・ジャンヌの分の証言では刑を軽減しきれず、最高裁までもつれこんでいる。その理由は緋緋色金について全てを知っていたがためだったが、その緋緋色金が宇宙に帰されたことで拘束される理由がなくなったため、星伽から圧力をかけられた日本政府が動いたことで釈放された。
色金の秘密を黙秘していたのは、アリアの命を守るためであった。
アリアの父親と離婚しているため、現在は独身。
メヌエット・ホームズ
アリアの異母妹。14歳。クォーターであるアリアと異なり純血の英国人。曾祖父ゆずりの推理力を持っていて、女王陛下の諮詢を仰せつかったことがある。両足が不自由で車椅子での生活を余儀なくされており、サシェとエンドラの双子のメイドによって身の回りの世話をしてもらっている。推理の際の口癖は「小舞曲（メヌエット）のステップの如く順を追って」と言う。
色金の秘密を聞きだしに来たキンジをいきなり空気銃で撃ち、推理と車椅子に座りながらのバリツで完全に手玉に取った後、キンジを気に入り「自分を満足させたら色金の秘密を教える」と賭けを持ちかける。
推理力と天才的頭脳に物を言わせた毒舌でキンジ曰く「舌で相手を殺せる」。しかし、その頭脳が逆に不況を買って学校ではイジメに遭い、その相手を言葉で切り続けた結果、学校から登校禁止を言い渡された。以後、典型的な引きこもり生活を続けており、ネットゲームに大金を注ぎ込むほどのめり込んでいる。
アリア大好きでアリアの物は（アリア本人とキンジを含めて）自分の物にしたがっており、幼少のころからアリアと幾度となく賭けをしてその戦利品を家に飾っている。そのため、自宅にはアリアとの賭けで手に入れた商品を飾っている。

### 色金
緋緋色金 / 緋緋神（ヒヒイロカネ / ヒヒガミ）
色金姉妹の長女。数千年前に人間の持つ情熱の感情に魅入られており、恋と戦を引き起こしている。
色金本体である塊は、2千年前に地球に墜落して以来、星伽神社の御神体として奉られていた。だが、そもそもの原因は、母親である金色金に会いたいが会えない思いの反動で、恋と戦の争いを引き起こしていた。アリアとは相性が良く、殻金を失った状態のアリアに心に隙ができるのを待っていた。
アリアだけでなく、孫と覇美の合わせて3人を同時に操ることができ、本命のアリアを緋緋色金の本体のある星伽神社にまで連れていった。
瑠瑠色金 / 瑠瑠神（ルルイロカネ / ルルガミ）
色金姉妹の次女。本体は何台ものT型フォードの自動車に加工されている。
姉である緋緋色金を、厄災を巻く存在として壊すべく、キンジ達に申し出ている。
璃璃色金 / 璃璃神（リリイロカネ / リリガミ）
色金姉妹の三女。色金本体はレキの故郷の湖に沈んでおり、藻に覆われている。そもそも湖に沈んでいるのではなく、宇宙から隕石として落下した際に出来た窪みが湖になった。
現在はレキではなく、レキの妹を使っている。
金色金（キンイロカネ）
色金姉妹の母親。便宜上の名前はキンジが付けている。
本体は地球の周りに漂っている。

### 公安0課
獅堂 虎巌（しどう とらお）
公安0課の三式班を束ねる大柄な男性。身長は185センチメートルほど。年齢は25歳で、ミカという小学1年生の娘がいる。
キンジを公安0課にスカウトするため、殺人事件の容疑をでっち上げて引き抜こうとしたが、当のキンジが高校3年に進級できずに留年してしまったため引き抜くことができなかった。しかし諦めた訳ではなく、色々と手を回して部下にしようと思っている。
金剛力士のモデルとなった仁王の子孫であり「先天性筋形質多重症」という体質で常人の256倍の力が出せるだけでなく、多少の攻撃は全く通用しない。そのため、覇美すら撃破したキンジの8倍桜花ですら防ぎきっている。
伊藤 可鵡韋（いとう かむい）
白学ランを着た少年。15歳。三式班に所属。0課での力量は三七式。0課では尋問を担当している。アクセスという自身の中で戦闘力を段階的に変える技を持つ。ただし、段階を上げるほど身体に大きな負担がかかり、特に最大の6段階は命に関わる。
ノチゥという相手の経穴に指突を打ち込み、激痛を味わわせる技の使い手。その形は北斗七星を描くように相手に7発打ち込む。4つの経穴を打たれて立っていたのはキンジが初である。
実姉である伊藤マキリを追っており、0課のスカウトに応じた経歴がある。
使用銃器はM93R。
灘（なだ）
ストライプ柄のスーツを着た男性。三式班所属。SDAランキング19位で日本では9位。撫で肩であることを気にしており、肩パッドを着用している。武偵。
女好きであり、ことあるごとにナンパをしている。ギターケースを背負っており、中身は武器のカモフラージュではなくギターそのもの。
好戦的であり、ランキング保持者を倒すことを趣味としている。同じランキング保持者であるキンジを71位である理由から下に見ていたものの、獅堂の発言や、ランキングが上昇して10代で41位になったキンジを見直している。
実家は和菓子屋の灘製菓であり、キンジが作った初期の武偵まんを試食した際には、不味い饅頭への怒りから和菓子への情熱をキンジへ語り、作り方をレクチャーしている。
大門坊（だいもんぼう）
大柄な僧兵。三式班所属。静刃と共に0課の超能力担当をしており、自身も超能力者。宗教上の理由かは不明ではあるが、肉は食さない。
超能力者でありながらも、鍛えた肉体による格闘もこなせる僧兵。
原田静刃（はらだ せいじ）
『やがて魔剱のアリスベル』の主人公。眷属側に雇われた二刀流の傭兵。通称「妖刕（ようとう）」。16歳。
キンジを襲うが、ヒステリアモードを発動させていなかったために偽物と思って見逃す。その際にキンジの死を予見し、後にそれは的中することになった。
その後は自分が存在していた時間軸に戻ったが、鵺と共に再び暦鏡で時間遡行を行い、経緯は不明だが0課に所属している。本人は0課での仕事をあくまで「ボランティア」と語っており、キンジが関わる案件のみ活動する。そして同じ獅童班の0課メンバーには、自分との任務の際には相手を殺害しないようにと釘を刺している。
錦糸町で鵺と共にアパートで暮らしており、そのアパートは度々0課の集いの場と化している。マキリによるシージャック事件後にアパートから出ていく準備をしており、キンジと簡易的ながらも別れを済ませた。
武器は2本の刀とレイジングブル、ショットガン。
鵺（ぬゑ）
赤と青のオッドアイを持つピンクの髪の少女の姿の妖。戦闘には参加しておらず、家事や怪我の治癒、任務に使う自動車の手配などをしてバックアップを担当している。

### ノーチラス / N（エヌ）
モリアーティ
「教授」と呼ばれている男性。シャーロックに「超能力を凌ぐ知力を持つ人物」と称されており、第一次世界大戦を引き起こした存在。彼自身は無能力者であることがシャーロックによって断言されている。
モリアーティの『条理予知』によってキンジとネモが結ばれることを予知しており、それをネモに伝えている。
シャーロックの『緋色の研究』とは違い、『瑠色の研究』を行っていた。それにより、ネモの先祖であるネモⅠ世の遺伝子に施術を行っており、瑠瑠色金の意思とは関係なしに一方的に力を引き出せるようにしている。
ネモ・リンカルン
声 - 春野杏
軍帽を被った水色のツインテールの少女。フランス国籍の15歳。見た目や声は10歳ぐらい。アリアと同じ超々能力者でありながら、自身をキンジとは対極の存在「可能を不可能にする女（ディスエネイブル）」と称する。
アリアとは違い、見えていない箇所にも瞬間移動できるなど超々能力を使いこなしているが、身に付けている瑠瑠色金の力を必要とする。そのため、瑠瑠色金が手元にないと能力が使えない。恋はしたことがない。
瑠瑠色金を源としているため、アリアたちの使う緋色ではなく、碧色。
かなでを『逆色金』ごと【N】の一員にするべく行動したが、キンジら遠山兄弟総出の奮闘によって失敗。仇敵であるキンジをアジトに連行して始末しようとするも、瞬間移動の際のアクシデントによってキンジに胸を掴まれて動揺した結果、座標がズレて海中に出てしまい、キンジと同様に遭難する。
色金も紛失してやむを得ずキンジとともに無人島生活を共にするが、この経験によりキンジへの印象が変わっている。無人島からキンジが脱出に失敗した際、人工呼吸を行いキンジの命を救っている。
異能や異形の存在が人間と共存できるようにしようとしている。
ノーチラス内の階級を表す指輪の色は金色。
ルシフェリア・モリアーティ4世
悪魔のような角と短めの尻尾が生えているレクテイア人。ナヴィガトリアの元艦長であり、レクテイアの女神の一柱。一人称は「我」。マンゴーみたいな香り。年齢はキンジと同じ。
レクテイア人からは崇拝されており、ナヴィガトリアに乗り込んできたキンジと決闘をしたものの敗れている。自分が敗れたことを信じられず、何度も勝利条件を変えて闘うものの勝つことができなかった。
男性嫌いだが、自分を負かしたキンジを認めており、キンジのことを主様（ぬしさま）と呼んでいる。
伊藤 マキリ（いとう マキリ）
黒い長髪の女性。可鵡韋の実姉。可鵡韋と同様『アクセス』の能力を持ち、常に最大である6速の状態で使用し続けることが可能。元公安0課のメンバーであり、4式を務めていた。その能力の高さから幼かったにもかかわらず、公安0課に半ば強引に加入させられた。だが、国のために尽くしていた。着用するコートは京菱化繊の特注品で防刃防弾で気に入っている。
かつてキンジの父・金叉を倒した人物であり、その戦闘で金叉の技「矢指」を奪い、改良を加えて自分の技としている。そのため「矢指」と比べて段違いに強化されており、無音のままマグナム弾と同等の飛距離と威力を備えた技となっている。その他にもキンジの技とは仕組みは違うものの、銃弾を指で止めることができ、技の多さが多様。
自衛隊が秘密裏に保有していた核ミサイルを使い、総理大臣の暗殺を行ったが、キンジと静刃、可鵡韋によって阻止されて、Nの指輪を失ったことでノーチラス内での序列が降格している。
イメル・ノチゥという指10本で放つ技も持つ。
初めて好きになった相手である金叉を愛してしまっており、愛した人の命も含めて、すべてを奪いたいと思っている。
指輪の色は鈍色から黒色に変わっている。
グランデュカ
獅子の頭部を持つ筋骨隆々の男性。熱砂色の鬣と黒っぽい肌。2000年もの時を生きており、かつてコロッセオで拳闘士として活動しており無敗を誇っていた過去がある。ローマ皇帝ネロに仕えていた。
ノーチラスに属している理由は、自身がそうであったようにイオを人間達に『神』と崇められるようにするため。祖先が神の国から来たと言っている。
ベレッタを拐い人質にし、助けに来たキンジとアリアと闘う。銃弾を見てから回避することができるものの、キンジの新技である曲がる銃弾「弧弾」が決め手となり敗れた。
携行武器は両刃片手剣（グラディウス）指輪の色は鈍色。
イオ
緑がかった長髪の少女。猫の耳がある。瞳の色は深緑色。身長は120センチメートルもない。下着は履いてはいない。
グランデュカの一人娘であるものの、頭部は父と違い人間のもので本人はそれを醜く恥と思っている。そのため、普段は顔を木製の仮面で隠して行動している。
グランデュカ同様に銃弾を避けることができ、噛んで止めることもできる。超スピードで移動できるため、鈎爪を用いたヒット＆アウェイで相手を追い詰める戦法をとる。
尻尾も戦闘に活用している。
鳥や鼠といった動物を操ることができる。
携行武器は鈎爪。指輪の色は黒色。
ヴァルキュリア
羽根兜にビキニという出で立ちの長身の女性。金髪。瞳の色は天空色もしくは竜胆色。高位の超能力であり、犬猿の仲であるメーヤとカツェが一時休戦までして警戒する人物。指輪の色は銀色。彼女の名前は個人名であり、部族名でもある。
人間と異なる言語を用いていて、解読は不能。兜の下には小さな翼が生えており、ハーピーやワイバーンなどの空想上の生物を使役している。
シャーロックの持つイクスカリヴァーンとは少なからず縁がある模様。
金一によって騎乗していたワイバーンを倒されてその巻き添えを食う、その後彼女自身の身柄は公安7課に移送されている。
携行武器は銀槍。
メルキュリウス
水銀のような肉体を持つ存在。姿形から重さまで自由自在に変化できる。姿が見えず、液体や金属のようにも聞こえる音を発している。
スコップの目釘、糸ノコギリや水差し、釣竿のリールなどに形を変える。
喋ることはできないが、相手の言っている言葉は分かるため、ジェスチャーなどで意思疏通を行っている。
エンディミラ・ディー
金髪の美女。エルフ。Nの提督付の文官。瞳の色はアクアマリン・ブルー。胸は大きい。身長はキンジよりも少し低く、肌は抜けるように白い。
ネモが漂着して行方不明になった際には、その無人島を探し出し、瑠瑠色金が含まれたネックレスを新たにネモに手渡している。
普段はネモの護衛として同伴しているが、ナイアガラの滝での金叉の襲撃の際にネモを安全地帯に避難させるためにテテティ、レテティとともに残りネモを逃がしている。
その後、Nに関する情報や金品の代わりにキンジの戦果としてキンジの奴隷になることを誓っており、キンジと行動を共にした。Nでは、教師のような役割を担っていた経験を活かし、キンジと一緒に小学校の講師として問題児を集めたクラスを受け持つこととなった。
元々はエルフの森にあったディー氏族の集落で暮らしていたが、魔女ラスプーチナによって森は焼き払われてしまっており、生き残ったエンディミラは仲間の敵であるラスプーチナを殺すことを目的としていたが、ラスプーチナが死んだと噂で聞いていた。
指輪の色はプラチナ。
携行武器はモーゼルC96。弓矢。
テテティ、レテティ
双子の少女。長い耳にタヌキのような尻尾を生やしている。身長150センチメートルほど。キンジに接近を気づかれないほどの身のこなしで背後をとっている。エンディミラ同様にネモの護衛を務めている。2人とも喋ることができないため、手話によって意思疏通を行っている。だが、どんな国の言葉でも雰囲気で意味を理解する特技を持っている。エンディミラとともにキンジの戦果としてキンジの奴隷となった。
エンディミラ同様に、ラスプーチナによって住んでいた里を滅ぼされており、荒野をさ迷っていたところをエンディミラと出会い、闘いの果てに敗れておりエンディミラの奴隷となっている。
エンディミラがレクテイアに帰還する際は、テテティとレテティの身柄は獣人の伏見に預けられることとなっている。
指輪の色は黒色。
アスキュレピョス
濃い藍色の髪の女性。彼女自身がヒュドラと呼ばれているが、実際はヒュドラを見たヴァルキュリアの同胞がアスキュレピョスと混同しているためであり、ヴァルキュリア自身は彼女を見たことがなく、話にしか聞いたことがなかった。ヒュドラを操っており、ヒュドラの中枢として指示を出す役割をしている。
ヒュドラの魔力回復のため、小城優子を名乗って顔を変え、アニエス女学園に潜入していた。彼女本人の魔力は低く、G3程度しかない。
小城 優子（おぎ ゆうこ）
眼鏡をかけた三つ編みおさげの小柄な女生徒。身長148.1センチメートルで体重41.1キログラム。3年星組。双與会書記。
アニエス学院には一般入試で首席で入学しており、学力が高い。怖がりであるにもかかわらず、夜の見回りなども担当している。
正体はアニエス学院に潜入しているアスキュレピョスであり、顔はヒュドラの肉を使った化粧で変えている。
ヒュドラ
アスキュレピョスと双利共生を盟約した液状生物。戦闘時は神話に登場するヒュドラ同様に9本の頭と体長約20メートルほどの巨大な蛇状になり、1本潰されても2本に分裂し水分がある限り無限に再生する。倒すには中枢で操っているアスキュレピョス本体を引き離すしかない。昔は意思があったが、今はアスキュレピョスの命令を聞くだけの存在になってしまっている。
乙葉 まりあ（おとは まりあ） / 有馬 鳩雄（ありま はとお）
薄いピンクのツーサイドアップの髪をした少女。所属は3年星組。関西弁で喋り、性格は快活。同じクラスになったクロメーテルに頻繁に絡んでいる。寮の部屋は303号室で部屋や服装も女の子らしいもの。
実はNの調査で潜入した大阪武偵高3年のSランク武偵の男子。髪は地毛であり、それをピンクに染めている。クロメーテルに正体を告げて捜査協力を申し込んだ。アニエス学院には半年間潜入している。
しかし、その実態もフェイクで正体はNの構成員。アニエス学院にはアスキュレピョスとヒュドラのバックアップ、および監視として潜入していた。
今まで男性なのに女性のような外見のため、地元の田舎でも忌み子として疎まれてきており、親戚の家をたらい回しされて育ってきた。そのため、Nの思想に共感している。
携行武器はグロックと軍用ナイフ、刃を射出できるバリスティック・ナイフ。

### レクテイア関係者
ラスプーチナ
金髪の女性。竜の角と尻尾が生えている。瞳の色は青糖色。ビキニのような略鎧を身に纏っており、お金に対して執着している。
エンディミラやテテティとレテティの住んでいた里を、召喚した竜や魔術の炎によって滅ぼしている。
キンジやエンディミラによって撃退された際に、自身の操っていた竜によって命を落としたと思われていたが片目と右腕を失う深手を負うものの生き延びており、再びキンジの前に現れている。Nから「キンジを殺す、もしくは妨害する」依頼を受けていたものの、キンジを殺せず、負けた状態で連れてきてしまったため、リービアーザンによって魔術をかけられて消滅させられそうになる。奇跡的に生き延びるものの、5歳くらいの幼女の姿にまで若返らされている。
ちな
ラスプーチナが幼くなった姿。5歳くらいの幼女の姿で髪だけでなく、角や尻尾も短くなっている。記憶も大部分が失われているものの、好意などの感情は覚えている。行き場がないため、なし崩し的にキンジと一緒に住むことになるが、次第に本当の家族のように過ごしていくことになった。
存在劣化症候群によって、死の危機に陥った際には龍王ガイデロニケによって体を乗っ取られて依り代となっていた。
ガイデロニケが去った後には治療のためレクテイアに行き、ウェゼルフーの治療を受けている。
カーバンクル
日焼け肌の女性。額に赤い宝石が嵌まっている。三つ編みの黒髪は床につくほど長く、衣装も踊り子のように布面積が少ない。大地の女神であり海が嫌い。相撲が好き。怒ると呪うか、大きいハンマーで殴ってくるらしい。元々の姿は16歳ほどだったが、緊急時の魔術が発動して分裂、8歳ぐらいのカーバンクルが2人になっている。幼い姿の身長は120センチメートルほど。
カーバンクルは命を2つしか持っておらず、失敗が許されないため直接こちらの世界に来てモリアーティに渡そうとした。だが、先手を打ったシャーロックによって失敗に終わりその命は『神秘の器』に封じられた。
100年経ってこれまで動かなかった状況が変わったのは、レクテイアに帰還したエンディミラが残した『エンディミラ仮説』と呼ばれている情報によるもの。それによって『神秘の器』から命を取り戻し、元の姿に戻ってモリアーティと取引をしようと思っている。
秋庭原 悠樹菜（あきばはら ゆきな）
ピンクブロンドの長髪の女性。24歳。胸の大きさはJカップ。愛車はタント。
山淵で一人暮らしをしており、キンジがヒノトから借りた別荘のお隣さん。キンジの亡くなった母親と同じ名前で、同じ味の料理を作っており、作中でもキンジがその理由を問いただす場面もある。
理由は不明だが、公安0課や武装検事の不破といった面々に狙われている。

### ジュスト
ベレッタが組織した無償の善意で人を助けることを理念として設立された組織。ベレッタを長官とし、所属する武偵は世間にヒーローとして徐々に認知されていっている。
ベレッタ・ベレッタ
ファブリカ・ダルミ・ピエトロ・ベレッタ社の令嬢にして同社のガンスミス。ローマ武偵高の『車輌科』に在籍している。17歳。ヒーロー組織ジュストの長官。
アリアが同校に通っていたころの友人であり、身長は141センチメートルと同じく幼児体型。
日本のアニメが好きで日本文化に興味を抱いている。そんな中、（ヒステリアモード状態の）キンジのことを知って惚れ込み、彼への奨学金貸与を社に進言するが、彼が留年してしまったことで社内での立場が危うくなり、ローマに着いた途端に彼を拘禁し借金返済を迫っている。
銃社会において革命的な発明をしていたが、その成果を『ノーチラス』に狙われたために発明を破棄、それに代わる案「ジュスト」を発表したことで会社から追放された。
ガンスミスとしての腕は確かで装備科でSランクをとったが、別のことを極めたいという思いから車輌科に転科した。ただし、運転技術は低く、見栄を張って乗っているフェラーリの運転に苦労している。MT車のシフトチェンジに難儀しており、1速で走り続けたりしている。多少は運転技術に進歩があったようで3速までのシフトアップは行えるようになった。車輌科でのランクはEランク。
アンジェリカ・スター
女性。イギリスの武偵でアリアの元戦姉。武偵ランクはSランク。ジュスト1号。
アリアにはアンジェと呼ばれている。
ロンドン武偵高を首席で卒業しており、日本の漫画から多大な影響を受けて正義の味方を自称している。有名な武偵企業に就職したが、市民から報酬を全く受け取らなかったため、一週間でクビを切られて離職している。
中二病であり、作戦名にアヴァロンなどを付けるなどしているが、実力はアリアも認めており、天才と称している。
アウグスタ
ジュスト2号。金髪の癖毛のミディアムショートの少女。一人称はボク。本名がヒーローネーム。性別は女性だが、その中性的な見た目や喋り方から美少女、もしくは美少年どちらにも見える見た目をしている。
民衆のために活動しており、犯罪の鎮圧だけでなくボランティア活動も積極的に行っている。そのためジュストのメンバーの中で世間での評判や認知度が一番高い。
特殊能力は光撃（ルーメン）と呼ばれる光を放つ超能力。
フレイムライダー
ジュスト3号。赤い革のツナギを着た美人の女性。身長は170センチメートルほど。胸のサイズはFカップ以上。愛車はハーレーダビッドソン。
能力はヒーローネームの通り、火を操る。
エスパーギャルとは公私ともに仲良くしており、エスパーギャルがお店を開いたため隣にお店を出している。その理由はフレイムライダーがエスパーギャルのことが好きなため。
エスパーギャル
ジュスト4号。ツインテールの少女。
予知能力を持っており、そのほとんどが予知夢。その夢で知り得た危機を教えるのはエスパーギャルが深く気に入った相手にだけであり、ジュストのメンバーだとアンジェリカのみ。
ジュストに所属するヒーローのコスチュームを自ら手掛けており、服飾系のお店を出店している。
スノーホワイト
ジュスト7号。銀髪の少女。美人。ヒーローのコスチュームはシスター服であるものの、肌の露出が多いものを着用している。普段は学生として、聖マリア・マッダレーナ修道女子学院に通っている。
男性とみだりに話すことは禁じられているため、極力避けるように生活している。ヒーローをやっているが同じ学院の生徒には、本人ではなく似ているだけのそっくりさんと誤魔化している。
ライノキャンディ
ジュスト8号。銀髪の巻き髪ツインテールの少女。私服はロリータファッション。年齢は10歳。ヒーローのコスチュームは、全身を西洋の甲冑で身を包んでいる。
小柄ながらも、類い稀な耐久力や怪力を発揮しており、キンジ曰く、獅童と同じ乗能力者。
武装は5メートルはあろうかというほど大きな騎槍。
サムライジェネリック
ジュスト76号。金髪の少年。ヒーロー活動時はフルフェイスのヘルメットで正体を隠して活動しているものの、普段はローマ武偵高の学生をしている。担当地域はイゾラ・サクラ日本好きで、コスチュームのヘルメットには桜の紋様が反映されている。
ジュスト0号ことキンジのファンであり、キンジとジーサードにサインを書いてもらって喜んでいる。ヒーローであるがヒーローオタクでもあるため、語り出したら止まらない。
一番新しくジュストに加入したため、76号というのは現在のメンバーでの末席に当たる。
特殊能力を持っているが、本人曰く「地味で戦闘向きの能力ではない」。常人なら全身の血液の1/3が失われると致死量に当たるが、彼の血筋は2/3の血液が流れても死なないというもの。
後に、ヒーロー活動を引退したキンジことサムライゼロのマスクを引き継ぎ、二代目のサムライゼロとして活動することになる。

### 本編・その他
アリスベル
黒髪ツインテールの少女。やがて魔剱のアリスベルのヒロイン。胸が大きい。二つ名は「魔女狩り魔女（マッギハンターマッギ）」。
ハワード
金髪碧眼の男性。年齢は二十歳前後。クリーヴランド公の王子で、メディアへの露出はまれである。昔は軍にもおり、陸軍では爆発物処理班で座学のみ学んだが、実技は手が汚れるという理由から行ったことはない。アリアに一目惚れしており、アリアを自らの護衛とし、ゆくゆくは妻としてめとろうと考えている。だが、キンジとアリアの絆の強さを見て考えを改めて身を引いている。
アリアにRランクの武偵試験の推薦をしている。
サイオン・ボンド
五厘刈りのグレーの髪の男性。瞳の色は青と緑の中間色。年齢はキンジと同じくらい。
MI6の00セクションのナンバー7で、殺しのライセンスを持つ。前任者（戸籍上の養父）はソ連でもアメリカでも無敗だったが、遠山金叉にだけは敗れた。ヒステリア・モードのキンジを格闘で圧倒する実力を持っており、鬼との対決ではキンジと共闘する。
1度見ただけでキンジの技『桜花』を覚えており、HSS状態のキンジや鬼たちとの戦いでも手加減をして闘っていた。
山根 ひばり（やまね ひばり）
スーツを着こなしたショートカットの女性。身長は170センチメートルほど。高校生ながら雑誌「週刊文秋」の記者として活動している。
記者としての能力と倫理観は確かなものだが、取材では無茶をする傾向にあり、武偵庁に忍び込み書類送検されたことがある。金一が世間から非難されるきっかけとなった船舶沈没事件の記事を書いた人物。記事自体は客観的事実と武偵制度の不備に対する指摘で金一個人への非難はなかったが、事件のことがショックだったキンジは記事を最初から読まず、マスコミを嫌うようになった。
後にローマ留学前に外語学校に通うキンジと偶然クラスメイトになり、取材を申し込む。
阿久津 珠穂（あくつ みほ）
ゴールドベージュに染めた髪の女性。都内に多くの武偵事務所を構える【阿久津武偵事務所】の社長。東京武偵高の平成16年卒のOGで、その後慶應義塾大学商学部に進み経営学を学んだ。
武偵高在学時は『諜報科』でSランク相当の実力を持つほどのやり手だが、金銭へのがめつさという人格面で問題視されAランク止まりだった。
携行武器はカーアームズPM9。
須坂 景（すざか けい）
キャメルブラウンに染めたショートカットの女性。【阿久津武偵事務所】の副社長で、神奈川武偵高校の体育の非常勤講師としても活動している。
Zセカンド（ぜっと せかんど）
黒い髪をツインテールにした少女。年齢は中学生くらいで身長140センチメートルほど。キンジに一瞬ではあるもののアリアと間違えられるが、髪色と胸の大きさで違うと判断される。第2世代の人工天才で試作成功例の1人。超能力者。
普段から肌の露出を控えるため、露出面積は限りなく少なくしており、手袋も着用している。大気中の超能力の力の源を吸収できるため、衣服は脱げやすいものを着ている。
ロスアラモスでは、かなで（GV）の目付け役をしていたが、かなでに消火器で殴られて気絶しており、みすみす逃亡されている。かなでの捜索はダウジングで探しており、成功率は97パーセント。彼女の処遇を巡ってキンジたちと接触する。
父親はスパルトイの末裔であり、その遺伝子が用いられている。それによりもたらされた体質・CSS（カデリア・スパルタン・シンドローム）。母親は桜蘭の坤道（クンダオ）の末裔であり、これにより大気中の魔力を吸収しながら、出力の高い魔術を使い続けることができる。それだけでなく、格闘技の心得もあるため打撃に魔術を織り混ぜた使い方もできる。
そのため、服の下のインナーは黒いスクール水着のような物を着用している。
かなでが体内の逆色金を介して外部から身体を乗っ取られないようにするための役目も担っている。
A子
本名不明の女子生徒。眼鏡をかけたボサボサの長髪姿。キンジがどこかで見たような白い制服を着用している。ヴァルキュリアの言語を翻訳できる人物として呼び出されている。かなりの毒舌家であり、お金次第で動く。ヴァルキュリアとの通訳を行い、その言語はクトゥルー神話に出てくる言語に似ていることをクロメーテルに教えている。
猿田 邦彦（さるた くにひこ）
男性。武装検事補佐。金叉と闘っているマキリを狙撃してナイアガラの滝に突き落としている。その際に見かけたエルフであるエンディミラが、ラスプーチナの求める商品となりうることを見抜いて監視していた。そのため、姿を変えてキンジとエンディミラの新たな職場である中学校に｢中川｣という新米教師として潜入していた。
武装検事への足掛かりとするべく、エンディミラの情報をラスプーチナに流して誘きだしており、ラスプーチナを拘束しようとするがラスプーチナの呼び出した姿の見えない竜に深手を負わされて撤退。その後、キンジからラスプーチナの最期を聞かされている。
特技として1週間で体重を20キログラム増減させることができる。
携行武器はPGM・ヘカートⅡ。
堀江 美由紀（ほりえ みゆき）
アニエス学院の校長。女性。34歳。元々はゲーム制作会社の社長で、「グリフィンサーガ」というゲームのシリーズをⅠからⅤまで手掛けている。Ⅰを制作したのは中学生のころ。新しいことをしたくなり、アニエス学院を立ち上げている。近隣の赤字経営の女子校を合併させており、学校毎に特色の違う生徒たちを面白いと思っている。
学院の名前となっているアニエスは、校長である堀江の手掛けたゲーム内に出てくる｢聖賢姫（せいけんき）プリンセス・アニエス｣から取ったもの。
安達 ミザリー（あだち ミザリー）
金髪でハーフの女生徒。瞳の色は葡萄色。身長160.7センチメートルで体重53.9キログラム。3年星組で双與会の会長を務めている。語尾に「ですわ」をつけるしゃべり方。運動神経も良い。潜在的に超能力の素質を秘めており、女性の9人に1人の割合でいるG1ほどの力を持っている。過去にあった出来事により、男性を汚らわしいと思っている。
幼いころの出来事がきっかけで電車が好きになり、寮の消灯時間が来ても深夜遅くまで漫画を描いている。その同人誌は委託で販売している。
キンジには部屋から微かに臭うシンナーの香りで一応マークされていたが、その過程での身辺調査で駅での乱射事件を身を呈して庇ってもらってからキンジに恋心を抱いた。だが、クロメーテル=キンジとは気づいていなかったため、クロメーテルの持っていたキンジの証明写真からクロメーテルの好きな男性と認識して、友人の好きな男性を好きになってしまったと苦悩した。
来年度は東京大学に進学する予定であり、その旨を別れ際にキンジに告げている。
ベイツ姉妹
姉はノーマ、妹はサンディという名前。
褐色肌の美人な双子。ショートボブの銀髪。羊のような短めの角が側頭部にある。スタイルもよく巨乳。愛国者。
FBI国家公安部の超能力捜査官。超能力を使う際は瞳が赤く光る。FBIの秘密兵器と呼ばれるほどの超能力者。
国家公安部の超常班と尋常班があるが、超常班に属している。
マダム・ティー
時任ジュリアの母親。長い金髪、もしくはプラチナ色の髪の女性。夫とは離婚しており、ジュリアとは何年も会っていない。イ・ウーの前身である超秂師団の2世。
触れずに対象の思考や記憶までもを読むことができる超能力者。ロシアからアメリカに亡命した。
ワシントンDCの北部にある戦没者墓地にある家に住んでいる。
キンジに金叉を命令で殺したことを伝え、オルゴが現れる時間と場所を伝えた。

### オリジナルキャラ
女将（おかみ）
声 - 堀江由衣
アニメ第13話にのみ登場。キンジ達が訪れた武偵指定研修村の温泉宿「かげろうの宿」女将。若く見えるが還暦。昔、綴梅子とも組んだことがある元武偵のくノ一で、引退後温泉の女将になる。先祖は世直しの旅をするお爺さんを助けるくノ一で、先祖代々お風呂が好きな家系。
宿に現れた幽霊らしき少年に綴と共に逆海老縛りにされてしまうが、朝になるとキンジ達が温泉に来たこと自体覚えている人はいなかった。
二宮 欽二（にのみや きんじ）
声 - 柳田淳一
『CR緋弾のアリア』で初登場したパチンコ版オリジナルキャラクター。二つ名は「残念な天才」。彼と戦闘に入った時点で大当たり濃厚のプレミアキャラで、二つ名の通り頭脳派だが戦闘能力は低い。自信満々でキンジらに挑むも、図式を解いている間は隙だらけになり時間も掛かるために大きな警戒もされること無くキンジらに倒される。また、キンジと名前の読みが同じだが特に言及される場面は無い。『P緋弾のアリアIII』にも登場。

### AA主要人物
間宮 あかり（まみや あかり）
声 - 佐倉綾音
『緋弾のアリアAA』の主人公。東京武偵高校2年。身長139センチメートル。専門科目は『強襲科』でランクはE→D→C。誕生日は10月25日。
一般の中学出身で、中3の3学期に武偵高の付属中に転校してきた。幼児体型でアリア以上の低身長の持ち主。上級生の中でも随一の実力を持つアリアに心酔とも言えるレベルで憧れており、彼女のパートナーになることを夢見ている。
武偵としての力量は同学年でも最下位に近いが、「アリアの隣にいたい」という信念は意地でも通すほど頑固。それを見たアリアから課された戦姉妹試験をクリアし、晴れて戦妹になる。
普段は少しドジで抜けた所があるものの、一度決めたことは必ず貫き通す意志の強さと粘り強さ、加えて小柄で華奢な体躯に似合わないタフさを持ち合わせており、その辺りはアリアから高く評価されている。アリアが自身のパートナーと定めたキンジに対しては一方的な嫉妬心を抱き、嫌っている。そのためキンジを心中では呼び捨てにしている。
実は公儀隠密の家系である間宮一族の本家「暁座」の出身で、人々を守るための術として一族秘伝の暗殺術を母から学んでいた。しかし2年前、その術を求めたイ・ウーの襲撃を受け一族は離散し、妹のののかと共に暮らしている。武偵高に入ったのは母の教えを守るためだったが、殺人を前提とした間宮の術は武偵法に抵触するため使えず、加えて学業の成績も良くないため、低ランクである。ひかり曰く本家にたまに出る同性カリスマ、天然物の「女人望」であり、それもあってか彼女に惹き付けられる女生徒は多い。
携帯している武器はマイクロUZIとタクティカルナイフ。
佐々木 志乃（ささき しの）
声 - 茅野愛衣
東京武偵高校2年。身長155センチメートル。専門科目は『探偵科』でランクはC。誕生日は11月18日。
あかりのクラスメイトで、武装検事の父を持つお嬢様。佐々木小次郎の末裔。自宅には宮本武蔵の末裔である双子のメイドがいる。普段はお淑やかで礼儀正しい大和撫子だが、初めての友人であるあかりのことを密かに溺愛しているヤンデレであり、その想いのあまり行き過ぎた行動に出てしまうなど、あかりが絡んだ途端に変質・変態的になるのが玉にキズで部屋にはあかりグッズやあかりに関するものを集めた『あかりちゃんボックス』が置いてある。あかりが心酔しているアリアに対して強い嫉妬・敵愾心を抱いているが、普段は巧妙に隠している。
普段はあかりをさん付けしているが、本人がいないもしくは本性を現している時はちゃん付けしている。
あかりがアリアと戦姉妹契約を結んだことを知り、彼女を取られまいと契約を無効にしようとするも失敗する。代わりにあかりとの戦姉妹グループを作ることで解決を図ることを決意し、教務課の紹介で白雪に会うが、課せられた戦姉妹試験を通じ、その人柄に触れることで自分の浅はかさを思い知り契約辞退を申し出る。しかしその本心を察していた白雪から「本当のことを正直に話す度胸」を評価され合格、彼女の戦妹になる。白雪からは武偵としての指導名目で、想い人に対するストーキング技術を教わっている。
携帯している武器は、柄を洋風にした刀と長刀「物干し竿」。佐々木家に伝わる「巌流」という居合斬りを主体とした剣術を習得しており、鞘無しで行う最速の居合「燕返し」と、数メートルの距離を一瞬で詰めてから行う居合斬り「飛燕返し」を使う。
火野 ライカ（ひの ライカ）
声 - M・A・O
東京武偵高校2年。身長165センチメートル。専門科目は『強襲科』でランクはB。あかりの男勝りなクラスメイト。髪型はポニーテールで、コウモリ型の髪飾りを着けている。誕生日は5月5日。日本人とアメリカ人のハーフ。
アメリカで活動する武偵ヒノ・バットを父に持つ。CQCが得意で、身体能力、視力・聴力も共に良く、そういった腕っ節の強く、女子アイドルグループが好きだったり、あかりにセクハラまがいのことをしたり、少女マンガを読むにしても男性キャラに感情移入したりなど、周囲からは「男女」と呼ばれており、本人も認めている。しかし、すれ違った理子を女らしいと憧れたり、部屋にこっそり少女マンガを隠し持っている。
可愛らしい少女人形を愛でる趣味があることから「女の子らしくなりたい」と思っている節があるが、本人も女の子らしくなることを半ば諦めている。
あかり達5人の中では良識的かつしっかり者な方で、あかりの天然ボケに突っ込んだり、志乃のあかりに対する行き過ぎた好意に呆れるなど、突っ込み役に回ることが多い。それと同時に作中で一番の苦労人でもあり、持ち前の短気さや血の気の多さが災いして不遇な目に遭うことも少なくない。金銭的に逼迫している様子は見受けられないが守銭奴な一面があり、「京菱アームサプライ倉庫物流」という武器庫で武器の運搬・整理のバイトをしている。
王子様タイプの戦姉を求めていた麒麟に見初められ、当初は「戦妹にして欲しい」と纏わりついてくる彼女を鬱陶しがって邪険にするも、内心では自身も麒麟の女子らしさに憧れていたことから、戦姉妹契約をかけた勝負で敢えて麒麟に敗れ契約。麒麟の戦姉となる。麒麟と戦姉妹契約を結んでからは、彼女が前戦姉の理子と仲良くしているのを見て嫉妬の念に駆られたり、水着姿の麒麟を見て「ヒラヒラの服着てなくてもカワイイ」とニヤケ顔になるなど、ライカ本人は否定しているがメロメロ状態で、後に彼女の伝手で強襲科とCVRを兼科している。しかし麒麟の己に対する過剰な愛情表現（主にセクハラ）には些か辟易しており、同様に志乃に溺愛されているあかりには共感、もとい同情めいた感情を抱いている。
携帯している武器はMagpul MASADA、トンファー、タクティカルナイフ。髪飾りは非常時にカッターとして使用される。
高千穂 麗（たかちほ うらら）
声 - ブリドカットセーラ恵美
東京武偵高校2年。専門科目は『強襲科』でランクはA。誕生日は4月8日。
CVRに勧誘されたこともある、容姿端麗な美少女。武装弁護士の家系出身で、武装検事を父に持つ志乃とは父親同士が裁判所で犬猿の仲。右手にはいつも扇子を持って歩いている。実家は鳥取で、感情が高ぶると因州弁（鳥取弁）口調になる。
金さえあれば何でもできると考えている高飛車かつサディストな性格で、特に小柄な女子を嫐る行為に快楽を見出す「チビ専」。カルテットで対戦相手になったあかり達を「仲良しごっこ」と小馬鹿にして、しかもカルテット当日には握手しようとしたあかりの手を閉じた扇で叩き払った。しかしそれにより奮起し特訓したあかり達に敗北することになる。以降、あかりの実力を認め彼女と友達になりたいと考えているが、コミュニケーション下手のために難航していた。それでも彼女なりの珍妙なアプローチを経て、遂にあかりから「友達」だと認められる。志乃と同様にあかりへの想いが行き過ぎ、敵対したが利害が一致した際には協力するストーカー仲間の関係。
原作者・赤松中学のお気に入りキャラでもある。
携帯している武器はスターム・ルガー・スーパーレッドホーク、フェンシングのフルーレ。
島 麒麟（しま きりん）
声 - 悠木碧
東京武偵高校中等部3年所属。専門科目は『特殊捜査研究科 （CVR）』 でランクはC。誕生日は12月24日。
語尾に「〜ですの」と付ける上品な言葉遣いの小柄な美少女だが、男性には全く興味がない。2年時は理子と戦姉妹契約を結んでおり、同様に制服をフリルだらけに改造している。「ジョナサン」という名のキリンのぬいぐるみを多数所持・常備していて、その中に銃や鈍器を隠している。
理子と戦姉妹契約を結んでいた頃に、彼女から中国武術（カンフー）の防御に関する部分だけを教わっている。他にもどこで会得したかは不明だが、第48弾では空蝉の術を披露した。クレープが好物らしく、よく食べている。
理子との戦姉妹の契約が切れて残念がっていたが、気持ちを切り替え「王子様タイプ戦姉」を探すことを決意。その矢先に誘拐事件に遭い、その場に現れ自分を救ってくれたライカに一目惚れし契約を申し込み、勝負を経て戦妹となる。
あかり達のパーティーでは参謀役のポジションにあたり、突飛な発想力で予想だにしない作戦を立てるのが得意。
携帯している武器はレミントン・ダブルデリンジャーとコルト・アナコンダ（威嚇用、ジョナサンの中に隠してある）。
乾 桜（いぬい さくら）
声 - 不明
東京武偵高校中等部3年所属で他組織（警察）で研修を受けている架橋生（アクロス）。ランクはB。
非常に生真面目かつ勤勉な性格。成績優秀・運動神経抜群・父親は麻布警察署の署長という肩書に加えて、戦闘訓練は無敗・無遅刻無欠席・経歴に負けやミスが一切無い完璧さから、「『何でも持ってる』桜さん」の通称を得ている。
ランク定期外考査の時にあかりと出会い、彼女のそれまでの試験成績の低さから本人を目の前にして「一番弱そう」、更には「Sランク武偵になるための踏み台」と言い放つなど、完全に見下していた。最後の実戦試験ではあかりを圧倒し追い詰めるが、持ち前の根性で逆転したあかりに敗北を喫す。後日あかりが「実戦試験」の名前通り実戦を意識して戦ったことを知り、反面試験官へのアピールに固執し得点稼ぎばかりしていた自分を省みて恥じる。その際にあかりへの評価も「自分にはない何かを『持ってる』」と改め、彼女との戦姉妹契約を申し出た。以降は正式な契約こそないものの、あかりたちと行動を共にしている。
法と正義のために戦う女の子5人の戦隊番組「警察戦隊ピーポニャン」の「ピーポレッド」の大ファンで、あかりの努力家な面にピーポレッドの面影を重ねている。
携帯している武器はS&W M60と警棒、手錠。

### 名古屋武偵女子校
間宮 ひかり（まみや ひかり）
声 - 不明
名古屋武偵女子校1年。専門科目は『強襲科』。あかりの従姉妹で間宮一族の分家「宵座」の出身。
一人称が「ボク」のボーイッシュな少女。日焼けした肌の持ち主。夏休み明けから東京武偵校1年A組に研修生として転入する。あかりとは昔から仲が良く、彼女からは「ひかちゃん」と呼ばれている。性格はしっかり者に見えて、実は考えなしの猪突猛進だったりする。
過去に暗殺・諜報といった裏稼業をやらされてきた宵座に生まれ、幼い頃から影で生きることを強いられてきたせいもあって、襲撃を受け散り散りになり陰に隠れて生きることになった間宮一族の現状に強い不満を抱いている。間宮が襲撃を受けたのは技術を陰で秘していたせいだと考えており、間宮の技を名古屋女子で公開して最強軍団を作った後に、間宮を武偵業界一の武術ブランドにすることを決意、そのために「女人望」持ちのあかりを利用しようと目論んでいた（もっとも理由はそれだけではなく、ひかり自身があかりに惹かれていて、「2人で新しい間宮を作りたい」と思っているのもある）。
負けた方が勝った方の言うことを何でも聞くという間宮同士の決闘「一つ契」に則り、あかりと対峙。互いの秘技を出し合う熾烈な戦いの末に敗北し、のぞみ・こだまと共に名古屋へ帰っていった。
携帯している武器は手甲。
間宮 のぞみ（まみや のぞみ）
声 - 不明
名古屋武偵女子校の生徒。専門科目は『強襲科』。ひかりの腹違いの姉。ウェーブのかかったロングヘアに眼鏡という出で立ちの美少女。
異母妹のひかりを溺愛しており、自分達の計画が成功した暁の成功報酬の「ひかり着せ替え年間フリーパス（おさわりフリー）」を楽しみにしている。
ひかりがあかりと戦っている間、「『狐取るなら油揚げ』作戦」であかりを誘惑するための勝負下着を買いに来た志乃に「カリスマ店員」を装って接近、上手く取り入って時間稼ぎ出来たかに見えたが、実際は途中から看破されていた。ひかりがあかりに敗北してからは彼女と共に大人しく名古屋へ帰郷し、その途中鯱の襲撃から自分達を救ってくれたアリアを気に入り、鯱とセットでゴスロリ服を着せたいと思っている。
間宮 こだま（まみや こだま）
声 - 不明
名古屋武偵女子校の生徒。専門科目は『強襲科』。ひかりの妹。小学生位の幼い無邪気な少女。髪型はツインテール。
ひかりがあかりと戦っている間、「『狐取るなら油揚げ』作戦」で愛沢姉妹を利用してライカに接近、追い詰めたかに見えたが途中から見抜かれており、逆に追い詰められた。ひかりがあかりに敗北してからは、ひかり・のぞみと共に大人しく名古屋へ帰郷した。
携帯している武器は偃月刀。
鯱 国子（しゃち こくこ）
声 - 不明
名古屋武偵女子2年筆頭の「軍紀委員長」。出征兵の監視と敗戦兵への制裁を受け持っている。出で立ちはアリアと似ており、違いは髪の色が黒という点など。一人称は「俺」。性格はかなり好戦的かつ凶暴。
あかり達に敗北したひかり達3人への制裁のため上京し、まとめて蹴散らすも、通りがかりで割り込んだアリア（とレキ）に惨敗した。この結果、アリアの強さに惚れ込み、「俺を嫁にしろ」と迫って彼女を困惑させた。
ナゴジョ戦では武極の腹心としてあかりたちを迎え撃つが、風圧で露になったナゴジョ制服を着たあかりの下着が、鯱の体が死角となって見えず、見えなかったために怒りを買い、理不尽な理由で志乃と麗に瞬殺された。
携帯している武器は2丁のスプリングフィールドXDと、新体操に使う様な合金製のリボン。
武極 昴（ぶきょく すばる）
名古屋武偵女子3年。統括委員長。制帽を被った長身長髪の女子生徒で、当代のナゴジョで1番強いとされている。左の二の腕に武偵高のタトゥーを入れている。
圧倒的カリスマと、常人の16倍の筋力を発揮できる特異体質を用いて旧校舎を占拠している。
徹底した武力第一主義かつ女性上位主義の持ち主で、男を排斥した「強い女だけの社会」の形成を目論んでいる。ナゴジョ支配から始まり、ゆくゆくは名古屋市を占領するだけに留まらず、独立国家「女日本」の建国を目標に掲げていたが、ひかりらを主体とする反対派とその協力者であるあかりたちの介入により失敗に終わる。その後は教師に諫められたことで方針転換し、武力ではなく愛をテーマにした女日本を目指すようになった。
武器は合金製の巨大な太刀。
向 那那子（むかい ななこ）
外交委員。各地の武偵高から強い女子武偵をスカウトし、招聘生名目でナゴジョに招き武極一派の戦力を増やしている。女子校に興味を持っていたライカを言いくるめてナゴジョに連れてくるが、麒麟の出現により他の招聘生共々戦意喪失させられる結果に終わった。

### 間宮家
間宮 ののか（まみや ののか）
声 - 水瀬いのり
『AA』に登場。あかりの2歳下の妹で、一般校に通う中学生。ドジな姉を支えるしっかり者。
2年前にイ・ウー特戦隊の襲撃を受けた際に夾竹桃から符丁毒を打ち込まれており、『武偵殺し』によるバスジャックが起きたその日に毒が発症し視力を失ってしまう。だが、あかりに逮捕された夾竹桃が解毒法を自白したお陰で回復した。
身体能力は高く、寝坊して学校に遅刻しそうになったときは、電柱から伸びる電線の上を歩くなどをしていた。
間宮 みすず（まみや みすず）
声 - 早水リサ
『AA』に登場。あかりとののかの母親。娘たち同様、童顔だが巨乳。一見淑やかな雰囲気の美女だが、あかりの回想ではかなりの手練だったことが窺える。「戦時が来たら人々を守るために戦って欲しい」という願いの元、あかりとののかがまだ幼い内から彼女達に間宮の術を伝承した。
間宮 こまち（まみや こまち）
間宮 トキ（まみや トキ）
間宮 つばめ（まみや つばめ）
間宮 もえぎ（まみや もえぎ）

### AA・その他
愛沢 湯湯（あいざわ ゆゆ）、愛沢 夜夜（あいざわ やや）
声 - 麻倉もも（湯湯） 、橋本ちなみ（夜夜）
東京武偵高校2年。専門科目は『強襲科』。
麗の取り巻きの双子。見分けがつくようにするためか、着用しているカチューシャにそれぞれ「や」と「ゆ」が書かれている。ややマゾヒストの気があり、自分達を完全に道具扱いする麗の人使いの荒さに愉悦を感じている。
ナジカの手によって、ナジカの姿に変装させられた麗に気づくなど、麗への忠義は高い。
携帯武器はMAC-10かMAC-11。
夾竹桃（きょうちくとう）
声 - 堀江由衣
『AA』に登場。理子の手引きによりジャンヌと共に武偵校に潜入していた『イ・ウー』の刺客。「魔宮の蠍」の異名を持つ猛毒使い。本名は鈴木桃子。千葉県出身。専門科は『鑑識科』。
セーラー服を普段着としている。日本人形の様に切り揃えられた黒髪を持つ、クールな雰囲気の美少女に見えるが、実年齢は24歳。東京大学薬学部卒。愛煙家らしく、煙管を愛用している（あかりには「喉の薬」と嘘をついている）。百合愛好家であり、「クリスチーネ桃子」というペンネームで自ら同人誌を執筆し、同期である理子やジャンヌにも手伝わせることがある。
「この世に自分の知らない毒が存在することが許せない」と公言するほどの毒使い。そのためには手段を選ばず、毒を他人に投与しては新たな毒の製法を強請り取るという行為を繰り返しており、風魔一族からも使用者でなければ解毒困難な猛毒「符丁毒」を奪っている。
間宮から奪った秘伝書から「鷹捲」を毒の一種と推測し、2年前にののかに打ち込んだ符丁毒の解毒を条件に「鷹捲」を得るべくあかりをイ・ウーに引き込もうと追い詰めるが、志乃を傷つけたことで怒ったあかりの鷹捲を喰らい敗北。求めていた物が毒でないことを身をもって知り、逮捕された。その後は夏コミへの参加を条件に司法取引を成立させ（AA4巻の巻末4コマより）、年齢を詐称しあかりのクラスメイトとして武偵高に編入している。あかりたちのことは同人誌のネタ元として密かにつけ回しており、その過程で第三者の暗躍などを知ると本人たちに警告している。
武器はワイヤー、M134。左手の爪にそれぞれ異なる毒を仕込んでいて、普段は手袋で隠している。更に体内に83種の毒を持っており、意図的に毒や薬の成分を分泌させて舌に滲ませられる。
水蜜桃（すいみつとう）
声 - 斎藤千和
アニメ版『AA』に登場。夾竹桃の姉で、本名は鈴木蜜子。26歳だが外見は緑色のショートヘアーの少女であり、妹以上に実年齢より若く見える。物静かな妹と比べ饒舌で、かつ口調が下品。ガトリング銃やグレネードランチャーを搭載した戦闘用特殊装甲車両を操る。
妹のバックアップのために武偵高近辺に潜伏していたが、あかりに逮捕された妹を奪還すべく現れ、アリアとあかりと交戦する。最後は2人に加え志乃ら仲間たちとの連携攻撃によって装甲車両を停止させられ逮捕、その後妹と共に司法取引を行った。
さしみ
田舎の海岸・猫ヶ浜にある民宿「うおやど」の女将の娘。ウェーブのショートカットと首筋のほくろが特徴の女の子。海水浴客の捨てるゴミのせいで海が汚れることを快く思ってはいない。
彼女が猫ヶ浜に訪れる客達の間で噂になっていた妖怪の正体。変装した姿で海猫様と名乗り、海水浴客を追っ払っていた。変装した姿であかり達を追い返そうとしたが返り打ちに合い、説教されることで反省した。
海猫（うみねこ）
あかり達が任務で赴いた猫ヶ浜に住む妖。猫の耳と尻尾を生やし、胸から下を鱗に覆われた女性の姿。地元では「猫海様」と民話として崇められて言い伝えられている。
ゴミ拾いをして、海を綺麗にしたあかり達にお礼として鯛を民宿の前に手紙と共に贈った。
その後、あかり達に依頼をしている。
中村 ナジカ（なかむら ナジカ）
「栗鼠娘（リスむすめ）」の異名を持つ泥棒の少女。肌は色黒で、髪型はサイドポニー。
狡猾な手口で犯行を行うが、盗みの利益は親のいない貧しい子供たちなどに分け与える義賊。
1度、桜によって窃盗行為を邪魔されたことを根に持っており、麗に化けた上で薬を盛ろうとしたが、本物の麗によって未遂に終わっている。
加納 ユキ（かのう ユキ ）
旧公安0課所属の女性。幼い見た目から潜入捜査を特技としている。
東京武偵高にも中等部の1年生として潜入しており、桜の持つ特殊な技能である『悪のニオイを嗅げる』ことが本当かどうかを確認すべく、一時的にあかりたちのグループに見習いとして加入している。

## 用語

### 武偵関連
武偵
凶悪化する犯罪に対抗するために新設された国家資格。語源は「武装探偵」の略。
武偵免許を持つ者は武装を許可され、逮捕権を有するなど警察に準ずる活動が可能になるが、あくまで武偵は金で動き、金さえ貰えれば武偵法の許す限りどんな仕事でも請け負うため「何でも屋」の側面がある。
また、同様に武装を許可された「武装弁護士」「武装検事」も存在する。
武偵ランク
武偵には通常EからAまでのランクが存在し、民間からの有償の依頼解決の実績や学科の各種中間・期末試験の成績からランク付けされる。Aランクの上に特別なSランクが存在し、限られた人物にだけそのランクが与えられている。
そしてSの上には、小国の軍隊を1人で相手にできる実力をもつRランクが存在する。
武偵弾
プロ武偵などに渡される特別な弾薬で種類は、炸裂弾（グレネード）・徹甲弾（ピアス）・破砕弾（クラック）・飛散弾（クラスター）・閃光弾（フラッシュ）・音響弾（カノン）・煙幕弾（スモーク）・焼夷弾（フレア）がある。数百万はくだらない。
武偵憲章
国際武偵連盟 （IADA）が発足時に作成した「武偵の心得」で、全部で10条ある。これらは作者の母校である高校の校訓を基盤に、アレンジを加えたものであることが言及されている。
1. 仲間を信じ、仲間を助けよ。
2. 依頼人との契約は絶対守れ。
3. 強くあれ。ただし、その前に正しくあれ。
4. 武偵は自立せよ。要請なき手出しは無用のこと。
5. 行動に疾くあれ。先手必勝を旨とすべし。
6. 自ら考え、自ら行動せよ。
7. 悲観論で備え、楽観論で行動せよ。
8. 任務は、その裏の裏まで完遂すべし。
9. 世界に雄飛せよ。人種、国籍の別なく共闘すべし。
10. 諦めるな、武偵は決して諦めるな。

武偵法
日本の武偵の行為に関する法律。9条で殺人禁止を定めている。また12条2項で仕事であれば武偵どうしの戦闘を認めている。
武偵校
武偵を育成する教育機関の総称。一般教育課程も履修するが、学業の大半は武偵に関する授業である。
東京武偵高校
レインボーブリッジ南方に浮かぶ南北およそ2キロメートル・東西500メートルの人工浮島に設立された、武偵を育成する総合教育機関。一般教育の他に武偵の活動に関わる専門科目を履修でき、学園や民間からの依頼を受けてそれをこなすことも授業の一環とされている（報酬は任務を遂行した本人に支給される）。
校則により校内での拳銃・刀剣の携帯が義務付けられており、制服は男女共に防弾繊維を使用した『防弾制服』である。進級に必要な単位は授業の他に、学園に寄せられる依頼をこなすことで獲得できる。
校章のモチーフは、犯罪を見いだす目と勇気を意味するトゲなどで構成されている。
強襲学部（アサルト）
強襲科・狙撃科などの戦闘向きの学科が属している。
強襲科（アサルト）
拳銃・刀剣その他の武器を用いた近接戦による強襲逮捕を習得する学科。主任は蘭豹。所属する学生の戦闘力は総じて高く、強襲科Sランクの生徒は、特殊部隊1個中隊と同等と評価される。日常的に激しい戦闘訓練があり、犯罪組織のアジトに突入する依頼が来るなど、他の学科と比較して、危険度は高い。卒業時の生存率が97.1パーセントと、約3パーセントの生徒が死亡するため、「明日無き学科」とも呼ばれる。
狙撃科（スナイプ）
狙撃、といった遠隔からの戦闘支援を習得する学科。主任は南郷。狙撃は極めて高い集中力を必要とするため、性格的な向き・不向きに左右される傾向が強く、強襲科への適正がある生徒には転科をうながすこともある。
諜報学部（レザド）
諜報科・尋問科という、主に犯罪組織、犯罪容疑者からの情報収集方法を習得する学科が属している。
諜報科（レザド）
特殊工作員を養成する学科。主任はチャン・ウー。犯罪組織に対する諜報・工作・破壊活動を主に学ぶ。学内での異変について、調査レポートを作成することもあるが、ガセが多いことでも有名。
尋問科（ダギュラ）
逮捕した犯罪容疑者から情報を引き出す方法いわゆる尋問を学ぶ学科。主任は綴。話術、心理学、人体学を学び、拷問方法ですら学ぶという噂もあるが、定かではない。
探偵学部（インケスタ）
主に犯罪調査、分析を担当する、探偵科・鑑識科が属する学部。
探偵科（インケスタ）
探偵術と推理学による調査・分析を習得する学科。主任は高天原。武偵高の中では比較的まともな教員が在籍しており、外部からの依頼で迷子や行方不明者を探したり、未解決事件のプロファイリングなども行っている。
鑑識科（レピア）
犯罪現場や証拠品の科学的検査を習得する学科。学内での事故や犯罪などの痕跡・遺留品の調査も担当している。探偵科と協力して捜査にあたることが多い。
兵站学部（ロジ）
実戦部隊の補助を担当する、装備科・車輌科が所属する学部。
装備科（アムド）
武偵活動における装備品の調達、カスタマイズ、メンテナンス方法を習得する学科。装備科はその性質上、機材の一括買い付けを行なっているため、他よりも安価で他学科の生徒へ弾薬などを販売している生徒もいる。
車輌科（ロジ）
武偵活動における車輌・船舶・航空機の運転操縦、整備を習得する学科。主任は江戸川。車輌科に在籍していると、取得可能な年齢に達していなくても運転免許を取得できるメリットがあるため、それ目当てで入学してくる学生も存在する。
通信学部（コネクト）
情報の伝達と集積を担う通信科・情報科が所属している。
通信科（コネクト）
通信機器を用いた情報連絡によるバックアップを学ぶ学科。事件現場で錯綜しがちな情報から必要なものを聞き分ける術のほか、盗聴なども学ぶ。緊急時だけでなく、イベント時などには学生や教員への連絡、放送を担当する。
情報科（インフォルマ）
情報処理機器を用いた情報収集と整理方法を学ぶ学科。大量に集積された有象無象の情報の中から、重要なものを選別して整理する方法が教えられる。校内用のイントラネットを管理しており、教務科からのお知らせや犯罪情報の掲載も行う。
衛生学部（メディカ）
負傷者や病人の治療にあたる、衛生科・救護科が所属する。衛生科は主に現場での治療を担当し、救護科は病院での治療を担当する。
衛生科（メディカ）
武偵活動の現場における、医療・救助活動を学ぶ学科。戦闘が行われている現場に飛び込んで治療を施すため、自衛程度の戦闘技術を習得する必要がある。
救護科（アンビュラス）
主に武偵病院に勤務する医師を育成する学科。主任は矢常呂。医師としての専門知識や技術を学ぶ。依頼や訓練で負傷、体調を崩した生徒の治療も担当している。専門棟には武偵病院が隣接している。
研究部（リサーチ）
超常的な知識や技術を研究する超能力捜査研究科・通称S研、美しい女性による捜査方法を研究する特殊捜査研究科・通称C研が所属している。
超能力捜査研究科 （SSR）
超能力・超心理学による犯罪捜査を行っている学科。日本各地の霊場で合宿を行うこともある。サイコメトリーやダウジングといった超能力捜査が主であるが、中には攻撃的な超能力をもつ人間もいる。
特殊捜査研究科 （CVR）
特殊条件下における犯罪捜査を学ぶ学科。主任は結城。いわゆる色仕掛けの罠ハニートラップの専門技術を磨く学科であり、美少女しか入科できない。諜報科でも手に負えないような相手に投入されるため、最も危険な任務に就く学科ともいえる。日焼けや寝不足などあらゆることに気をつけなければならない。
教務部（マスターズ）
武偵高の教員が在籍する、教務科が所属している。
教務科（マスターズ）
武偵高の教職員が所属している。前歴が自衛隊、警察OB、特殊部隊、傭兵、マフィア、殺し屋らしき人物まで多数在籍している。強襲科、地下倉庫と並ぶ東京武偵高の「3大危険地域」と呼ばれている。民間からの依頼の仲介は、教務科が行っている。
教養学部（コルト）
通常の高等教育のための学部。内容は一般高校と変わらない。
一般教科（ノルマーレ）
通常の高校と同じような一般教科を学ぶ学科。武偵高の生徒は全員ここに所属している。武偵高は専門学科ではなく、この一般学科でクラス分けされているため、同じクラスに様々な専門学科の生徒が混在している。
この他にもローマ武偵高の殲魔科（カノッサ）など、東京武偵高にはない学科もある。
中等部（インターン）
学園島外にあり、武偵高付属中学校の生徒が在籍している。武偵としての初歩的な教育が行われ、優秀と目された生徒はインターンとして武偵高に来ることもある。
名古屋武偵女子校
通称「ナゴジョ」。生徒の9割が強襲科という、軍人養成校の様なタカ派の学校。「自分は撃たれない」という自己顕示のために、防弾制服の丈がかなり短くなっている。校訓として1項「強きは美なり（ストロング・イズ・ビューティー）」、4項「邪魔する奴は皆敵とみなす」、8項「他者の下に敷かれる事まかりならず」、例外として16項「配偶者の下になら敷かれてもやむなし」がある。
チーム編成
武偵高の生徒が2年になると、2 - 8人のチームを組んで学校に登録すること。チーム編成は代表が申請を行い、修学旅行の直後に教務科から来る確認の電話に応答する形で承認を受ける。登録にどこの武偵高の出身か気付かれないように『防弾制服・黒（ディヴィーザ・ネロ）』を着て斜めを向きながら写真撮影を行うのが基本の流れとなる。
登録したチームは国際武偵連盟 （IADA） に登録され、将来も武偵はそのチームで活動するため、それを踏まえた上で戦略的に優れた編成を考えなくてはならない。
チーム・バスカービル
第7巻のチーム編成においてアリアによって結成された。リーダーをキンジ、副リーダーをアリア、メンバーは白雪・理子・レキの遠・中・近が整った最強の5人で、後にワトソンが専属の衛生武偵になった。キンジはチーム申請直前まで自分がメンバーに入ってることを知らなかった。
宣戦会議においてはチーム・バスカービルが1つの組織としての認識を受けており、イ・ウーを壊滅させ、抗争のきっかけを作った本人としてリーダーであるキンジが宣戦会議に呼び出された。
チーム名の由来はアリアが所有している土地（デヴォン州ダートムアにある）で初代シャーロック・ホームズが解決した事件バスカービルの魔犬から。
コンステラシオン
ジャンヌ・中空知ら女子4人の通信系チーム。チーム名は「星座」の意。ジャンヌを含め問題児ばかりで構成されており、そのせいで修学旅行IIの単位を落としたため、バスカービルを脱退させられたキンジを監査役としている。年明けに補習としてフランスで研修を行った。
キャリアGA
車輌科の武藤・鹿取と装備科の安齋・平賀のチーム。チーム名の由来は「運搬（キャリア）」と剛気のG、文のAから。
修学旅行I（キャラバン・ワン）
2年次に行われる修学旅行の1回目であり、名目上では普通の修学旅行になっているが、実際は生徒間でのチーム編成の最終調整するための行事。
修学旅行II（キャラバン・ツー）
2回目の修学旅行で、チーム毎に希望する外国の都市で研修活動を行う。
戦徒（アミカ）
登場した先輩の生徒が後輩の生徒とコンビを組み、1年間指導する二人一組（ツーマンセル）特訓制度。男子の場合「戦兄弟（アミコ）」、女子の場合「戦姉妹（アミカ）」と呼ばれる。男子生徒と女子生徒が組む異性間契約も可能。
エンブレム
強襲科推奨の戦姉妹試験勝負。30分以内に戦姉となる上級生から武偵高の校章の描かれた星型の「エンブレム」を奪うことができれば、戦姉妹契約が可能となる。
3日内解消規則（スリーデイズ・キャンセル）
戦姉妹契約から72時間以内に戦妹が私闘で負けたら契約が解消となる仕組み。戦姉が戦妹を守れなかったということになるため、再契約も不可能。
アミカ・グループ
戦妹同士がグループを作る制度。それぞれの戦姉からの指示を受け、協力して訓練する。推奨グループ人数は5人。
カルテット
1年は全員参加の4対4の実戦テスト。インターンの生徒も参加可能。
毒の一撃（プワゾン）
カルテットの競技の1つ。
2つの班はそれぞれ「ハチ」と「クモ」の描かれた攻撃用のフラッグと、守るための物である「目」の描かれたフラッグが与えられる。ルールは「目」のフラッグに攻撃用のフラッグを接触させれば勝ちというもの。フラッグの隠匿・班員間での受け渡し・敵からの奪取なども可能。試験場は武偵高第11区全体で、区内にある物ならば何を使っても良い。使用武器は非殺傷弾（ゴムスタン）のみ。
以上のようにルールこそシンプルであるが、隠匿・強襲・逃げ足・チームワークなど様々な能力が試される。
武偵ランク定期外考査
武偵校の生徒のランクを上げることを目的とした考査。筆記・実戦試験の成績や解決した事件の多さなどのデータを見て、教務科が許可を出した生徒のみ受けられる。PCを使った記述式試験・CQCと射撃による技能試験・教務科が定めた相手と1対1の対戦を行う実戦試験が主な内容。
戦兄、戦姉を持つ受験者がこの考査でランクを上げられなかった場合、その生徒の戦兄、戦姉には「人を育成できない」という評価が残り、彼ら彼女らの次回のランク考査に響く。
ガンチラ、ガンモロ
スカートが捲りあがり太もものホルスターにつけられた拳銃などが、一瞬またはモロに見えてしまうこと。また同様に背中に隠した刀剣が見えることをケンチラという。
少女返り
女子でも男勝りの活動が求められる武偵高において、その不自然さが原因で溜まったストレスの解消および心のバランスを取るため、自分にはないものを求め少女趣味に走ること。
絡指（らくし）
武偵同士が死地へ赴く際や別れをつげるために行う握手のようなもの。
自覚宣言（マニフェスト）
CVRの名物で、自分好みの少女達を集めた夢の世界よりも自分の戦妹を選ぶという宣言をさせるもの。
合姉妹（ランデ・ビュー）
教務科が選んだ先輩・後輩を1週間仮の戦姉妹にさせる制度。教務科のカップリングは精度が高く、90%がそのまま戦姉妹になる。
トライアングル
封建主義で学年を超えた力比べがなかなかできない武偵高において、10月にはスポーツの試合などを挑んでも失礼にはあたらないしきたり。。

### 能力・道具
ヒステリアモード（ヒステリア・サヴァン・シンドローム）
性的興奮によってβエンドルフィンが一定以上分泌されると、神経伝達物質を媒介し大脳・小脳・精髄といった中枢神経系の活動を劇的に亢進される状態のこと。ヒステリアモード時には思考力・判断力・反射神経・視力・聴力などが通常の30倍にまで向上する。遠山家の人間が持つ特異体質。
その代わり、女性のことを最優先で考えることで物事の優先順位付けが正しくできなくなったり、女性にキザな言動や対応を取ってしまうなどの反作用がある。名称はキンジが独自に名付けたもの。
本来は子孫を残すための体質であるため、男なら「女を守るために強く」なり、逆に女なら「男が守りたくなるような女になり、男心をくすぐるような仕草をするようになる」。つまり男はより強くなるが、女は格段に弱くなってしまう（そのため、アメリカが構想した『HSS』で強化した男女のコンビ「双極兄妹〈アルカナム・デュオ〉」は破綻している。キンジとGIIIによる男同士のコンビが結成されると多大な戦果を挙げているため、意図しない形では成功したといえる）。ただし、女性でも思考力・判断力の上昇は起こる為、戦闘には向かないだけで全くの無意味というわけではない。女性でも本人が男性であるという認識があれば戦闘力も向上する（ただし、恋心などで女性であることを認識してしまうと戦闘力は低下する）。また、年齢と共に子孫繁栄の意志は衰えていくため、加齢と共に性能は低下していく（10代後半が最も性能を発揮できる年頃とされる）。さらに過度の使用は神経伝達物質の亢進による大脳新皮質への負担により、数人に一人脳溢血を煩う危険性がある諸刃の剣でもある。
発動キーはβエンドルフィンで、異性に対する興奮以外でもヒステリアモードになることは可能。
元々遠山家だけに伝わる能力であったが、金一がイ・ウーに潜入した際に他のメンバーに伝授したため、能力の一部概要については知られている。また、金叉の遺伝子を手に入れたアメリカの手により、能力を受け継いだGIIIとかなめが第1世代として、かなでが第2世代として生み出されている。
ヒステリア・ノルマーレ
通常のヒステリアモード。
メザ・ヒステリア
甘（メザ）ヒスとキンジが名付けたもので、中途半端にヒステリアモードになりかかった状態。短時間ではあるものの能力が少し上昇する
ヒステリア・アゴニザンテ
死の危機に瀕した際に発現する。
ヒステリア・ベルセ
女性を他の男性に取られた際に、女を奪い返す。効果はノルマーレの1.7倍。ただし、思考が攻撃一辺倒になり状況把握が正確に行えなくる可能性がある、というデメリットもある。
ヒステリア・レガルメンテ
ベルセを何度も経験した者が複数の女性を傷つけられた際に発現する。通称「王者のHSS」。効果は通常の1.2倍×傷つけられた女性の数分の累乗倍。
ヒステリア・ワイズマン
しばらく性的興奮がしなくなるかわりに体にあまり力が入らなくなり攻撃力が皆無になる。遠山家に伝わる秘中の秘技。
ヒステリア・レヴェリ
回想による性的興奮で女性を介さなくてもヒステリア・モードを引き出す。ただし、通常のヒステリアモードより時間が短く、脳への負担も大きく脳溢血の症状を引き起こしやすくなる。
ヒステリア・ムンディオ
別名「家長のHSS」。父親となった者が危機に陥った子供を守るために発現する。

乗能力
特異体質によって身体能力を高める技能の総称。ヒステリアモードや可鵡韋のアクセスなどがこれにあたる。
超能力（ステルス）
数は多くないものの超能力を使う武偵や犯罪者も存在し、その研究も進められている。また、それらを使う武偵を「超偵」と呼ぶ。
超能力者にはその能力の強さに応じてランクが付けられ、G（グレード）で表記される数字が大きいほど強い能力者である。高ランクの能力は強力であるが、その分精神力の消耗も激しく長時間の使用には耐えられない。
色金（イロカネ）
人の心と繋がる金属のこと。その繋がりには超能力の力を供給する人に繋がる「法結び」と感情の繋がりである「心結び」の2種類がある。超常の力を与える物質であり、延命の効果もあるとされている。色金の能力を使いこなせる者は「超々能力者（ハイパーステルス）」と呼ばれる。
本質は意志を持つ金属であり、緋緋色金・瑠瑠色金・璃璃色金それぞれは意志を持っている。その意志は「一にして全、全にして一」。
緋緋色金（ヒヒイロカネ）
アリアの体内に埋まっている色金。現在は弾丸の形をとっていることから「緋弾」とも呼ばれる。能力としては全てを消し去る緋色の光弾を打ち出す「緋天・緋陽門」など、幾つかの現象を発生させることができる。
緋弾を継承させるには3つの条件がある。情熱的でプライドが高く子供っぽい性格であること。心理的に成長すること。能力を覚醒させるまで最低でも3年間は「緋弾」と共にあり続けること。
時間を超越する力もあり、この力により、シャーロックは3年前のアリアに「緋弾」を撃ち込んでいる。
緋緋神（ヒヒガミ）
緋緋色金に宿る意志。色金姉妹の長姉。本来人と関わらずに眠り続けることを望む他の色金姉妹と異なり、人間の情熱（恋心と闘争心）に魅入られて、色金を持つ者の意志を乗っ取って、人の世に混乱をもたらそうとしている。
殻金七星（カラガネシチセイ）
緋緋色金の保有者が緋緋神になることを恐れた星伽の巫女たちが編み出した7枚の特殊な殻（殻金）。緋緋色金に殻金を被せることで「法結び」だけを結ばせ、「心結び」から絶縁するというもの。アリアの体に埋まる緋弾にも殻金が被せてあった。
瑠瑠色金（ルルイロカネ）
ネバダ砂漠のエリア51に秘匿された色金で、現在は100年前のT型フォードの形にされている。
瑠瑠神（ルルガミ）
瑠瑠色金に宿る意志。色金姉妹の次姉。人と関わることを嫌っており、その禁を侵した緋緋神を殺す決意をしている。キンジ達の前に璃璃神を通して意志を現出させた。他の姉妹と違い特定の器を持たない。
璃璃色金（リリイロカネ）
ウルス族に伝わる色金。
璃璃神（リリガミ）
璃璃色金に宿る意志。色金姉妹の末妹。レキが言うところの「風」。瑠瑠神を呼び出すためだけにレキを器として現出し、ほとんど言葉を発しないまま姿を消した。
逆色金
神が人を乗っ取るための色金に対し、その神を人が乗っ取るため、ロスアラモスが作り上げた人工色金。色は白。瑠瑠色金を元に作られている。
符丁毒（ふちょうどく）
打たれて2年の後に発症し、ひとたび発症すれば8日の内に五感と命を奪う猛毒。その分子構造は暗号状になっており、製作者にしか解毒は不可能。元々は風魔一族の術であったが、夾竹桃によって奪われている。
先天性筋形質多重症
常人は一折りしかされてない筋フィラメントが、生まれつき多く折り重なっており常人とはかけ離れた怪力になる遺伝性の体質。筋フィラメントが追加で一折り増える度に筋出力が2倍となる。

### 組織関連
イ・ウー（伊・U）
数多くの超人的人材を擁する戦闘集団。第二次世界大戦中、枢軸国の共同計画として創設された超人兵士の育成機関がそのルーツである。組織名のイ・ウーは、組織の本拠地である原子力潜水艦・ボストーク号に書かれた「伊U」の文字をそのまま読んだ音を語源としている。核武装もしており、いかなる軍事国家も手出しできない戦闘集団である。組織内では戦時中の名残で、日本語とドイツ語を共通語としている。又「伊」「U」の文字はそれぞれ日本とドイツの潜水艦を示す隠語である。
組織での活動目的は自己の鍛錬や目的の実現など、各自の自主性に委ねられている。組織内に法規が存在せず、メンバー同士でも自己の目的の障害になるなら排除してもよしとする程に自由である。イ・ウーはトップである教授の絶対的な力によって束ねられていたが、彼の死期が近づくにつれ不安定になっていく。2009年7月、イ・ウーは世界に対して侵略行為を行おうと目論む「主戦派（イグナティス）」と教授の気質を継ぎ純粋に己の鍛錬を目的とする「研鑽派（ダイオ）」に分かれて一触即発の状態にあった。しかし、作中の展開の結果、教授が寿命を迎えたことで組織は解散し、残ったメンバーは各地に散っていっていき、組織としては消滅した。しかし、この出来事が極東戦役の引き金となる。
極東戦役においては、研鑽派が「師団」、主戦派が「眷属」に属する。
藍幇（ランバン）
中国・上海に本部を置く秘密結社。中国政財界の大物が幹部を務める拝金主義の組織であり、傘下の学校や企業をいくつも抱え、構成員は普通に日常生活を送っている非戦闘員も含めると100万人に上る。
極東戦役では「眷属」に属していたが、代表である孫をキンジが賭けで負かしたことで「師団」に鞍替えした。
魔女連隊（レギメント・ヘクセ）
大戦後、すぐにイ・ウーに逃亡してきた旧ナチス・ドイツの秘密部隊。ハインリヒ・ヒムラーが育成したアーネンエルベの超能力部隊。現在はその残党であり、「ならずものの国家」に高給で雇われる札付きのテロリスト部隊。
極東戦役では「眷属」に属する。
星伽神社
代々、武装巫女を育成すると同時に色金の情報の遣り取りをしてきた結社で日本各地に分社を構えている。緋緋色金に最も深い関わりがある。過去にレキの祖先である源義経が大陸に渡る後押しをしたり、緋緋神に対抗する手段として殻金七星を編み出した。白神山地の山奥にある。
その実態は緋緋色金の監視者であり、その役目を負う巫女は代々「緋巫女」と呼ばれている。邪馬台国の女王卑弥呼もその一人だったが、彼女は緋緋色金の力で世界征服を目論見、のちの時代にも似たような思想を持つ者が現れるなど星伽も一枚岩ではなく、現在に至るまでに何度か外部に色金の流出を許してしまっている。
遠山家とは長い付き合いであり、何代かに一度婚姻や養子縁組を行いより深い関係を構築している。
ウルス族（ウルス）
ロシアとモンゴルを挟むバイカル湖南方の高原に隠れ住む少数民族。チンギス・ハンこと源義経の戦闘技術を色濃く受け継いだ末裔の一族。レキがこの民族の出身で、かつては弓や長銃の腕を恐れられた傭兵の民。
時の流れと共に次第に数を減らしていき、現在ではレキを含めた女性47人しか残っていない。
星伽神社の伝承によると、色金の一つである璃璃色金とも繋がりがあり、過去にシャーロックが色金絡みの交渉に訪れていたことから、璃璃色金を所有している可能性が高い。
第7巻の宣戦会議ではレキが大使として参加し、ウルスが「師団」に所属することを表明した。
公安0課
正式名称「警視庁公安部 公安第0課」。職務上の殺人が容認されている、「殺しのライセンス」を持つ公務員。事業仕分けによって解体され、メンバーは東京地検特捜部に異動となっている。
全員が腕の立つ精鋭であり、強さ順に番号がふってある。獅堂は3で元メンバーのマキリは4。
宣戦会議（バンディーレ）
「師団」と「眷属」のどちらの連盟に付くかを決める会議。各組織が争い合っていた時代に核武装したイ・ウーが裏世界を中立したことで86年前を最後に休戦の状態が続いていた。
アリアとキンジの活躍によってイ・ウーが崩壊し極東戦役が始まったことで再び行われた。
極東戦役 （FEW）
イ・ウーが崩壊したことにより、先述の「宣戦会議」を経て始まった戦争の名称。
各組織は宣戦会議で「師団」と「眷属」のどちらの連盟に付くか中立になるかを選び、追及する物と優秀な人材の奪い合いを目的に連盟同士が争い合う。傭兵の雇用も認められている。
極東戦役を終わらせるには「師団」か「眷属」の全滅または降伏であり、条件付きの降伏も認められる。また、戦いにおいて、裏切り（寝返り）・奇襲など傍から見れば姑息な手も許される。しかし全面戦争は禁じられている。
欧州戦線にキンジが介入した結果、「殺しても死なない男を投入されてはこっちが負けるに決まってる」として眷属が停戦交渉に応じ、一応の終結を見た。ワトソン曰く、今後はキンジが生きている限りは戦乱に陥ることは無いだろうとのこと。
Gの血族（コラテラル・ブロス）
遠山金叉「THE GOLDEN CROSS」の遺伝子を受け継いでいる、金一（カナ）、金次（キンジ）、金三 (GIII)、金女 (GIV)、金天 (GV) の5人の総称。「G」とは「GOLD（金）」の意味であり、GIII、GIVのコードネームは血族の誕生順（GIIIが生み出される前、金叉の実子として金一が既に生まれ、第二子のキンジも誕生予定であったことから）を示す。
鬼ノ國（キノクニ）
鬼たちの本拠地。パラオ沖のフィリピン海に浮かぶ島で、旧日本軍が南洋諸島に設置した原油の採掘設備の遺構にマングローブが生え、島になっている。
ノーチラス
通称「N」。モリアーティが率いる組織。神話に登場するような存在が在籍している組織であり、そうした存在が現在の社会で差別なく生きられる世界を作るために現在の文明の破壊をもくろんでいる。
一枚岩ではなく、モリアーティ派とネモ派で内部争いが発生している。
遠山武偵事務所（とおやまぶていじむしょ）
キンジと中空知が編入先の武偵高を揃って退学処分になり、武偵免許を失効しそうになったための免許維持の手段として設立した企業。
阿久津の差金で青山にある潰れた饅頭工場を事務所にすることになったが、宣伝目的で作った饅頭「武偵まん」が「食べる防犯グッズ」として若い女性の間でヒットし、高い利益を得た。
その後、原宿に2号店「TBJ（タベルジェ）」をオープンさせた。中空知が社長業を引き継いでからは従業員は15名となっている。
パンスペルミア
賛成派の扉と、反対派の砦の2つの派閥が存在する。
星伽は中立、玉藻と伏見は砦。アメリカ政府は砦。
間宮家
『AA』の主人公、あかりの生家。公儀隠密を務めていた間宮林蔵の子孫で、生死を懸けた戦いを潜り抜けながら戦技を培い、後世へと伝えてきた。
一族は要人警護などの表舞台に立つ本家の「暁座」、暗殺や諜報といった裏の仕事を受け持つ分家「宵座」が存在する。また、本家には「女人望」という、同性を惹き付けるカリスマ性を持つ女性がたまに現れる。
本家は茨城県にあったが、イ・ウー特戦隊の襲撃を受けてからは散り散りになっている。

### 技一覧
キンジ
銃弾斬り（スプリット）
飛んできた弾丸を斬る技。
二指真剣白羽取り（エッジ・キャッチング・ピーク）
人差し指と中指を使って片手で剣を受け止める技。
銃弾撃ち（ビリヤード）
飛んできた銃弾を自分の撃った銃弾で弾く技。鐵と金一が遠山家の宴会でやっていた際に見て覚えている。
鏡撃ち（ミラー）
銃弾撃ちの応用技で、相手の銃弾を弾いて相手の銃口へ跳ね返す攻防一体の技。
連鎖撃ち（キャノン）
銃弾撃ちの派生。1発の銃弾で2発以上の銃弾を弾くような射角で撃つ技。
砲弾撃ち（パトリオット）
銃弾撃ちの派生。飛んできた砲弾を自分の撃った砲弾で弾く技。
一人銃弾撃ち（ひとりビリヤード）
ベレッタとデザート・イーグルの弾速の違いを利用し、銃弾撃ちを一人で行って着弾点を変える技。
不可視の銃弾（インヴィジビレ）
目にも留まらない速度の早撃ち技で、遠山金一と同様の技。ただし、オートピストルという特性上、金一が使うシングルアクションリボルバーより一瞬遅い。
弧弾（アーク）
射撃線上の味方を陰にして向こう側にいる敵を撃つ技で、発砲した銃弾に刃物で傷を付け、通常真っ直ぐにしか飛ばない銃弾の軌道を変化させるもの。
銃弾噛み（バイツ）
銃弾を噛んで止める技。ただし、弾丸の勢いは止めきれず、使った後には昏倒してしまう欠点がある。キンジは奥歯にある銀歯で挟むようにしている。
桜花（おうか）
体の各部位を連動して加速させる技。時速1236キロまで出すことができ、主に殴打に用いている。陽菜の技がモデルとなっている。
8倍桜花
全身の筋骨を連動させることで、マッハ8の速度を出す技。技の性質上、秋水を併用しなければ、空気との摩擦熱によって腕が燃え上がりかねない。
橘花（きっか）
桜花を逆ベクトルに放ちつつ、相手の打撃エネルギーを受け取る技。減速防御に用いる第2の桜花。
桜星（おうせい）
GIIIとの合同技。GIIIの流星で体を押し出してもらい、その勢いを桜花に上乗せすることで、マッハ2の速度で相手を殴りつける人間砲弾技。
頭突き送弾（クドテット）
桜花気味に頭を振ることで、前後からの射撃を頭で軌道修正して、撃ってきた敵を狙う技。
那由多（なゆた）
身体の左右で別の桜花を作り出し、交互に打ち出す技。元々は対獅堂用に編み出した技。
玖那由多（くなゆた）
那由多の派生技。那由多で上回りきれないほどの再生速度を上回るため、両腕に加えて頭、足、肘、膝とあらゆる部位を使って4.5倍にまで威力を上げる。
炸覇（さくは）
桜花の衝撃波を前方に飛ばす技。反動は橘花で相殺する必要がある。原田静刃のサクガのパクリ。遠山家の素手技に似たような技で「扇覇（せんぱ）」という技があり、バスを横転させるほどの威力がある。しかし、橘花での反動相殺制御を誤ると衝撃波そのものも打ち消してしまい、何も起こらなくなってしまう。
銃弾逸らし（スラッシュ）
片手真剣白刃取りの応用技で、飛んできた銃弾を左右の手の人差し指と中指で挟んで、片方の指で銃弾を減速させ、残る一方で軌道を僅かに逸らす技。使った後は両手とも突き指をしてしまうため、オロチを装備するようになった。
誘導弾逸らし（スラッシュII）
銃弾逸らしの派生技。全身を使うことでミサイルを弾き返す。
螺旋（トルネード）
片手での銃弾逸らし。
銃弾返し
螺旋の応用技。
砲弾返し（カタパルトII）
銃弾返しの派生。砲弾の推進力を活かしたまま、体を軸にした状態で腕を使い、砲弾をUターンさせる技。
跳弾射撃（エル）
物に跳ね返らせた弾で敵を撃つ技。
目隠し二重跳弾射撃（ブラインド・エル・エル）
ヒステリアモードの空間把握力を頼りに見えない箇所にあるものを跳弾で撃つ技。
絶牢（ぜつろう）
合気術の応用で、自らの重心を肉体の完全な中央に据えた上で全身を回転扉のように使い、敵による打撃の威力を利用するカウンターの構え。
絶花（ぜっか）
絶牢を絶牢で返す二重カウンター技。
銃弾掴み（ゼロ）
弾丸と同じ速度で捻りを加えながら腕を引きつつ銃弾を掴んで弾丸の運動エネルギーをゼロにして銃弾を掴む。GIIIすらやったことがないと言わしめる人間離れした技。鐵の箸で蝿を掴んだ時をモデルにしている。
潜林（せんりん）
敵の足と足の間を這って通過する遠山家の秘技。元々は騎馬や雑兵に守られた大将を取りに行くために開発された技で、本来は通過すると同時に敵のアキレス腱を切りながら進む。
矛盾 / 矛盾の傘（ディスコルダンツァ）
スクラマ・サクスをレーザーの進行上に投げることで盾とする技。これだけでは防ぎきれず、アリアの撃った銃弾と合わせることでようやく防いだ。
一発でスクラマ・サクスは破壊されたため、孫戦限りの一発技のはずだったが、緋緋神3人戦にて、瑠瑠神の力を借りて色金止女でも行った。
ノヌガーレ
3方向からのレーザーを≠(ノットイコール)の形で撃たせることによって、2発を空撃ちさせる技。
猾経（かっこう）
記憶に鍵言葉を作り出し、思い出しやすくする記憶定着術であり、遠山家では封印されてきたが、偶然にも発見した金一とキンジはやりかたを見たあと、再度巻物を元あったように封印している。
回天（かいてん）
体の前後から同時に桜花を当てて、無理やり心臓の鼓動を再開させる起死回生技。技の特性上、1度死ぬのでヒステリア・アゴニザンテを発現する。
羅刹（らせつ）
左胸に掌底を当てることで心臓震盪を引き起こして心臓を停止させる一撃必殺の技。閻が使った直後に見様見真似で放った。性質上、武偵法9条を破ることになるので人間相手には使えない。
元々は閻の先祖、酒呑を源頼光が討ったときに使った技の1つ。本来は苦痛すら与えさせずに即死させるが、源頼光と閻経由で習得したため、キンジが使う物はかなり威力が落ちている。
雨水簾（うすいすだれ）
遠山家の技で、液体を避ける技。本来は中途半端にしかかわすことができないが、キンジは自分の吹いた飲み物を避けた理子の動きも参考にして、宙に舞う液体を地面に落下する前にすべて器に戻している。
鉄風（テンペスト）
両手に持った銃から銃弾を乱射して、その全ての挙動を把握して相手を圧倒する技。技の発動には事前に相手の次の動作が分かっていないとできない。拳銃の装弾数を機関銃並みにすることが可能なヤマタノオロチありきで初めて成立する技。
本来はカナとの戦闘を想定して編み出した技。
ヰ筒取り（いづつどり）
相手の携行武器をスリ取る技。遠山景晋が自身の部下であった間宮林蔵の鳶穿を真似たものだが、使用に両手が必要かつ表面に携行しているものしか狙えないという制約がある。
壕蜥蜴（ほりとかげ）
物音をたてずに、壁や床を這う技。

白雪
緋炫毘（ヒノカガビ）
刀身に焔を纏わせる技。
緋炫毘・双琥（ソウコ）
2つの刃に炎を纏わせる技。
緋炫毘・胡蝶（コチョウ）
打ち下ろしと切り上げでV字を描くようにする技。
緋炫毘・環日（タマキビ）
日輪のような軌跡で斬撃を放つ技。
緋火虞鎚（ヒノカグツチ）
緋火虞鎚・焔二重（ホムラフタエ）
2つの刀を上段から振り下ろす技。
緋緋星伽神（ヒヒホトギカミ）
星伽候天流の奥義。力を溜めた居合い抜き。ジャンヌのデュランダルや、かなめの超振動刀を真っ二つにするほどの威力があるが、力を溜めるための隙が大きいのが弱点。
緋緋星伽神・双重流星（フタエノナガレボシ）
十字にした2つの刀を渾身の力で振るい、深紅の光を放つ技。光が当たった箇所は大爆発をおこす。
緋緋星伽神・斬環（ザンカン）
斬った箇所が光が迸る技。
伍法緋焔札（ゴホウノヒホムラフダ）
5枚の御札を火球にして相手に飛ばす術。
伍法緋焔羽（ゴホウノヒホムラバネ）
羽子板によって羽根飾りがついた羽根を打ち出す技。打ち出された羽根は目標に当たった瞬間に炸裂する。
風条撥止（フウジョウハツシ）
全身を捻りながら両手に持つ刀で、飛来する物を弾く技。
星伽巫扇 - 風神駁（ホトギフセン - フウジンバク）
看板ほどの扇で突風をおこす技。
伍法緋焔羽（ゴホウノヒホムラバネ）
5つの羽根つきの弾を、羽子板を回して打ち出す技。
緋焔・焦壁（ひほむら・こぎかべ）
腕を振るった動作によって目の前に、2メートルの高さの炎の壁を発生させる技。
緋焔・焦矢来（こぎやらい）
両腕を振るい、焦壁の半分の1メートルほどの高さの炎の壁を生み出す技。

間宮一族
鳶穿（とびうがち）
日本武道の歩法と構えをベースとした、敵の眼球や内臓を素手で毟り取る忍びの殺法。あかりはカウンター時に限り相手の持ち物をスリ取る技に改変して使用している。
十弩（トウド）
心臓や目など、敵の急所5ヶ所に弾丸を2発ずつ、計10発撃ち込む技。あかりはこれを片手撃ちかつ標的を見ずに行えるが、「武偵の技じゃない」と忌避して使用を封じている。そのため普段の射撃の腕に悪影響を与えてしまい、100発中6、7発しか当てられないほどの惨憺たるものになっている。
鷹捲（たかまくり）
間宮の長子のみに伝えられる、ジャイロ効果によって増幅・集約した体内のパルスを利用した振動破壊の技。
鷲抂（わしお）
脳漿に集中する波形長に整調したパルスを相手にぶつけ、喰らった相手に半日程度の幼児退行を起こさせる。その効果から、江戸時代の武士にとっては切腹ものの技として恐れられていた。
梟挫（ふくろうざ）
整流により人体パルスのU字壁を作り相手の攻撃を跳ね返す秘技。暴走した間宮の人間を止めるために暁座に伝わっている。
鳳（おおとり）
2人で発動する技。1人が自身の身体に体内のパルスを一点に集約させ、もうひとりがそれを背後から打ち出す技。相手の守りをすり抜けてダメージを与えられるが、パルス集約を受け持つ側もダメージを受けるリスクがある。

金叉
絶閂（ぜっかん）
遠山家の技。源義経に味方していた遠山家の者が、武蔵坊弁慶の最期を見て編み出した技。絶牢とは違い、運動エネルギーを足から地下へと逃がすため少しずつ足が地中にめり込んでいく。
擬奇屍（もどきかばね）
遠山家の技で、戦場の死体のふりをして、通りかかった敵に奇襲する技。研鑽が積まれ、今では発展して自ら仮死状態になれる。

## 既刊一覧

### 小説
英語版はデジタルマンガ、台湾では尖端出版から、中国では湖南美術出版社から発行されている。21巻以降は表紙に巻数の算用数字が付記されている。
- 赤松中学（著）・こぶいち（イラスト） 『緋弾のアリア』 メディアファクトリー→KADOKAWA〈MF文庫J〉、既刊44巻（2025年6月25日現在）

| 巻数   | サブタイトル                        | 初版第一刷発行日 | 発売日         | ISBN              | 台湾での出版日付 | 台湾でのISBN                                      | 中国での出版日付 | 中国でのISBN      | 英語版の出版日付 | 英語版のISBN      |
| ------ | ----------------------------------- | ---------------- | -------------- | ----------------- | ---------------- | ------------------------------------------------- | ---------------- | ----------------- | ---------------- | ----------------- |
| 1      | -                                   | 2008年8月31日    | 2008年8月25日  | 978-4-8401-2401-0 | 2009年10月23日   | 978-957-10-4144-5                                 | 2012年9月20日    | 978-7-5356-5600-1 | 2013年8月28日    | 978-1-6131-3642-3 |
| 2      | 燃える銀氷                          | 2008年12月31日   | 2008年12月25日 | 978-4-8401-2600-7 | 2010年1月26日    | 978-957-10-4204-6                                 | 2012年10月5日    | 978-7-5356-5622-3 | 2014年5月22日    | 978-1-6131-3724-6 |
| 3      | 蜂蜜色の罠                          | 2009年3月31日    | 2009年3月25日  | 978-4-8401-2720-2 | 2010年4月12日    | 978-957-10-4252-7                                 | 2012年12月5日    | 978-7-5356-5788-6 |                  |                   |
| 4      | 堕ちた緋弾                          | 2009年8月31日    | 2009年8月25日  | 978-4-8401-2873-5 | 2010年7月9日     | 978-957-10-4319-7                                 | 2013年2月25日    | 978-7-5356-6010-7 |                  |                   |
| 5      | 序曲の終止線                        | 2009年12月31日   | 2009年12月25日 | 978-4-8401-3126-1 | 2010年11月19日   | 978-957-10-4370-8                                 | 2013年6月5日     | 978-7-5356-6212-5 |                  |                   |
| 6      | 絶対半径2051                        | 2010年4月30日    | 2010年4月23日  | 978-4-8401-3281-7 | 2011年2月9日     | 978-957-10-4422-4                                 | 2013年10月5日    | 978-7-5356-6525-6 |                  |                   |
| 7      | 火と風の円舞                        | 2010年8月31日    | 2010年8月25日  | 978-4-8401-3486-6 | 2011年7月1日     | 978-957-10-4558-0                                 |                  |                   |                  |                   |
| 8      | 螺旋の天空樹                        | 2010年12月31日   | 2010年12月24日 | 978-4-8401-3678-5 | 2011年10月28日   | 978-957-10-4628-0                                 |                  |                   |                  |                   |
| 9      | 蒼き閃光                            | 2011年3月11日    | 2011年3月25日  | 978-4-8401-3859-8 | 2012年1月5日     | 978-957-10-4711-9                                 |                  |                   |                  |                   |
| 10     | 禁忌の双極                          | 2011年7月31日    | 2011年7月25日  | 978-4-8401-3969-4 | 2012年5月31日    | 978-957-10-4819-2                                 |                  |                   |                  |                   |
| 11     | Gの血族                             | 2011年12月31日   | 2011年12月22日 | 978-4-8401-4331-8 | 2013年1月4日     | 978-957-10-5109-3                                 |                  |                   |                  |                   |
| 12     | 狼狗に降る雪                        | 2012年5月31日    | 2012年5月25日  | 978-4-8401-4579-4 | 2013年2月22日    | 978-957-10-5110-9                                 |                  |                   |                  |                   |
| 13     | 反撃の九龍                          | 2012年8月31日    | 2012年8月24日  | 978-4-8401-4682-1 | 2013年6月7日     | 978-957-10-5239-7                                 |                  |                   |                  |                   |
| 番外編 | リローデッド キャストオフ・テーブル | 2012年12月31日   | 2012年12月25日 | 978-4-8401-4932-7 | 2013年8月16日    | 978-957-10-5281-6                                 |                  |                   |                  |                   |
| 14     | 招かれざる海霧                      | 2013年4月30日    | 2013年4月25日  | 978-4-8401-5161-0 | 2013年9月18日    | 978-957-10-5357-8 EAN 471-770-22-5731-6(特裝版)   |                  |                   |                  |                   |
| 15     | 哿と銀氷                            | 2013年8月31日    | 2013年8月25日  | 978-4-8401-5283-9 | 2014年1月10日    | 978-957-10-5448-3                                 |                  |                   |                  |                   |
| 16     | 星の砦の秂狼                        | 2013年12月31日   | 2013年12月25日 | 978-4-04-066156-8 | 2014年6月20日    | 978-957-10-5584-8 EAN 471-770-22-6085-9（特裝版） |                  |                   |                  |                   |
| 17     | 緋弾の叙唱                          | 2014年4月30日    | 2014年4月25日  | 978-4-04-066717-1 | 2014年8月7日     | 978-957-10-5633-3                                 |                  |                   |                  |                   |
| 18     | 星条旗の覇道                        | 2014年8月31日    | 2014年8月25日  | 978-4-04-066954-0 | 2015年1月22日    | 978-9-57-105833-7                                 |                  |                   |                  |                   |
| 19     | 小舞曲を御一緒に                    | 2014年12月31日   | 2014年12月25日 | 978-4-04-067314-1 | 2015年5月21日    | 978-957-10-5963-1 EAN 471-770-226-654-7(特裝版)   |                  |                   |                  |                   |
| 20     | 恋と戦の超伝導                      | 2015年5月31日    | 2015年5月25日  | 978-4-04-067612-8 | 2015年11月23日   | 978-957-10-6190-0                                 |                  |                   |                  |                   |
| 21     | 秋霜烈日の獅子                      | 2015年8月31日    | 2015年8月25日  | 978-4-04-067750-7 | 2016年4月1日     | 978-957-10-6540-3                                 |                  |                   |                  |                   |
| 22     | 彗星よ白昼夢に眠れ                  | 2016年4月30日    | 2016年4月25日  | 978-4-04-068011-8 | 2016年9月30日    | 978-957-10-6844-2                                 |                  |                   |                  |                   |
| 23     | 不可知の銃弾                        | 2016年8月31日    | 2016年8月25日  | 978-4-04-068600-4 | 2017年2月2日     | 978-957-10-7093-3                                 |                  |                   |                  |                   |
| 24     | 狂逸の同窓会                        | 2016年12月25日   | 2016年12月23日 | 978-4-04-068772-8 | 2017年4月27日    | 978-957-10-7352-1                                 |                  |                   |                  |                   |
| 25     | 羅馬の軍神星                        | 2017年4月25日    | 2017年4月25日  | 978-4-04-069183-1 | 2017年8月11日    | 978-957-10-7452-8 EAN 471-770-226-654-7 (特裝版） |                  |                   |                  |                   |
| 26     | 闇穿つ大蛇                          | 2017年9月25日    | 2017年9月25日  | 978-4-04-069397-2 | 2018年2月1日     | 978-957-10-7927-1                                 |                  |                   |                  |                   |
| 27     | 那由多の弾奏                        | 2018年1月25日    | 2018年1月25日  | 978-4-04-069607-2 | 2018年7月9日     | 978-957-10-8205-9                                 |                  |                   |                  |                   |
| 28     | 絶島の珊瑚礁                        | 2018年5月25日    | 2018年5月25日  | 978-4-04-069863-2 | 2018年11月8日    | 978-957-10-8307-0                                 |                  |                   |                  |                   |
| 29     | 盟約の諜候                          | 2018年8月25日    | 2018年8月25日  | 978-4-04-065096-8 | 2019年1月22日    | 978-957-10-8452-7 EAN 471-296-635-796-3（特裝版） |                  |                   |                  |                   |
| 30     | 茉莉花を追え                        | 2018年12月25日   | 2018年12月25日 | 978-4-04-065387-7 | 2019年4月3日     | 978-957-10-8515-9                                 |                  |                   |                  |                   |
| 31     | 静かなる鬼                          | 2019年6月25日    | 2019年6月25日  | 978-4-04-065794-3 | 2019年11月15日   | 978-957-10-8749-8                                 |                  |                   |                  |                   |
| 32     | 蒼穹の密使                          | 2019年12月25日   | 2019年12月25日 | 978-4-04-064260-4 | 2020年7月31日    | 978-957-10-8922-5                                 |                  |                   |                  |                   |
| 33     | 花冠の帰還兵                        | 2020年6月25日    | 2020年6月25日  | 978-4-04-064731-9 | 2021年1月14日    | 978-957-10-9304-8                                 |                  |                   |                  |                   |
| 34     | 早天の嚮導艦                        | 2020年12月25日   | 2020年12月25日 | 978-4-04-680074-9 | 2021年8月2日     | 978-626-30-8323-3                                 |                  |                   |                  |                   |
| 35     | 侵掠の花嫁                          | 2021年6月25日    | 2021年6月25日  | 978-4-04-680514-0 | 2022年2月10日    | 978-626-31-6386-7                                 |                  |                   |                  |                   |
| 36     | 綺羅月に翔べ                        | 2021年12月25日   | 2021年12月24日 | 978-4-04-680999-5 | 2022年10月6日    | 978-626-33-8487-3                                 |                  |                   |                  |                   |
| 37     | 第三の男                            | 2022年6月25日    | 2022年6月24日  | 978-4-04-681479-1 |                  |                                                   |                  |                   |                  |                   |
| 38     | 愛を忘れはしない                    | 2022年12月25日   | 2022年12月23日 | 978-4-04-682032-7 |                  |                                                   |                  |                   |                  |                   |
| 39     | 荒脛巾の巫女                        | 2023年6月25日    | 2023年6月23日  | 978-4-04-682565-0 |                  |                                                   |                  |                   |                  |                   |
| 40     | 尻尾の女                            | 2023年12月25日   | 2023年12月25日 | 978-4-04-682981-8 |                  |                                                   |                  |                   |                  |                   |
| 41     | 原罪の龍王                          |                  | 2024年6月25日  | 978-4-04-683701-1 |                  |                                                   |                  |                   |                  |                   |
| 42     | ゼロの帰隊                          |                  | 2024年12月25日 | 978-4-04-684342-5 |                  |                                                   |                  |                   |                  |                   |
| 43     | ローマで返して                      |                  | 2025年6月25日  | 978-4-04-684884-0 |                  |                                                   |                  |                   |                  |                   |

- 赤松中学（著）・こぶいち（イラスト） 『緋弾のアリアAA』 KADOKAWA〈MF文庫J〉、既刊4巻（2015年12月25日現在）

| 巻数 | 初版第一刷発行日 | 発売日         | ISBN              |
| ---- | ---------------- | -------------- | ----------------- |
| 1    | 2015年1月31日    | 2015年1月23日  | 978-4-04-067354-7 |
| 2    |                  | 2015年7月24日  | 978-4-04-067653-1 |
| 3    | 2015年9月30日    | 2015年9月25日  | 978-4-04-067775-0 |
| 4    |                  | 2015年12月25日 |                   |

### 漫画

#### 緋弾のアリア → 緋弾のアリア 紫電の魔女 → 緋弾のアリア Gの血族
『月刊コミックアライブ』（同社）にて2009年11月号より連載開始。作画はこよかよしの。原作をほとんど差異なくコミカライズしたもの。2018年5月発売の単行本は当初従来のタイトルで発売される予定だったが、新章突入に合わせてタイトルが変更され、巻数と話数もリセットされた。2020年2月発売の単行本より、同様の理由でタイトルが再変更された。なお、これらは間を空けずに連載が続いており、総巻数は20を越えていることになる。2022年8月号まで掲載された後、『ComicWalker（現・カドコミ）』の「アライブ＋」レーベルに移籍して同年7月27日から2025年2月17日まで連載された。
- 赤松中学（原作）・こぶいち（キャラクター原案）・こよかよしの（作画） 『緋弾のアリア』 メディアファクトリー→KADOKAWA〈MFコミックス アライブシリーズ〉、全16巻
  1. 2010年4月30日初版第一刷発行（4月23日発売[書 49]）、ISBN 978-4-8401-3316-6
  2. 2010年8月31日初版第一刷発行（8月23日発売[書 50]）、ISBN 978-4-8401-3362-3
  3. 2011年3月31日初版第一刷発行（3月23日発売[書 51]）、ISBN 978-4-8401-3770-6
  4. 2011年7月31日初版第一刷発行（7月23日発売[書 52]）、ISBN 978-4-8401-4014-0
  5. 2011年12月31日初版第一刷発行（12月22日発売[書 53]）、ISBN 978-4-8401-4080-5
  6. 2012年5月31日初版第一刷発行（5月23日発売[書 54]）、ISBN 978-4-8401-4468-1
  7. 2012年12月31日初版第一刷発行（12月22日発売[書 55]）、ISBN 978-4-8401-4765-1
  8. 2013年8月31日初版第一刷発行（8月23日発売[書 56]）、ISBN 978-4-8401-5304-1
  9. 2013年12月31日初版第一刷発行（12月21日発売[書 57]、ISBN 978-4-04-066145-2
  10. 2014年8月31日初版第一刷発行（8月23日発売[書 58]）、ISBN 978-4-04-066828-4
  11. 2014年12月31日初版第一刷発行（12月22日発売[書 59]）、ISBN 978-4-04-067219-9
  12. 2015年8月31日初版第一刷発行（8月22日発売[書 60]）、ISBN 978-4-04-067574-9
  13. 2016年1月31日初版第一刷発行（1月23日発売[書 61]）、ISBN 978-4-04-067856-6
  14. 2016年9月23日初版第一刷発行（同日発売[書 62]）、ISBN 978-4-04-068547-2
  15. 2017年3月23日初版第一刷発行（同日発売[書 63]）、ISBN 978-4-04-069123-7
  16. 2017年9月23日初版第一刷発行（同日発売[書 64]）、ISBN 978-4-04-069368-2
- 赤松中学（原作）・こぶいち（キャラクター原案）・こよかよしの（作画） 『緋弾のアリア 紫電の魔女』 KADOKAWA〈MFコミックス アライブシリーズ〉、全4巻
  1. 2018年5月23日初版第一刷発行（同日発売[書 65]）、ISBN 978-4-04-069832-8
  2. 2018年8月23日初版第一刷発行（同日発売[書 66]）、ISBN 978-4-04-065147-7
  3. 2019年2月23日初版第一刷発行（同日発売[書 67]）、ISBN 978-4-04-065558-1
  4. 2019年8月23日初版第一刷発行（同日発売[書 68]）、ISBN 978-4-04-065869-8
- 赤松中学（原作）・こぶいち（キャラクター原案）・こよかよしの（作画） 『緋弾のアリア Gの血族』 KADOKAWA〈MFコミックス アライブシリーズ〉、全6巻
  1. 2020年2月21日発売[書 69]、ISBN 978-4-04-064378-6
  2. 2020年8月20日発売[書 70]、ISBN 978-4-04-064842-2
  3. 2021年2月22日発売[書 71]、ISBN 978-4-04-680148-7
  4. 2021年7月21日発売[書 72]、ISBN 978-4-04-680543-0
  5. 2022年2月22日発売[書 73]、ISBN 978-4-04-681130-1
  6. 2025年2月21日発売[書 74]、ISBN 978-4-04-684090-5

#### 緋弾のアリアAA（ダブルエー）
『ヤングガンガン』（スクウェア・エニックス）にて2010年22号から2018年11号まで連載された。2015年10月に『ガンガンONLINE』で第1話の出張掲載を行った。作画は橘書画子。原作者の書き下ろしで、アリア達の後輩武偵「間宮あかり」を主人公に本編とは別視点で展開される。
- 赤松中学（原作）・こぶいち（キャラクター原案）・橘書画子（作画） 『緋弾のアリアAA』 スクウェア・エニックス〈ヤングガンガンコミックス〉、全14巻 
  1. 2011年3月23日初版発行（同日発売[書 75]）、ISBN 978-4-7575-3180-2
  2. 2011年7月23日初版発行（同日発売[書 76]）、ISBN 978-4-7575-3295-3
  3. 2011年12月22日初版発行（同日発売[書 77]）、ISBN 978-4-7575-3434-6
  4. 2012年5月23日初版発行（同日発売[書 78]）、ISBN 978-4-7575-3606-7
  5. 2012年12月22日初版発行（同日発売[書 79]）、ISBN 978-4-7575-3838-2
  6. 2013年8月22日初版発行（同日発売[書 80]）、ISBN 978-4-7575-3946-4
  7. 2013年12月21日初版発行（同日発売[書 81]）、ISBN 978-4-7575-4180-1
  8. 2014年8月23日初版発行（同日発売[書 82]）、ISBN 978-4-7575-4398-0
  9. 2015年1月23日初版発行（同日発売[書 83]）、ISBN 978-4-7575-4511-3
  10. 2015年9月18日初版発行（同日発売[書 84]）、ISBN 978-4-7575-4734-6
  11. 2016年1月25日初版発行（同日発売[書 85]）、ISBN 978-4-7575-4866-4
  12. 2017年4月21日初版発行（同日発売[書 86]）、ISBN 978-4-7575-5330-9
  13. 2018年1月23日初版発行（同日発売[書 87]）、ISBN 978-4-7575-5548-8
  14. 2018年8月23日初版発行（同日発売[書 88]）、ISBN 978-4-7575-5820-5

#### 緋弾のアリアちゃん
『月刊コミックアライブ』にて2011年5月号から2012年6月号まで連載された。作画は武シノブ。スピンオフ4コマ作品。
- 赤松中学（原作）・こぶいち（キャラクター原案）・武シノブ（作画） 『緋弾のアリアちゃん』 KADOKAWA〈MFコミックス アライブシリーズ〉、2012年5月23日[書 89]、ISBN 978-4-8401-4469-8

### 関連書籍
- 『緋弾のアリア Illustrations こぶいち art works.』2012年8月24日発売[書 90]、ISBN 978-4-8401-4657-9
- 『緋弾のアリア キャラクター&コミックコンプレックス』2015年11月21日発売[書 91]、ISBN 978-4-0406-7844-3
  - アンソロジーコミック。
- 『独唱 緋弾のアリアこぶいちアートワークス』2016年1月25日発売[書 92]、ISBN 978-4-04-068003-3
- スペシャルBOOK『緋弾のアリア スカーレット・フェスタ』2019年3月25日発売[書 93]、ISBN 978-4-04-065661-8
- 『赤紫 緋弾のアリア こぶいちアートワークス』2023年12月25日発売[書 94]、ISBN 978-4-04-682867-5

## モバイル
大バトル！探偵スクール〜緋弾のアリア〜
2011年3月23日よりメディアファクトリーがGREEにて配信。2011年6月6日よりMobageにて配信。ソーシャルゲーム。いずれとも2012年7月10日をもってサービス終了。

緋弾のアリア App
2011年4月13日よりiPhone版がメディアファクトリーから配信。同年7月28日よりAndroid版が配信。試し読みの電子書籍、ミニゲーム、アニメのプロモーション動画を提供。

緋弾のアリア 時計アプリ
2011年8月9日よりTBSテレビが配信。キャラクターイラストが背景に使われているスタンドクロック。

上記の以外に「公式モバイル『メディモ』」にて待ち受け・きせかえ・着うた・Flashゲームが配信され、その他、パチンコ機体「CR緋弾のアリア」との連動アプリが配信された。いずれも現在は配信終了している。

## テレビアニメ

### 緋弾のアリア
TBSほかにて2011年4月から6月まで放送された。

#### スタッフ
- 原作 - 赤松中学（MF文庫J「緋弾のアリア」メディアファクトリー刊）[569]
- 原作イラスト - こぶいち[569]
- 監督 - 渡部高志[569]
- シリーズ構成 - 白根秀樹[569]
- アニメーションキャラクターデザイン - 岩倉和憲[569]
- プロップデザイン - 梶谷光春[569]、松下郁子[569]
- 美術監督 - 丹伊田輝彦[569]
- 色彩設計 - 伊藤由紀子[569]
- 撮影監督 - 大河内喜夫[569]
- 編集 - 西山茂[569]
- 音響監督 - 明田川仁[569]
- 音楽 - 尾澤拓実[569]
- プロデューサー - 加藤正純、山口泰広、笹尾明正、小松茂明、林洋平、松倉友二
- アニメーション制作 - J.C.STAFF[569]
- 製作協力 - メディアファクトリー、フライングドッグ、ムービック、J.C.STAFF
- 製作 - 東京武偵高校、TBS

#### 主題歌
オープニングテーマ「Scarlet Ballet」
作詞 - 井上秋緒 / 作曲・編曲 - 浅倉大介 / 歌 - May'n
第12話では挿入歌としても使用された。
エンディングテーマ「カメリアの瞳」
作詞・作曲・歌 - 中野愛子 / 編曲 - 河野陽吾

#### 評価
BD第1巻の初週推定売上は4,007枚、DVD第1巻（同）の初週推定売上は2,349枚をそれぞれ記録している。

#### 各話リスト
| 話数   | サブタイトル                   | 脚本             | 絵コンテ | 演出              | 作画監督                                                                     | 総作画監督 |
| ------ | ------------------------------ | ---------------- | -------- | ----------------- | ---------------------------------------------------------------------------- | ---------- |
| 第1弾  | La Bambina                     | 白根秀樹         | 渡部高志 | 鈴木洋平          | 冨永詠二、氏家嘉宏、松下郁子                                                 | 島村秀一   |
| 第2弾  | 双剣双銃（カドラ）のアリア     | ヤスカワショウゴ | 渡部高志 | 山口頼房          | 野田めぐみ、竹森由加、山吉一幸 出野喜則、飯飼一幸                            | 井本由紀   |
| 第3弾  | ファースト・ミッション         | 平林佐和子       | 島津裕行 | 佐藤光            | 笠野充志、のりみそのみ 安本学、森前和也                                      | 沼田誠也   |
| 第4弾  | 武偵殺し                       | ヤスカワショウゴ | 福田道生 | 嵯峨敏            | 神本兼利                                                                     | 神本兼利   |
| 第5弾  | 武偵憲章1条                    | 白根秀樹         | 福田道生 | 橋本敏一          | 滝本祥子、井嶋けい子、冨永詠二                                               | 井本由紀   |
| 第6弾  | 星伽の巫女                     | ヤスカワショウゴ | 湖山禎崇 | 湖山禎崇          | 宮川智恵子                                                                   | 岩倉和憲   |
| 第7弾  | かごのとり                     | 平林佐和子       | 鈴木洋平 | 鈴木洋平          | 斉藤良成、出野喜則、竹森由加 高橋賢、松浦里美、飯飼一幸                      | 井本由紀   |
| 第8弾  | 魔剣（デュランダル）           | ヤスカワショウゴ | 池端隆史 | 池端隆史          | 沼田誠也、熊谷勝弘、氏家嘉宏 徳田賢朗、谷口繁則、牛尾優衣 松下郁子、滝本祥子 | 岩倉和憲   |
| 第9弾  | 蜂蜜色の罠（ハニー・トラップ） | 白根秀樹         | 二瓶勇一 | 羽多野浩平        | 松本文男                                                                     | 井本由紀   |
| 第10弾 | 特訓                           | ヤスカワショウゴ | 渡部高志 | 神保昌登          | 沼田誠也、高澤美佳、諸石康太 のりみそのみ、井本由紀                          | 沼田誠也   |
| 第11弾 | 潜入                           | 白根秀樹         | 渡部高志 | 山口頼房          | 野田めぐみ、斉藤良成 高橋賢、出野喜則                                        | 井本由紀   |
| 第12弾 | ブラド                         | ヤスカワショウゴ | 渡部高志 | 湖山禎崇          | 岩倉和憲、氏家嘉宏、佐藤浩一 熊谷勝弘、松下郁子                              | 岩倉和憲   |
| 13弾   | 武偵が来たりて温泉研修         | 白根秀樹         | 渡部高志 | 池端隆史 松川朋弘 | 井本由紀、岩倉和憲、宮川智恵子 熊谷勝弘、大森理恵、佐藤浩一                  | 岩倉和憲   |

BD/DVD第7巻収録の未放送エピソードである第13話には「第」はついていない。

#### 放送局
| 放送地域   | 放送局       | 放送期間                | 放送日時                     | 系列           | 備考   |
| ---------- | ------------ | ----------------------- | ---------------------------- | -------------- | ------ |
| 関東広域圏 | TBSテレビ    | 2011年4月15日 - 7月1日  | 金曜 1:25 - 1:55（木曜深夜） | TBS系列        | 製作局 |
| 中京広域圏 | 中部日本放送 | 2011年4月22日 - 7月8日  | 金曜 2:00 - 2:30（木曜深夜） | TBS系列        |        |
| 近畿広域圏 | 毎日放送     | 2011年4月26日 - 7月12日 | 火曜 2:20 - 2:50（月曜深夜） | TBS系列        |        |
| 鹿児島県   | 南日本放送   | 2011年4月28日 - 7月21日 | 木曜 1:10 - 1:40（水曜深夜） | TBS系列        |        |
| 日本全域   | BS-TBS       | 2011年5月8日 - 7月24日  | 日曜 1:00 - 1:30（土曜深夜） | BSデジタル放送 |        |

#### BD / DVD
| 巻 | 発売日         | 収録話          | 規格品番  | 規格品番  |
| 巻 | 発売日         | 収録話          | BD        | DVD       |
| -- | -------------- | --------------- | --------- | --------- |
| 1  | 2011年6月22日  | 第1話           | ZMXZ-7191 | ZMBZ-7201 |
| 2  | 2011年7月27日  | 第2話 - 第3話   | ZMXZ-7192 | ZMBZ-7202 |
| 3  | 2011年8月24日  | 第4話 - 第5弾   | ZMXZ-7193 | ZMBZ-7203 |
| 4  | 2011年9月21日  | 第6話 - 第7話   | ZMXZ-7194 | ZMBZ-7204 |
| 5  | 2011年10月26日 | 第8話 - 第9話   | ZMXZ-7195 | ZMBZ-7205 |
| 6  | 2011年11月25日 | 第10話 - 第11話 | ZMXZ-7196 | ZMBZ-7206 |
| 7  | 2011年12月21日 | 第12話 - 第13話 | ZMXZ-7197 | ZMBZ-7207 |

#### CD
ラジオCD
- TVアニメーション「緋弾のアリア」 ラジオCD Bullet1 武偵高・広報室便り〜課外授業編〜 2011年7月27日発売
- TVアニメーション「緋弾のアリア」 ラジオCD Bullet2 武偵高・広報室便り〜調理実習編〜 2011年8月24日発売

ドラマCD
- TVアニメーション「緋弾のアリア」 CDドラマシアター1st 2011年7月27日発売
- TVアニメーション「緋弾のアリア」 CDドラマシアター2nd 2011年8月24日発売

#### WEBラジオ
『ラジオ・緋弾のアリア 武偵高広報室便り』のタイトルで、2011年3月25日に第0回が配信され、同年4月15日から7月1日まで毎週金曜日に配信された。また、同年4月21日から5月5日までガンガンONLINEにて出張版が配信された。パーソナリティーは釘宮理恵（神崎・H・アリア 役）と高橋美佳子（星伽白雪 役）。
ゲスト
- 第3回：中野愛子（アニメED主題歌担当）
- 第5回：May'n（アニメOP主題歌担当）
- 第7回・第8回：間島淳司（遠山金次 役）

| TBS 金曜 1:25 - 1:55（木曜深夜）枠 | TBS 金曜 1:25 - 1:55（木曜深夜）枠 | TBS 金曜 1:25 - 1:55（木曜深夜）枠 |
| 前番組                             | 番組名                             | 次番組                             |
| ---------------------------------- | ---------------------------------- | ---------------------------------- |
| IS 〈インフィニット・ストラトス〉  | 緋弾のアリア                       | THE IDOLM@STER                     |

### 緋弾のアリアAA
2015年1月27日、前述のアニメ化初報に続き、『月刊コミックアライブ』公式サイトでテレビアニメであることが発表され、2015年10月から12月まで放送された。

#### スタッフ（AA）
- 原作・シリーズ構成協力 - 赤松中学[460]
- 監督 - 川畑喬[460]
- シリーズ構成 - 志茂文彦[460]
- キャラクター原案 - こぶいち[460]、橘書画子[460]
- キャラクターデザイン - 大島美和[460]
- プロップデザイン - 宮豊[460]
- 総作画監督 - 久保茉莉子[460]、菊永千里[460]
- 銃器作画監督 - 藤澤俊幸
- 美術設定 - 高橋武之[460]
- 美術監修 - 内藤健[460]
- 美術監督 - 望月卓磨[460]
- 色彩設計 - 竹内優太[460]
- 撮影監督 - 工藤康史[460]
- 3D - 渡辺悦啓[460]
- 編集 - 松原理恵[460]
- 音響監督 - えのもとたかひろ[460]
- 音楽 - 伊賀拓郎[460]
- 音楽制作 - フライングドッグ[460]
- 音楽プロデューサー - 西辺誠[460]
- プロデューサー - 山下愼平[460]、神長敬祐[460]、福田正夫[460]、山佳孝典[460]、鎌田肇[460]、礒谷徳知[460]
- アニメーションプロデューサー - 中村陽介[460]
- アニメーション制作 - 動画工房[460]
- 製作 - ProjectAA（KADOKAWA、フライングドッグ、藤商事、インテル、動画工房、AT-X）

#### 主題歌（AA）
オープニングテーマ「Bull's Eye」
作詞・歌 - ナノ / 作曲・編曲 - WEST GROUND
エンディングテーマ「パルス」
作詞・作曲・編曲 - Tes. / 歌 - Team AA［間宮あかり（佐倉綾音）×神崎・H・アリア（釘宮理恵）］

#### 各話リスト（AA）
| 話数 | サブタイトル         | 脚本     | 絵コンテ        | 演出                | 作画監督                                                                                   |
| ---- | -------------------- | -------- | --------------- | ------------------- | ------------------------------------------------------------------------------------------ |
| 1弾  | もう一人のA          | 志茂文彦 | 川畑喬          | 川畑喬              | 久保茉莉子、曾我篤史、東島久志                                                             |
| 2弾  | 危険な関係           | 志茂文彦 | 徳山太郎        | 橋口洋介            | 菊池政芳、藤田真弓、海保仁美 吉村恵、絢菜                                                  |
| 3弾  | 戦妹（アミカ）志願   | 志茂文彦 | 吉川博明        | 岡田堅二朗          | 平塚知哉、曾我篤史、渡辺舞、崎口さおり 佐藤このみ、富田佳亨、小宮山由美子                  |
| 4弾  | カルテット・前編     | 志茂文彦 | 原口浩          | 野木森達哉          | 菊池政芳、藤田真弓、杉本光司 桜井このみ、Park Jaesuk                                       |
| 5弾  | カルテット・後編     | 十川誠志 | 藤澤俊幸        | 則座誠              | 曾我篤史、立口徳孝、飯田光尋、白石悟 飯飼一幸、飯塚葉子、坪田慎太郎                        |
| 6弾  | 小悪魔たちの依頼     | 志茂文彦 | 博多正寿        | 浅見松雄            | 杉本光司、海保仁美、菊池政芳、山崎輝彦 菅野智之、許亨準、金二星                            |
| 7弾  | あかり争奪戦         | 十川誠志 | 吉川博明        | 渕上真              | 中本尚、東島久志、立口徳孝 曾我篤史、染谷友梨花                                            |
| 8弾  | プール・トラップ     | 赤松中学 | 原口浩          | 橋口洋介            | 海保仁美、菊池政芳、藤田真弓 山崎輝彦、杉本光司                                            |
| 9弾  | 家庭訪問             | 志茂文彦 | 川畑喬          | 江副仁美            | 平塚知哉、千葉山夏恵、佐藤このみ 三井麻未、川島尚                                          |
| 10弾 | ファーストミッション | 十川誠志 | 江副仁美        | 野木森達哉 佐藤和磨 | 菊池政芳、藤田真弓、海保仁美、山崎輝彦 杉本光司、飯飼一幸、山岡峻                          |
| 11弾 | 決戦                 | 志茂文彦 | 吉川博明 原口浩 | 則座誠 渕上真       | 東島久志、立口徳孝、長尾圭悟、佐藤このみ 中本尚、千葉山夏恵、三井麻美、冨田佳亨            |
| 12弾 | 二人のA              | 志茂文彦 | 川畑喬          | 川畑喬              | 久保茉莉子、曾我篤史、栗田聡美 佐藤このみ、菊池政芳、海保仁美 藤田真弓、山崎輝彦、杉本光司 |

#### 放送局（AA）
| 放送期間                 | 放送時間                     | 放送局     | 対象地域 | 備考                      |
| ------------------------ | ---------------------------- | ---------- | -------- | ------------------------- |
| 2015年10月6日 - 12月22日 | 火曜 23:00 - 23:30           | AT-X       | 日本全域 | CS放送 / リピート放送あり |
| 2015年10月7日 - 12月23日 | 水曜 0:30 - 1:00（火曜深夜） | TOKYO MX   | 東京都   |                           |
|                          |                              | サンテレビ | 兵庫県   |                           |
|                          |                              | KBS京都    | 京都府   |                           |
|                          | 水曜 1:35 - 2:05（火曜深夜） | テレビ愛知 | 愛知県   |                           |
| 2015年10月8日 - 12月24日 | 木曜 0:00 - 0:30（水曜深夜） | BS11       | 日本全域 | BS放送 / 『ANIME+』枠     |

| 配信期間                  | 配信時間           | 配信サイト         | 備考                     |
| ------------------------- | ------------------ | ------------------ | ------------------------ |
| 2015年10月15日 - 12月31日 | 木曜 12:00 更新    | GYAO!              | 第1話無料、第2話以降有料 |
|                           |                    | バンダイチャンネル | 第1話無料、第2話以降有料 |
|                           | 木曜 22:30 - 23:00 | ニコニコ生放送     |                          |
|                           | 木曜 23:00 更新    | ニコニコチャンネル | 第1話無料、第2話以降有料 |

#### BD / DVD（AA）
| 巻 | 発売日         | 収録話          | 規格品番   | 規格品番   |
| 巻 | 発売日         | 収録話          | BD         | DVD        |
| -- | -------------- | --------------- | ---------- | ---------- |
| 1  | 2015年12月25日 | 第1話 - 第2話   | ZMXZ-10311 | ZMBZ-10321 |
| 2  | 2016年1月27日  | 第3話 - 第4話   | ZMXZ-10312 | ZMBZ-10322 |
| 3  | 2016年2月24日  | 第5話 - 第6話   | ZMXZ-10313 | ZMBZ-10323 |
| 4  | 2016年3月23日  | 第7話 - 第8話   | ZMXZ-10314 | ZMBZ-10324 |
| 5  | 2016年4月27日  | 第9話 - 第10話  | ZMXZ-10315 | ZMBZ-10325 |
| 6  | 2016年5月25日  | 第11話 - 第12話 | ZMXZ-10316 | ZMBZ-10326 |

#### WEBラジオ（AA）
『Radio「緋弾のアリアAyane Ai」』のタイトルで、2015年9月23日から2015年12月23日まで、音泉とHiBiKi Radio Stationにて配信された。初回はプレ放送となり10月7日から毎週水曜に更新。パーソナリティは佐倉綾音（間宮あかり 役）と茅野愛衣（佐々木志乃 役）。
ゲスト
- 第1回：釘宮理恵（神崎・H・アリア 役）
- 第6回：M・A・O（火野ライカ 役）
- 第8回：悠木碧（島麒麟 役）
- 第10回：ブリドカットセーラ恵美（高千穂麗 役）

公開録音『＜音泉＞公開録音祭り 2016冬 第2部 Radio「緋弾のアリアAyane Ai」』
- 開催日：2016年2月21日
- 会場：有楽町朝日ホール
- 出演：佐倉綾音、茅野愛衣、橋本ちなみ（愛沢夜夜 役）

イベント『MF文庫J 夏の学園祭2016 Radio「緋弾のアリアAyane Ai」復活ステージ！』
- 開催日：2016年7月17日
- 会場：EBiS303
- 出演：佐倉綾音、茅野愛衣

ラジオCD「Radio『緋弾のアリアAyane Ai』」
- 新規録り下ろしゲスト：釘宮理恵
- 過去放送：第1回 - 第13回

## パチンコ・パチスロ
いずれも製造・販売元は藤商事。また、Ⅱ以降はオリジナル楽曲が多数収録されている。
パチンコ
- CR緋弾のアリア（2014年）
  - CRA緋弾のアリア（2014年）
- CR緋弾のアリアII（2017年）
  - CRA緋弾のアリアII（2017年）
- CR緋弾のアリアAA（2018年）
  - P緋弾のアリアAA（2019年）
  - PA緋弾のアリアAA（2019年）
- P緋弾のアリアIII（2019年）[577]
  - PA緋弾のアリアIII（2021年）[578]
- P緋弾のアリア〜緋弾覚醒編〜（2021年）[579]
  - P緋弾のアリア～緋弾覚醒編～319Ver.JMZ（2022年）[580]
  - PA緋弾のアリア～緋弾覚醒編～甘デジver.FRA（2023年）[581]
- P緋弾のアリア～緋緋神降臨～ラッキートリガーVer.（2024年3月4日）[582]

パチスロ
- パチスロ緋弾のアリア（2016年）
- パチスロ緋弾のアリアⅡ(2023年2月6日)[583]

## 備考
ショッパー
- テレビアニメの放送に合わせて、2011年4月19日より数量限定で秋葉原の一部店舗（アニメイト秋葉原店、AKIHABARAゲーマーズ本店、コミックとらのあな秋葉原店B、ソフマップアミューズメント館）でコラボショッパーがレジ袋といて配布された[584]。
- テレビアニメ「緋弾のアリアAA」のBlu-ray&DVD第1巻の発売を記念してゲーマーズ全店で数量限定でコラボショッパーがレジ袋として配布された[585]。

ゲーム
- 2011年9月9日発売の'プリズムコネクトという ムービック×エンスカイのトレーディングカードゲームに作品を提供している。プレシャスメモリーズの姉妹品のTCG。
- PlayStation 3とPlayStation Vita用のクロスオーバー作品の超ヒロイン戦記（2014年2月6日発売）に出演している。
- ファンタシースターオンライン2で間宮あかりと神崎・H・アリアのヘアスタイルや武器を持って遊べる、ACスクラッチ「スカーレットディレクティブ」が2015年11月25日から12月22日までの間発売された[586]。
- 乖離性ミリオンアーサーで間宮あかり、神崎・H・アリア、佐々木志乃、火野ライカ、島麒麟、高千穂麗が登場。さらに間宮あかりがサポート妖精になった[587]。期間は2015年12月16日から28日までの間。2017年1月10日より期間限定で復刻されている。
- アカシックリコードで「緋弾のアリアAA コラボ10ステップ召喚！」や「緋弾のアリアAAコラボシナリオ」などでキャラクターが登場[588]。期間は2017年4月30日から5月16日までの間。
- 2018年5月27日からMF文庫Jと「RPGアツマール」とのコラボで制作された同著者の作品『チアーズ!』の無料ゲームでコラボシナリオが配信された。

乗車券
- ゆりかもめの各駅にポスターを掲載し、「緋弾のアリアAA」デザインの1日乗車券が2015年9月28日から10月28日にかけて1000枚限定で発売[589]。

回遊イベント
- 「緋弾のアリアAA × ネットとリアルで体感ゲーム 聖地巡礼イベント -お台場回遊ミッション-」という回遊イベントが「緋弾のアリアAA」の舞台にもなっているデックス東京ビーチにて2015年10月15日から12月27日まで開催された[590]。スマートフォンへ「ネットとリアルで体感ゲーム」のアプリをインストールする必要がある、VRゴーグルを使用するイベントで、その参加権は「VRで二次元へ行ける本」という書籍を購入することで得られた。参加特典として新規収録ボイスによるキャラ着電や、VRゴーグル対応の等身大フォトスポットで記念撮影などができた。

飲食関係
- 2015年10月25日から11月29日までカラオケパセラの秋葉原電気街店と昭和通り館でコラボフードメニューが提供されていた。店舗によってメニューはそれぞれ異なっている[591]。
- 2015年12月18日から27日までキュアメイドカフェとのコラボカフェが開催され、コラボフードメニューが提供された[592]。ちなみに「緋弾のアリアAA」の第3話にキュアメイドカフェが登場している。
- 2015年12月24日から2016年1月5日までアニメガカフェのヴィーナスフォート店でコラボフードメニューのほか、限定グッズが販売された[593]。